# Arquitectura gótica inglesa

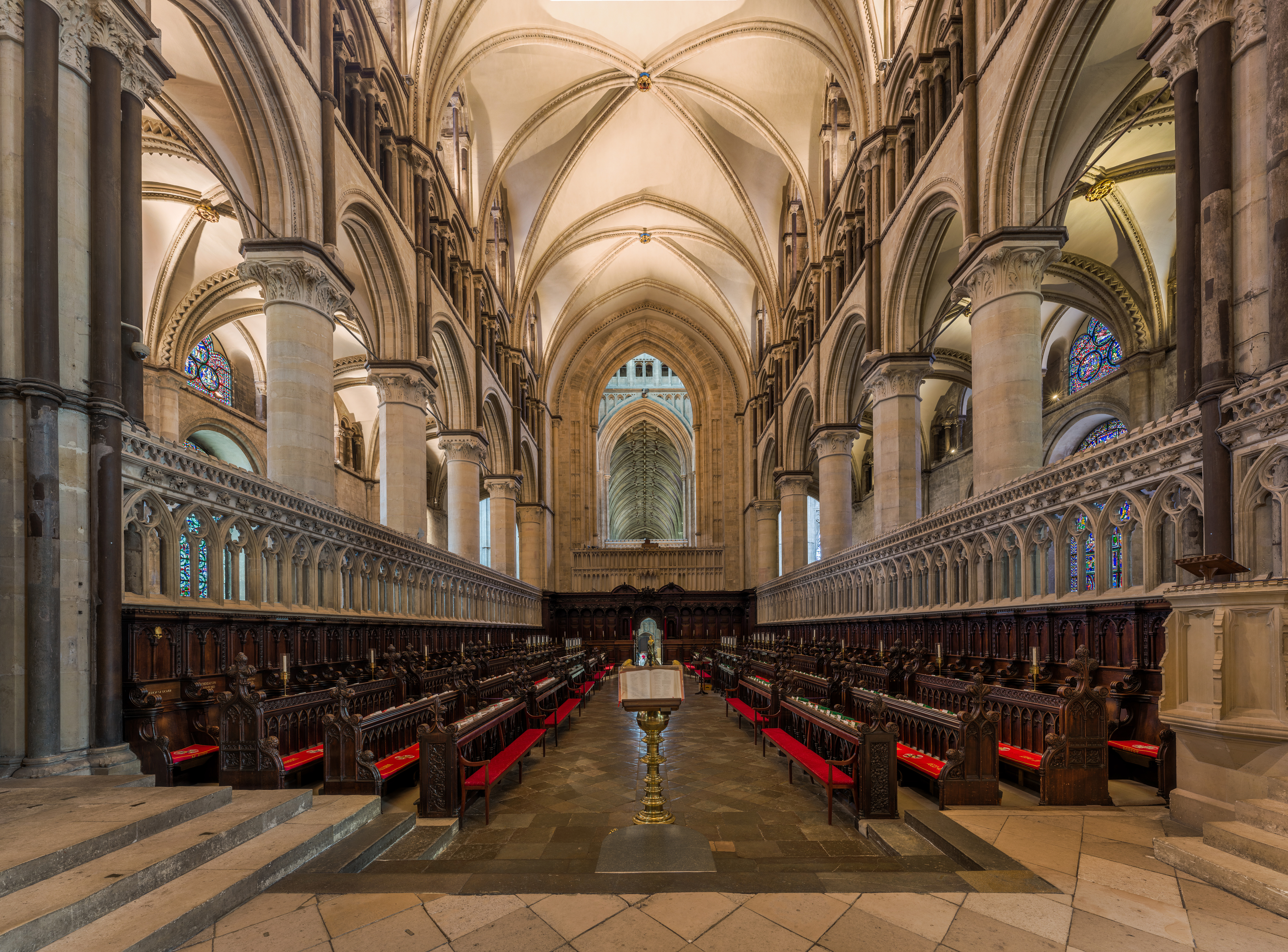
El coro (1175-1184) de la catedral de Canterbury, la primera gran obra gótica en el país

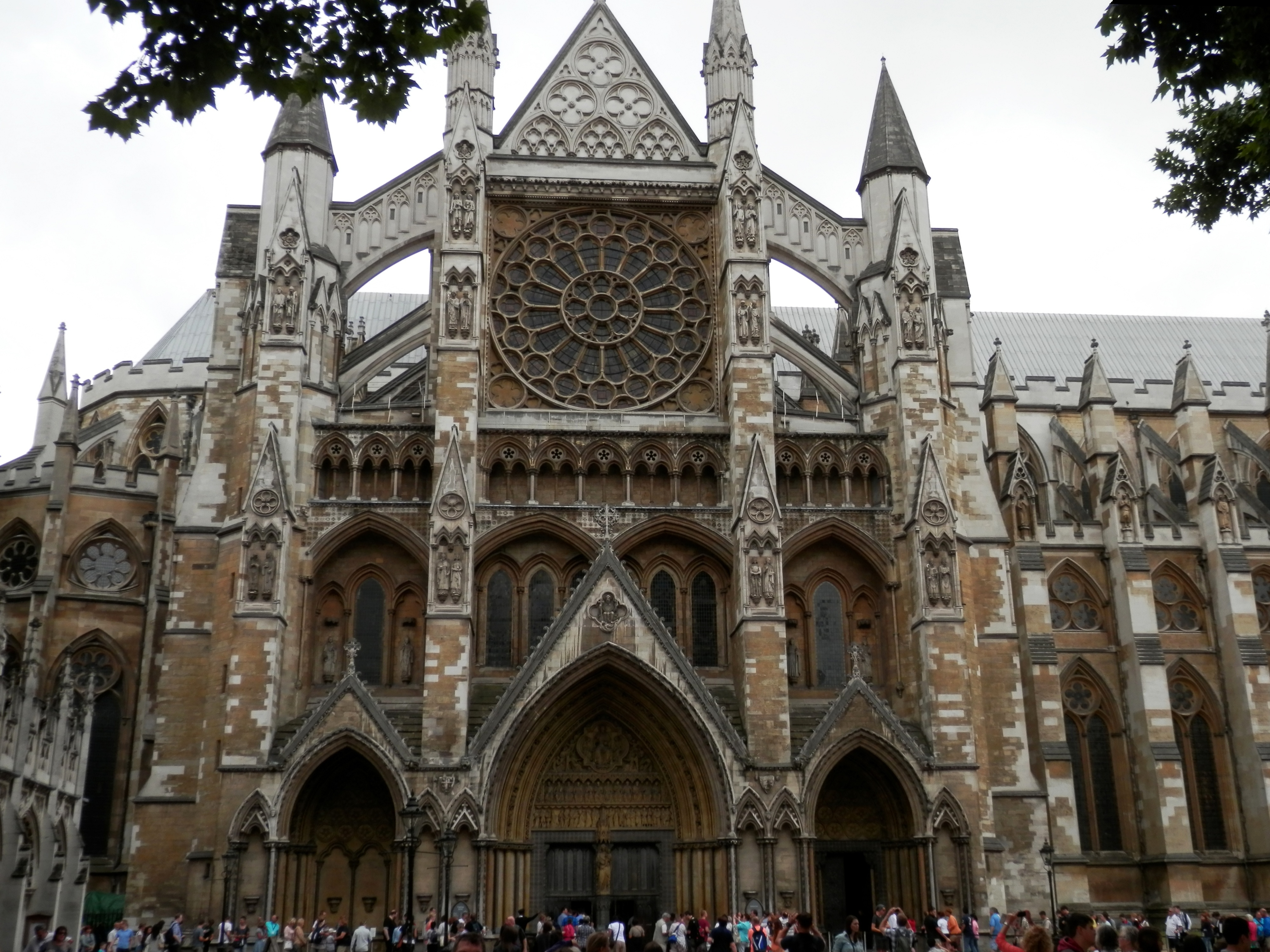
Abadía de Westminster (transepto norte), la otra gran obra gótica temprana

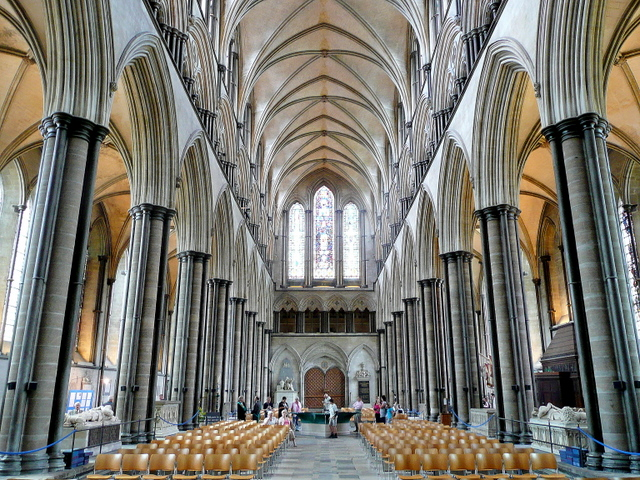
Bóvedas de arista y arcos apuntados en la nave de la catedral de Salisbury

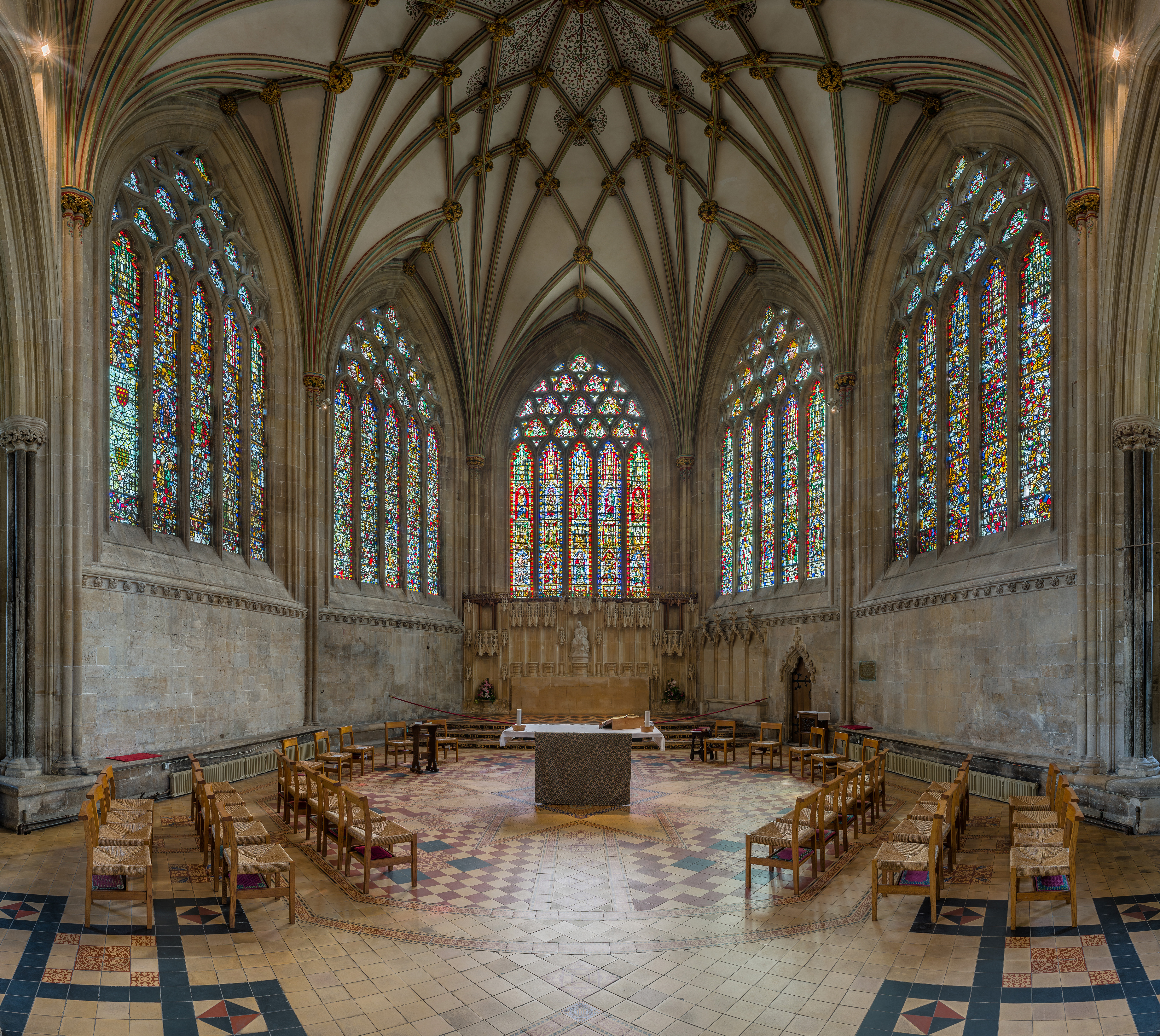
Vitrales y tracería decorada en la Lady Chapel de la catedral de Wells

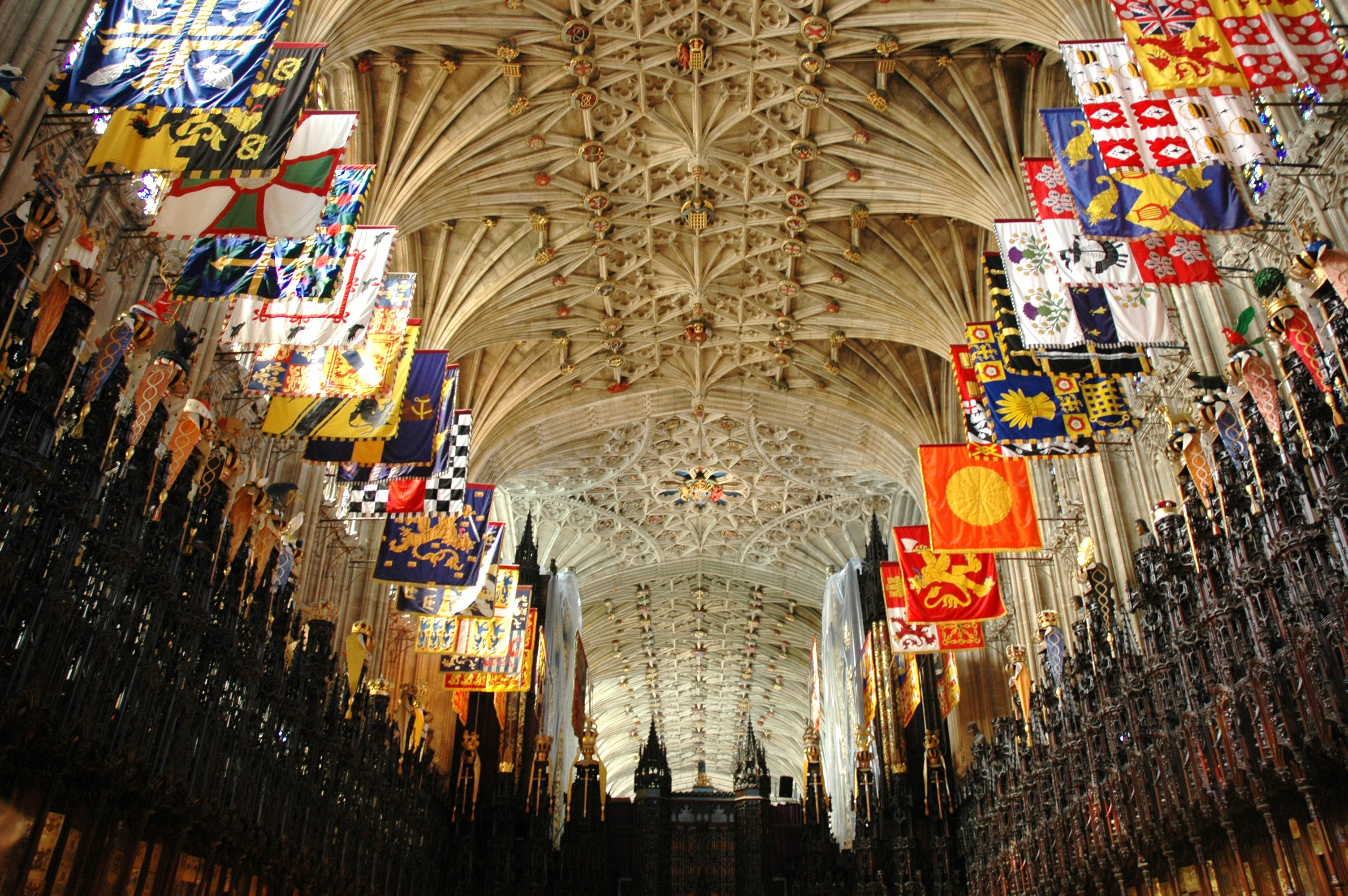
Bóveda de abanico de la capilla de San Jorge del castillo de Windsor

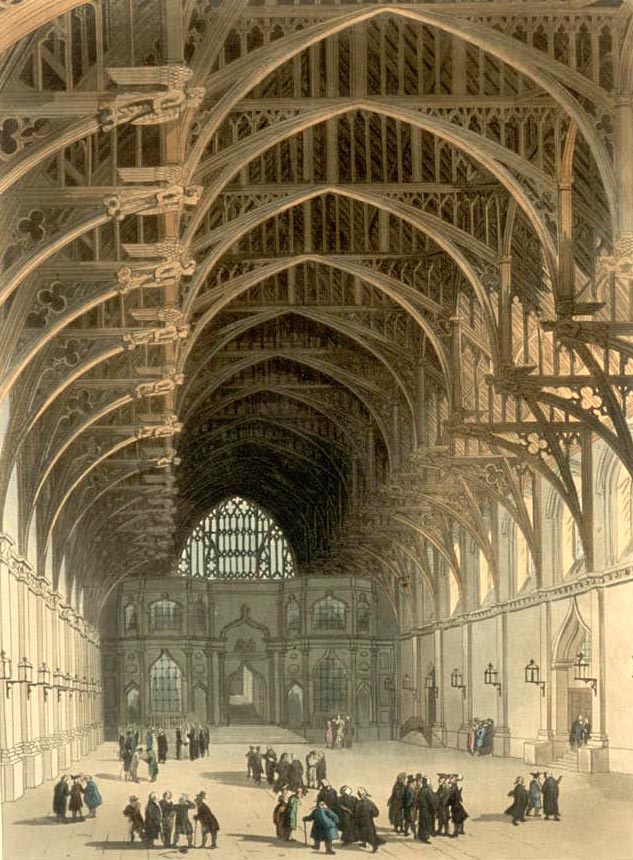
Westminster Hall y su techo hammerbeam (del libro de Ackermann Microcosm of London (1808-1811)

La arquitectura gótica inglesa o gótico inglés (English Gothic) es el estilo arquitectónico que floreció en Inglaterra desde alrededor de 1180 y que dominó más de tres siglos, hasta alrededor de 1520, más de un siglo después de que en Florencia se introdujera el estilo renacentista a principios del siglo XV. Además de usarse en nuevas construcciones, muchos edificios anteriores fueron reconstruidos total o parcialmente de esta manera, de modo que la mayoría de los edificios medievales ingleses que se conservan son predominantemente góticos en la forma: lo son la mayoría de las catedrales medievales y grandes iglesias parroquiales —a menudo de fundación normanda, entre ellas algunas  de las obras más grandes y mejores de la arquitectura del país— y también gran cantidad de arquitectura civil (castillos, palacios, grandes casas, universidades y muchos edificios civiles más pequeños, sin pretensiones, como casas de caridad (almshouses) y trade halls (salas de comercio). La primera aplicación del gótica a gran escala en el país fue en el coro (1175-1184) de la catedral de Canterbury. 
El estilo gótico surgió en gran parte por la voluntad de iluminar las oscuras naves románicas y la introducción de grandes ventanales, a menudo cerrados con grandes vitrales coloreados y subdivididos por tracería de piedra decorativa. El deseo de aumentar el área de las ventanas impulsó el desarrollo de nuevas técnicas estructurales, de las que derivarían la mayoría de los otros rasgos distintivos del estilo: arcos apuntados, bóvedas de crucería, contrafuertes, arbotantes y pináculos. Estos elementos aumentaron la resistencia del edificio y redujeron el peso que tenía que ser soportado por los muros, lo que permitió disponer más superficie en los cerramientos para acristalar. También hicieron posible una mayor flexibilidad de proporciones que la permitida en el románico. Otros rasgos son el uso de torres y agujas, las columnas compuestas de múltiples fustes y la escultura en alto relieve, generalmente de carácter más naturalista que la que se encuentra en la decoración románica.
La tradición arquitectónica gótica se había originado en Francia en la segunda mitad del siglo XII —cuando el abad Suger empleó por vez primera los diversos elementos  juntos en un único edificio en el coro de la basílica de Saint-Denis, al norte de París, dedicada el 11 de junio de 1144.— y se extendió rápidamente en Inglaterra, donde comenzó a sustituir a la arquitectura normanda (denominación que recibe en el país el estilo románico) y a partir del que evolucionaron muchas de las características de la arquitectura gótica (evolución puede verse más particularmente en la catedral normanda de Durham, que posee una de las primeras bóvedas de crucería altas conocida). Siguió una evolución independiente del resto del continente, siendo el estilo dominante durante más de 300 años,
Los historiadores del arte dividen tradicionalmente el gótico inglés en tres periodos o estilos cronológicamente sucesivos pero solapados, que pueden ser a su vez subdivididos para definir con precisión los diferentes estilos. La periodización más habitual sigue las etiquetas convencionales acuñadas por Thomas Rickman (Attempt to Discriminate the Style of Architecture in England, 1812-1815): 
- 1180-1275: primer gótico inglés o gótico primitivo (Early English Gothic), el más sencillo y el más cercano a los modelos franceses. Se caracteriza por la simplicidad de sus bóvedas y tracería, el uso de ventanas de lanceta y una decoración escultórica menor que en cualquiera de las variedades románicas o posteriores del gótico. Se inicia con el coro de la catedral de Canterbury (f. 1175), de William de Sens construida conforme al modelo francés. En 1192 se empieza a construir la catedral de Lincoln cuyos trabajos se prolongarán durante todo el siglo XIII. El más puro gótico inglés de esta época lo representa la catedral de Salisbury que fue construida en una  única, aunque larga, campana (1220-1258, con añadidos posteriroes de la torre). El estilo es más horizontal que en Francia y se desarrolla un tipo de fachada denominada de pantalla, ya que la fachada surge como una pantalla decorativa, sin relación con los espacios posteriroes, con una reducida puerta de acceso y numerosas arquerías ornamentadas con estatuas, que cubren toda la superficie, incluidas las torre y, las largadas naves. La abadía de Westminster, comenzada en 1245 estuvo influenciada por el estilo francés. Son también buenos ejemplos la abadía de Whitby y la abadía de Rievaulx.[3]

- 1275-1380: gótico decorado (Decorated Gothic) que surgió con el aumento en la proliferación y elaboración de la decoración escultórica y en la tracería y la aparición de bóvedas más complejas y decorativas. Se suele dividir en dos periodos, denominados «estilo geométrico» (geometric style), entre 1250 y 1290, y «estilo curvilíneo» (curvilinear style), entre 1290 y 1350. Son buenos ejemplos las catedrales de  Lincoln, de Carlisle,[4] de York, de Lichfield y la linterna octogonal de la catedral de Ely).

- 1380-1520: gótico perpendicular (Perpendicular Style), la transformación final de la tradición inglesa, y la más alejada de los estilos continentales contemporáneos. Fue llamado así por su énfasis en las líneas verticales continuas, con el uso de molduras verticales en los muros y en los patrones de rejilla de su tracería. En su uso de esculturas y tracería este estilo fue más discreto que en el gótico decorado, pero vio como las intrincadas bóvedas alcanzaban su cenit, con el desarrollo de las elaboradas bóvedas bóvedas de lierne y de abanico, casi exclusivamente en Inglaterra. El tamaño de las ventanas también alcanzó su punto máximo en este período, mientras que los arcos —es característico de este estilo el llamado arco Tudor— y las bóvedas se hicieron más planas, desarrollos que supusieron unas solicitaciones estructurales mayores que nunca antes en los edificios. Ello fue posible porque las técnicas estructurales góticas ya habían alcanzado una gran sofisticación, especialmente en el uso de contrafuertes. Las obras más representativas se encuentran en las universidades de Oxford y Cambridge, donde destaca el King's College, Cambridge, que se comenzó a construir en 1443; también son muy notables las catedrales de  Gloucester y de Mánchester, la abadía de Bath, la iglesia de San Jorge en Windsor y la de Enrique VII, en la abadía de Westminster. Hubo también un gran desarrollo de la arquitectura civil. A esta etapa final la siguió el estilo Tudor ( 1485-1603), un estilo superpuesto y que a veces se confunde con el último perpendicular.

Tracerias típicas de los estilos góticos ingleses
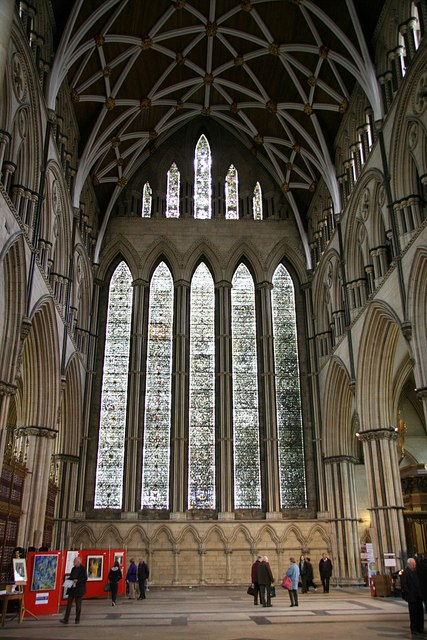
The Five Sisters,  transepto norte de la York Minster, combinación de lancetas, ejemplo de gótico temprano
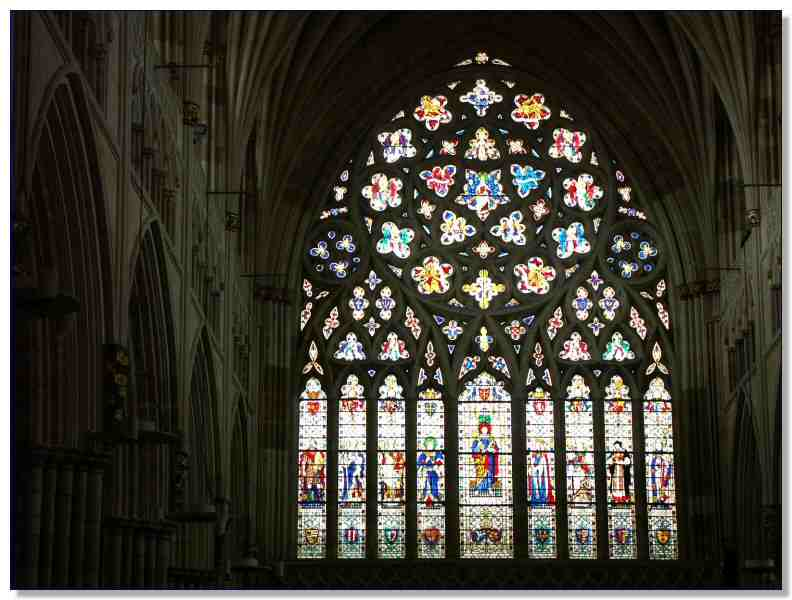
Gran ventana occidental, decorado, catedral de Exeter
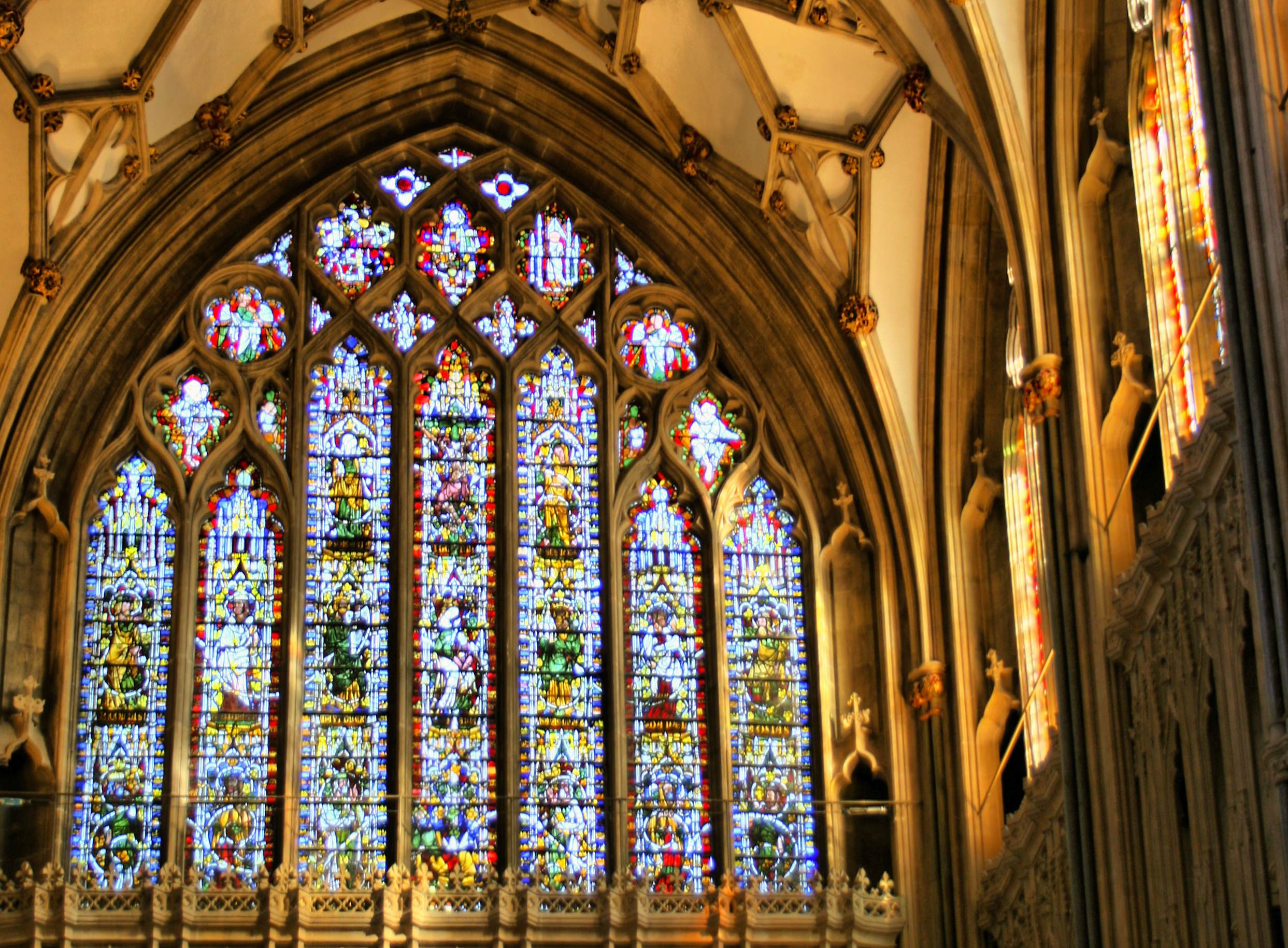
Golden Windows, decorado,  en el extremo oriental de la catedral de Wells
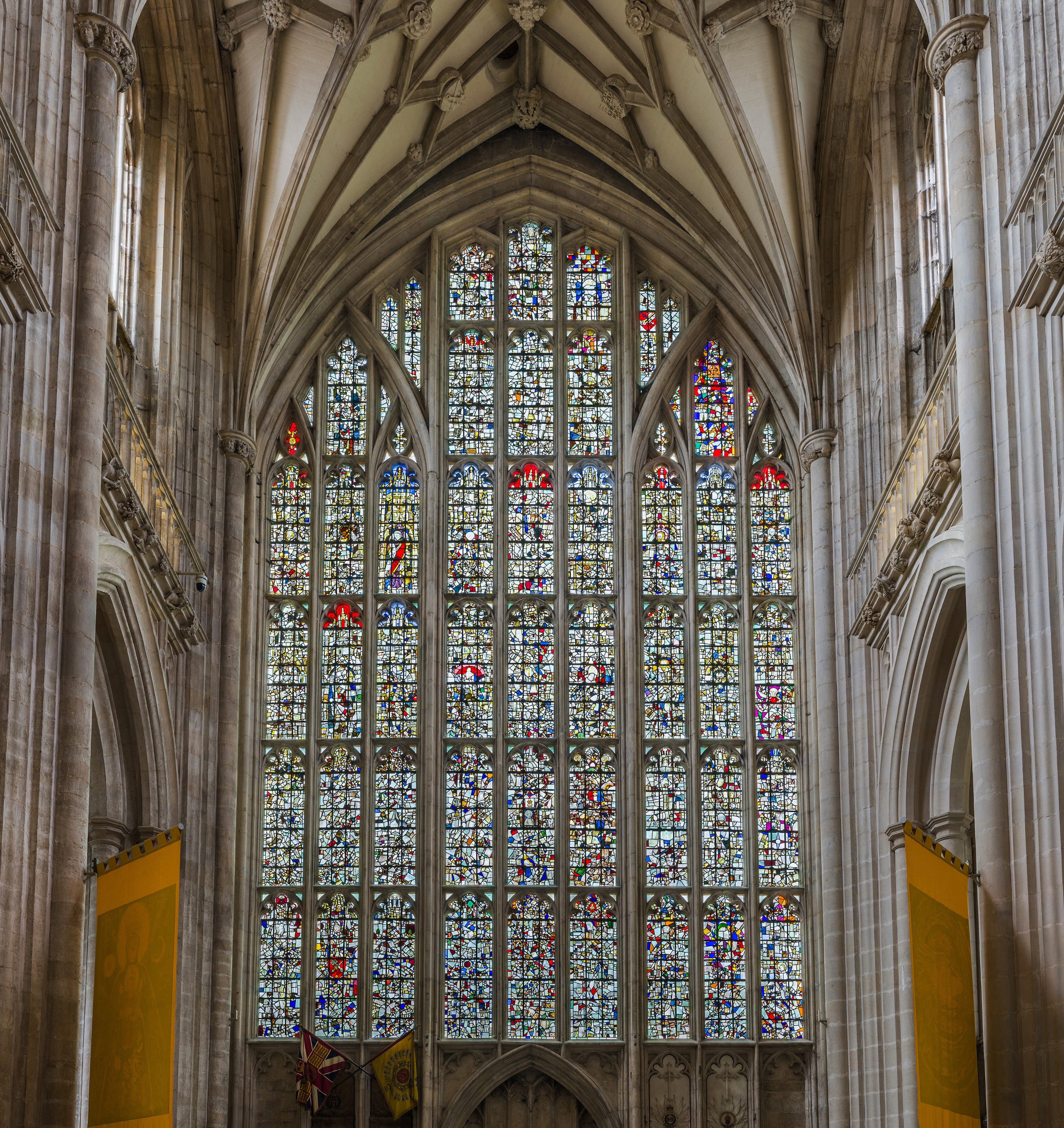
Ventana occidental de la catedral de Winchester, perpendicular
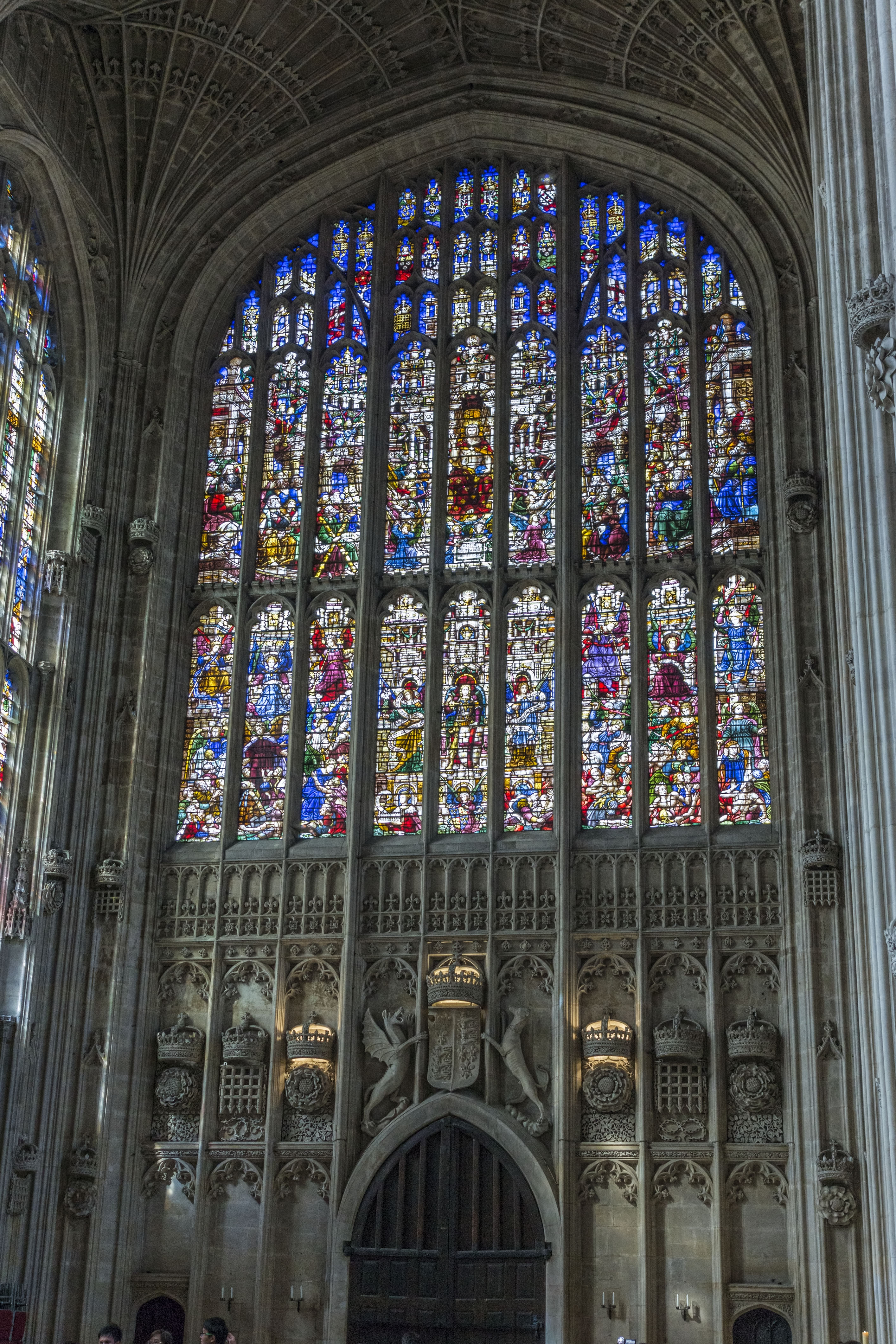
Ventana de la King's Chapel, Cambridge, perpendicular

## Rasgos distintivos

### Arquitectura religiosa
Las iglesias góticas inglesas, en particular las catedrales, tienen algunos rasgos distintivos. Tendieron a ser más largas que sus equivalentes continentales y también más bajas y más estrechas, hecho que facilitó la construcción de grandes torres sobre el crucero, estructuralmente muy ambiciosas. La existencia de esta torre sobre el crucero es una característica casi universal en las catedrales inglesas pero prácticamente desconocida en otros lugares. Algunas iglesias disponían de dos transeptos. Suele disponerse una capilla axial en el extremo oriental, conocida como Lady Chapel. Apenas hay coros con girolas y coronas capillares, ni tampoco el imafronte de dos torres con sus pórticos e imágenes.
 

En planta, las catedrales del gótico inglés se caracterizaron por una amplia subdivisión y por el uso de formas rectangulares en lugar de curvas y constructivamente por el empleo generalizado del muro doble normando. A diferencia de otros países, muchas catedrales inglesas fueron en origen instituciones monásticas y en consecuencia tenían adjuntos claustros y salas capitulares, estas casi siempre de planta poligonal.

Algunos imafrontes de catedrales góticas inglesas
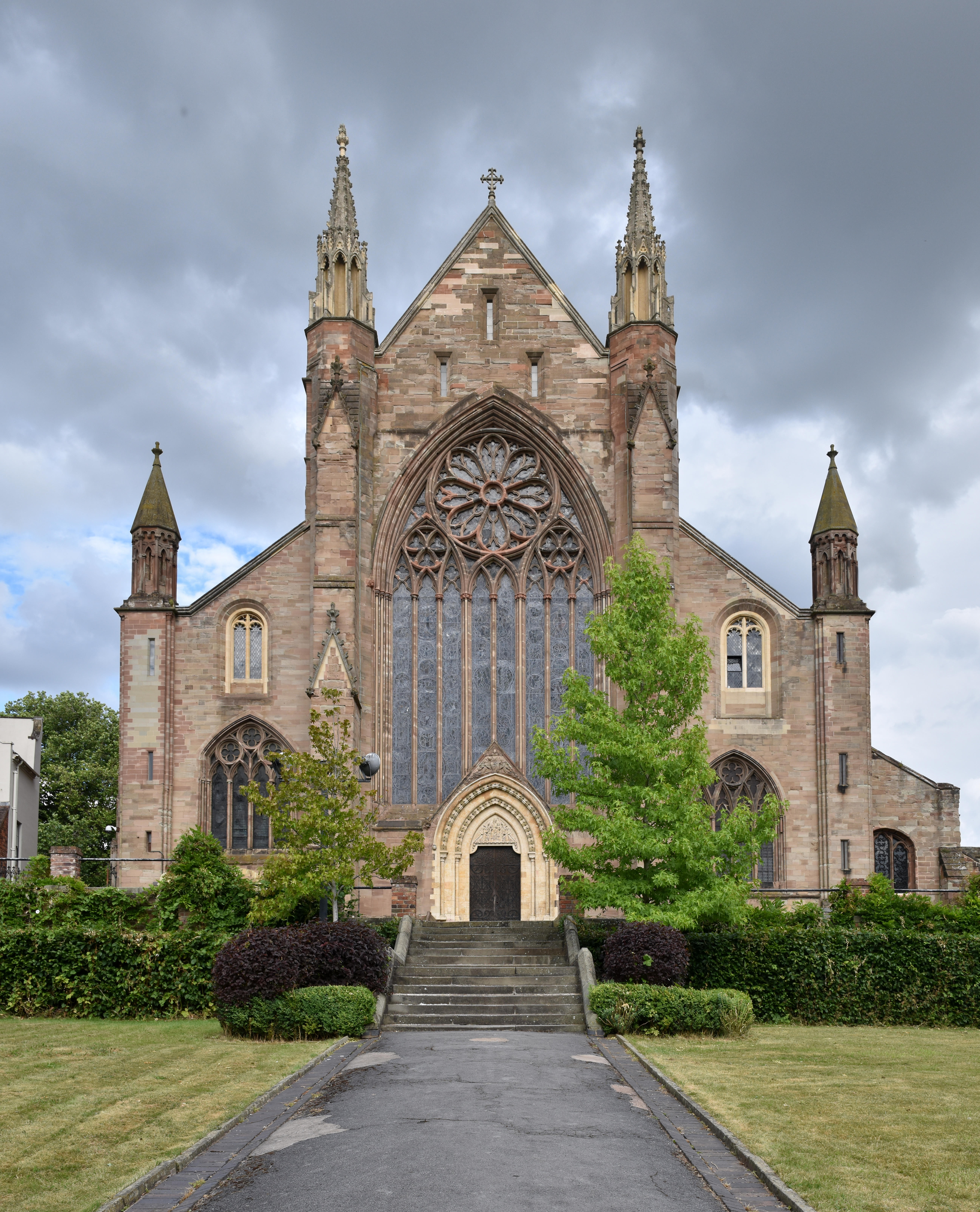
Worcester
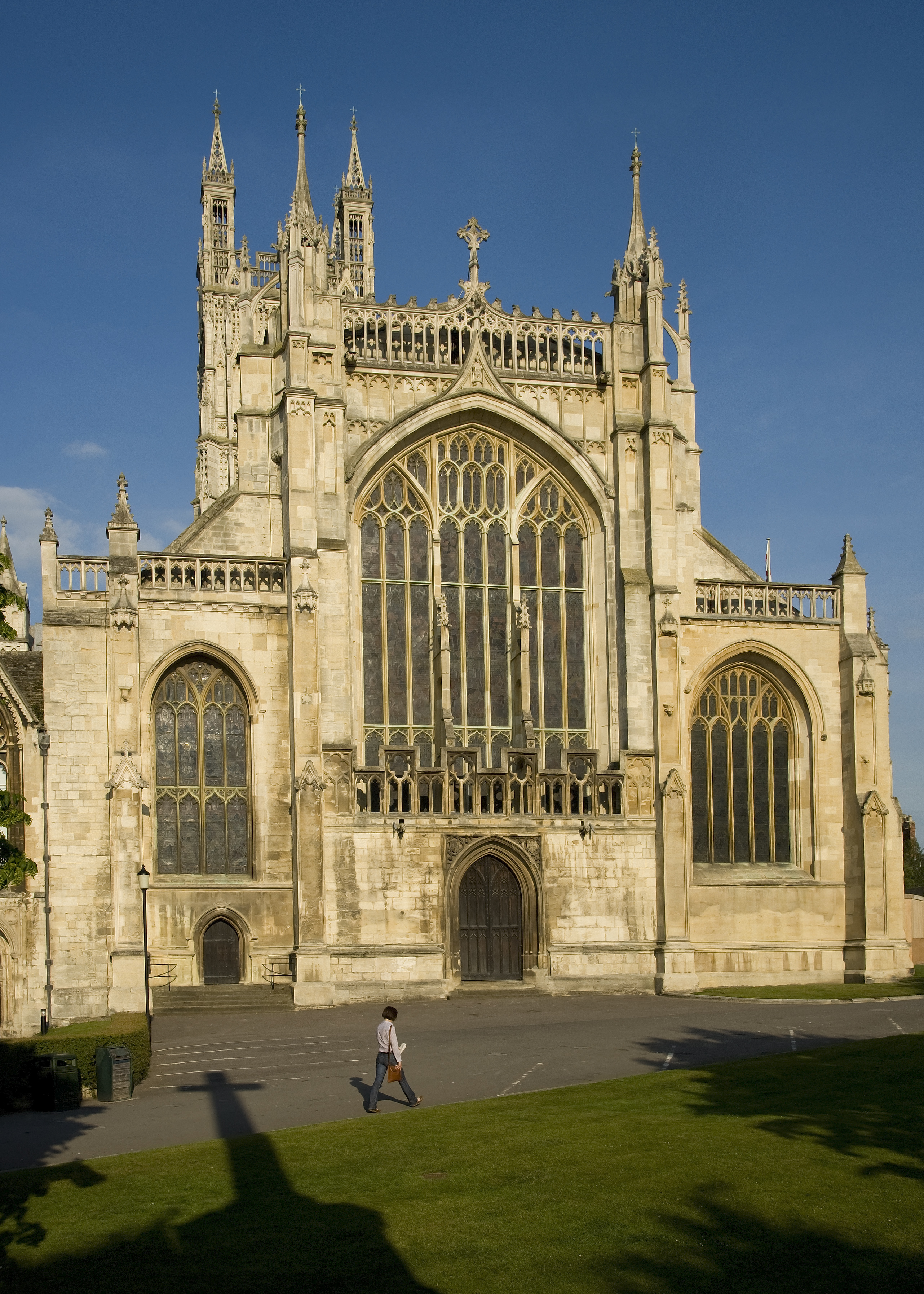
Gloucester
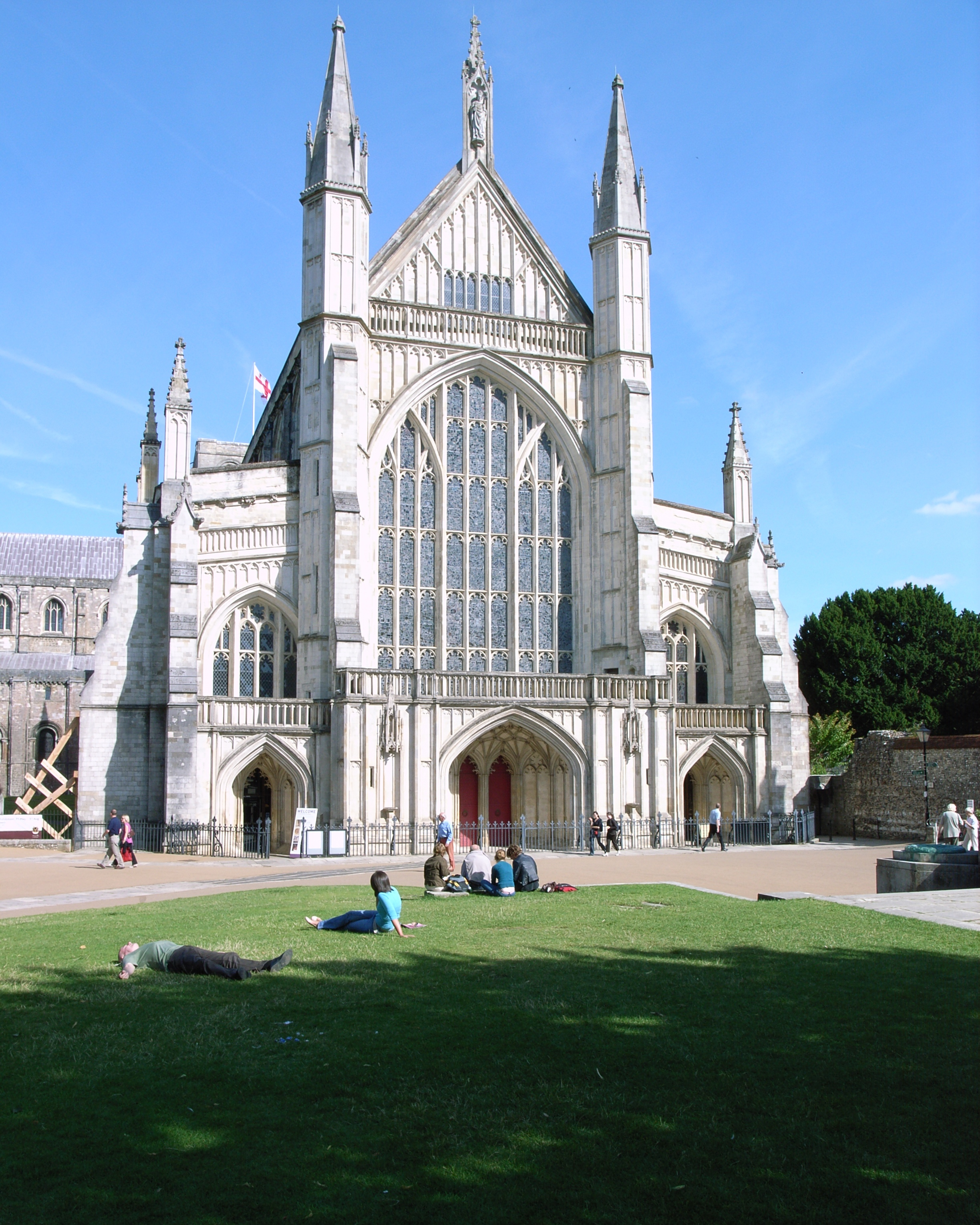
Winchester
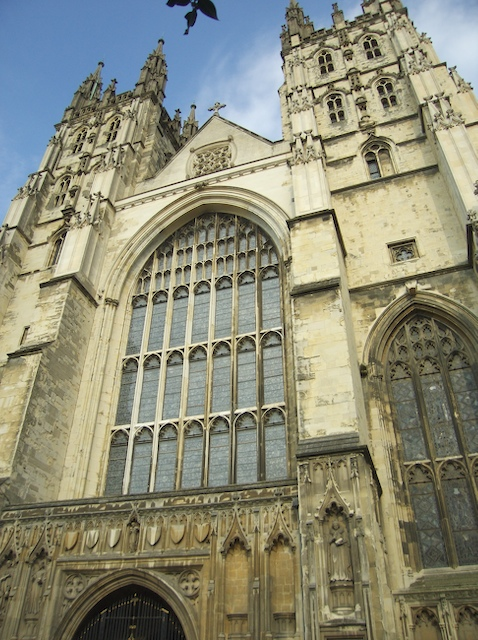
Canterbury

### Arquitectura militar
La construcción generalizada de castillos continuó en la época gótica, pero mostraba ya algunos rasgos distintivos de la arquitectura eclesiástica gótica. Los diseños normandos basados en una torre del homenaje (keep) central dieron paso a castillos más masivos con una gran gatehouse —puerta fortificada— y su división tanto mediante la construcción de anillos concéntricos de murallas o con el uso de murallas transversales para dividir el espacio interior.

### Arquitectura civil
En la mayoría del país, la arquitectura civil no militar empleaba generalmente estructuras de madera, pero muchas residencias reales y aristocráticas ya tenían estructuras de piedra, particularmente en los grandes salones. La construcción en piedra también se generalizó en los monasterios y en los edificios de las universidades. Se incorporaron algunos rasgos propios de la arquitectura eclesial, como el uso de tracerías para decorar las ventanas. Las bóvedas, de uso común en las iglesias, fueron raras en los edificios seculares, que casi siempre estaban techados con vigueria de madera, como la gran cubierta hammerbeam (cerchas de madera vistas) de Westminster Hall.
En Inglaterra el estilo gótico dio paso al estilo renacentista —finales del siglo XVI y el siglo XVII— y luego al barroco —desde la segunda mitad del siglo XVIII, conviviendo con el neoclasicismo. Fue reintroducido a finales del siglo XVIII como un estilo historicista que recuperaba y reinterpretaba las formas del gótico inglés, y tuvo a lo largo del siglo XIX una gran popularidad como arquitectura neogótica (Gothic Revival).

Ejemplos de gótico inglés
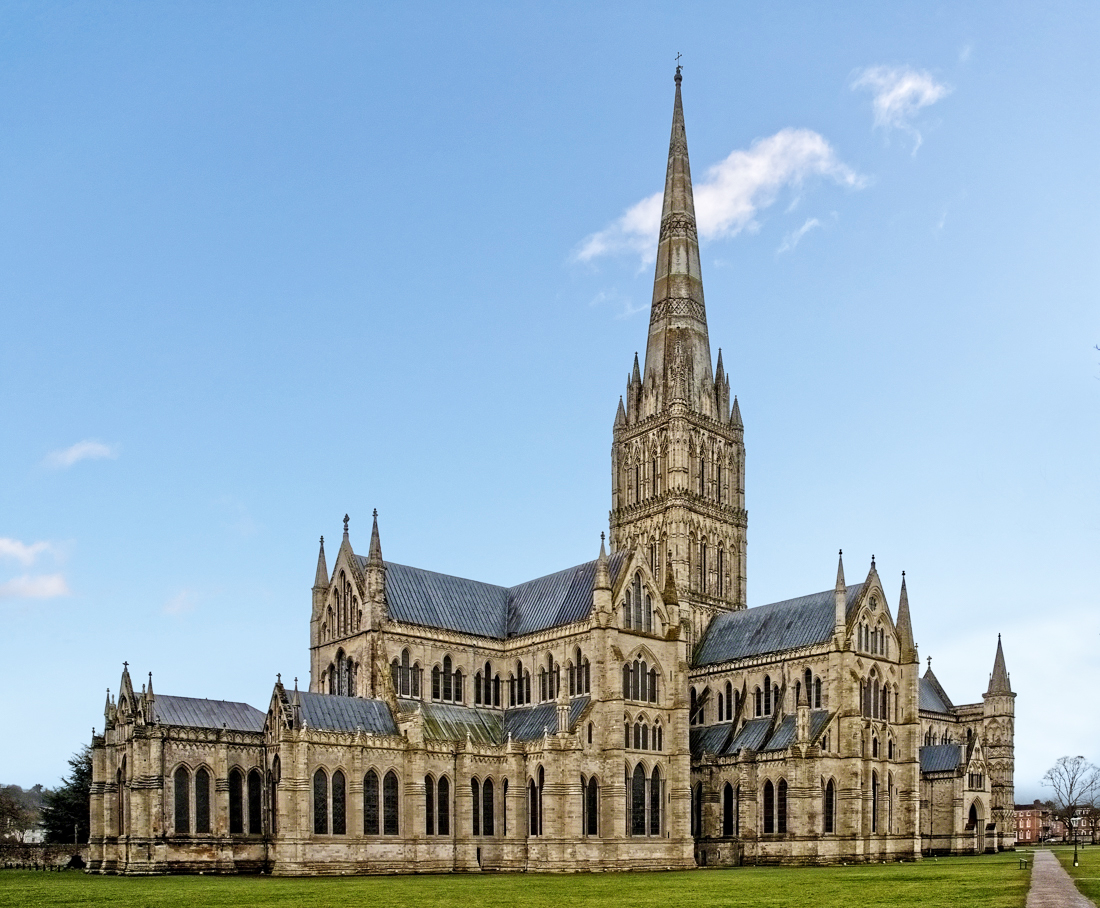
Catedral de Salisbury (1200-1275), ejemplo de la arquitectura gótica temprana (aparte de la torre y de la aguja del siglo XIV)
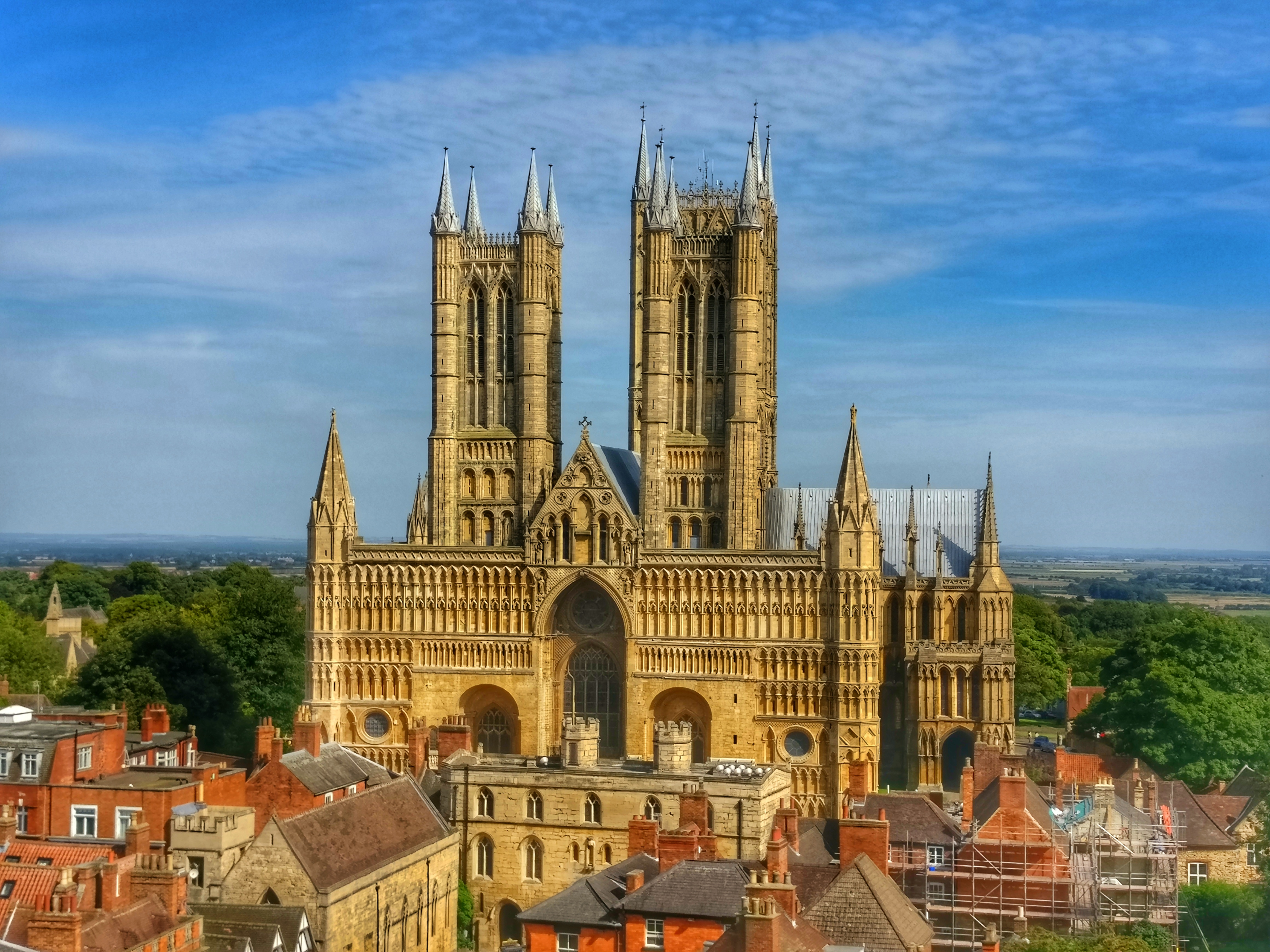
Fachada-pantalla (1220-1230) y torres de la catedral de Lincoln, temprano gótico inglés, para John Ruskin, «la más valiosa obra de arquitectura de las islas británicas»
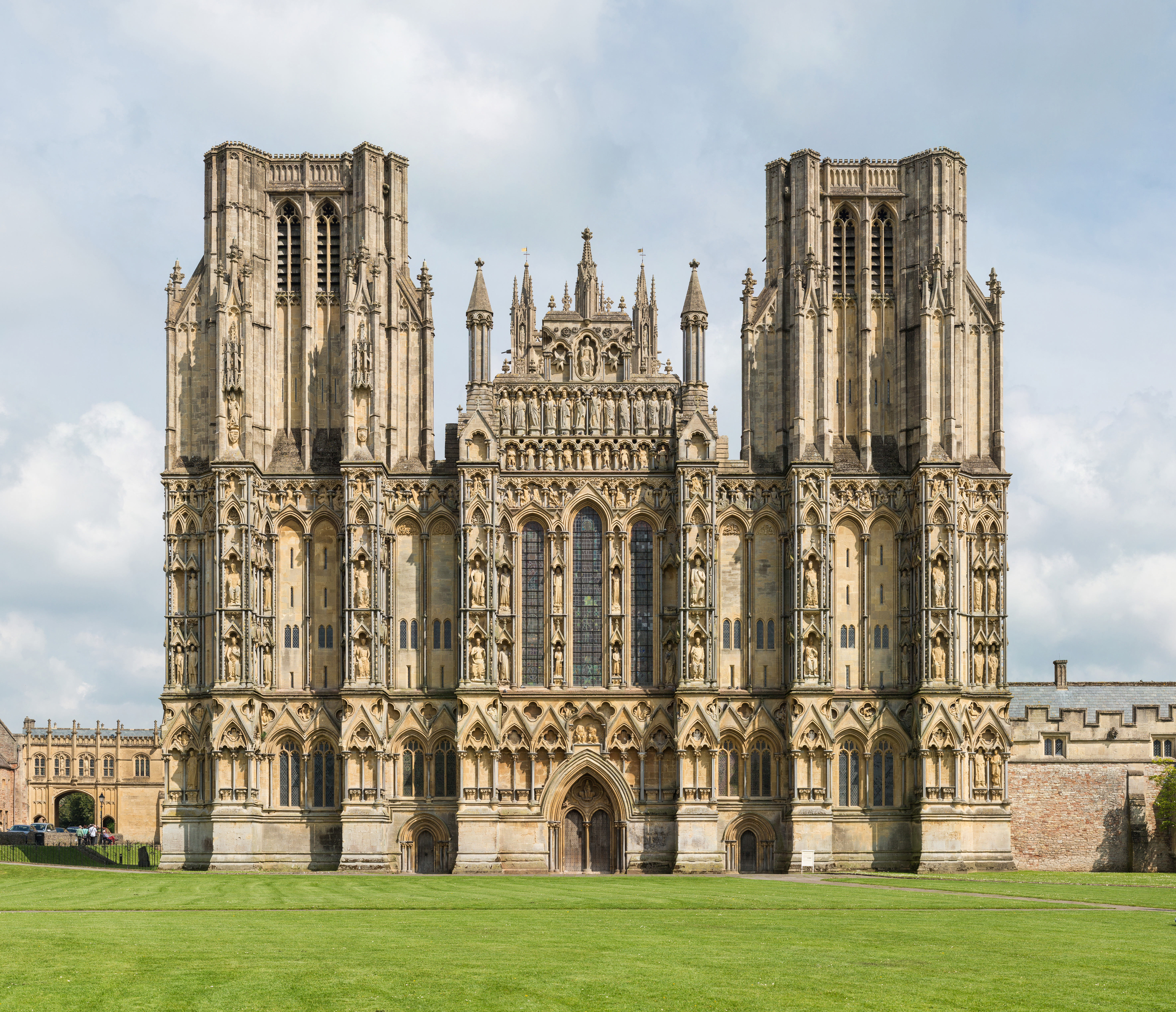
Fachada occidental de la catedral de Wells, con más de 300 figuras, para Banister Fletcher, «el mejor desarrollo en gótico inglés de este tipo de fachadas»
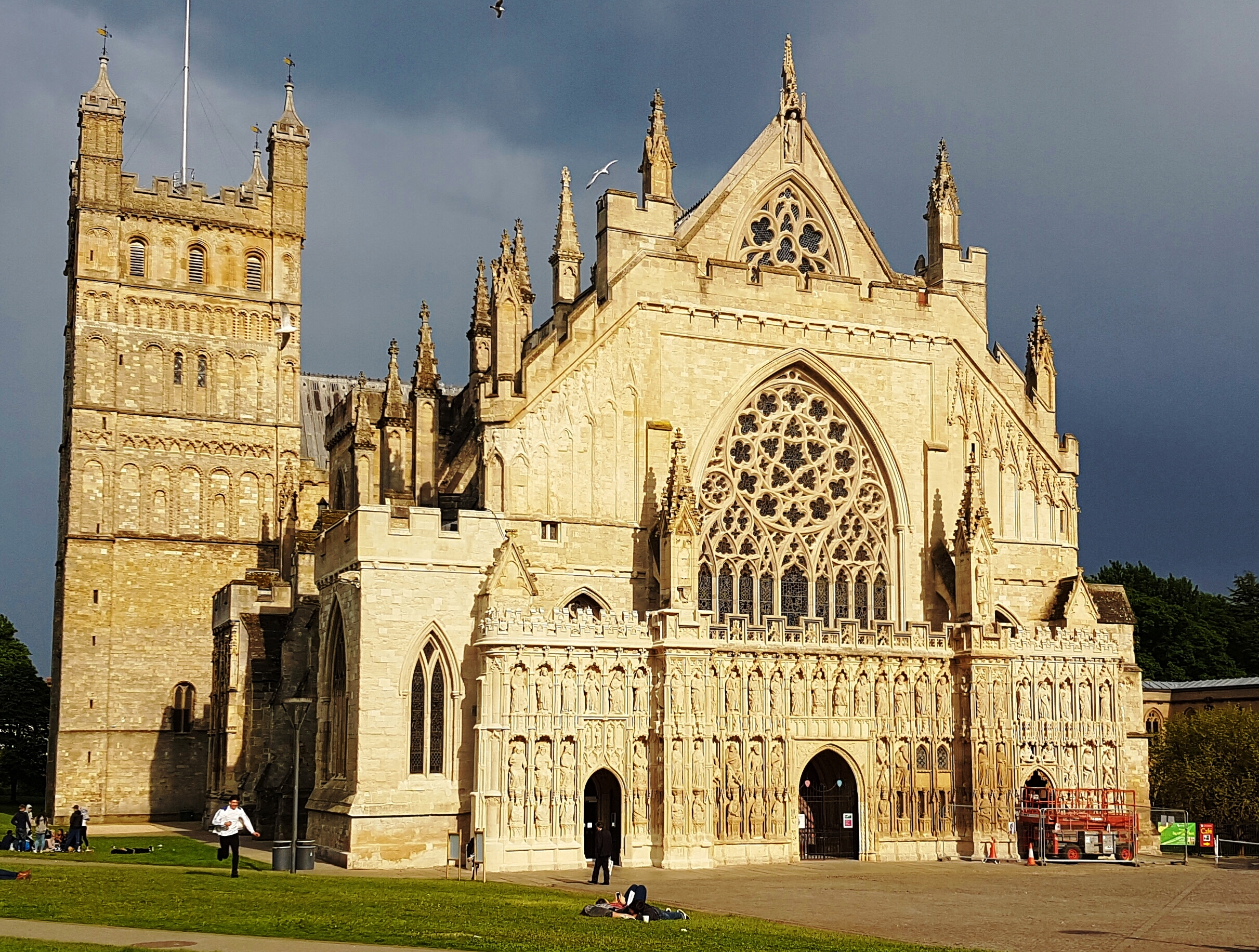
Catedral de Exeter (1112-1400), ejemplo de gótico decorado
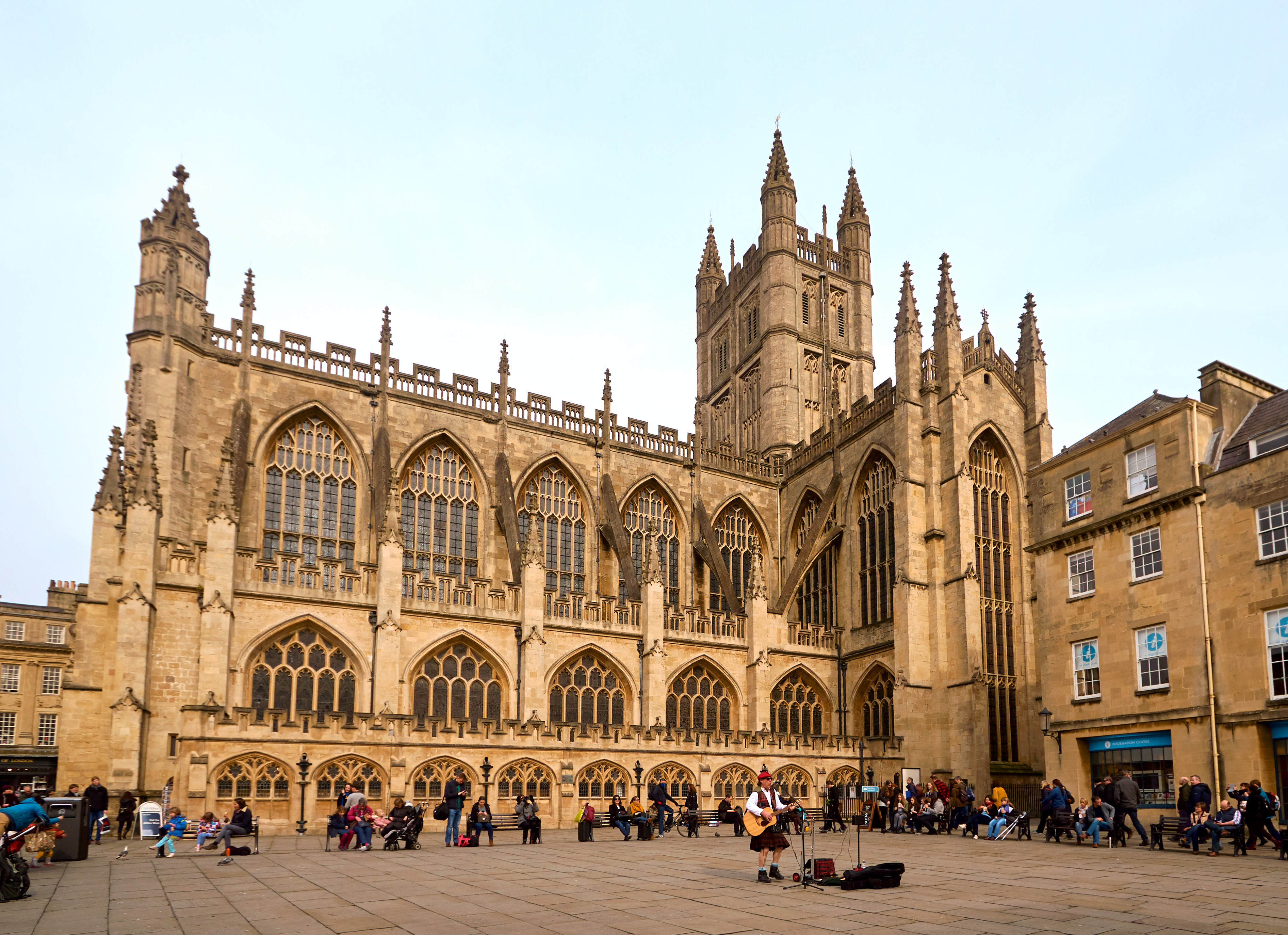
Abadía de Bath, fundada en el siglo VII, reorganizada en el X y reconstruida en XII-XVI, ejemplo de gótico perpendicular
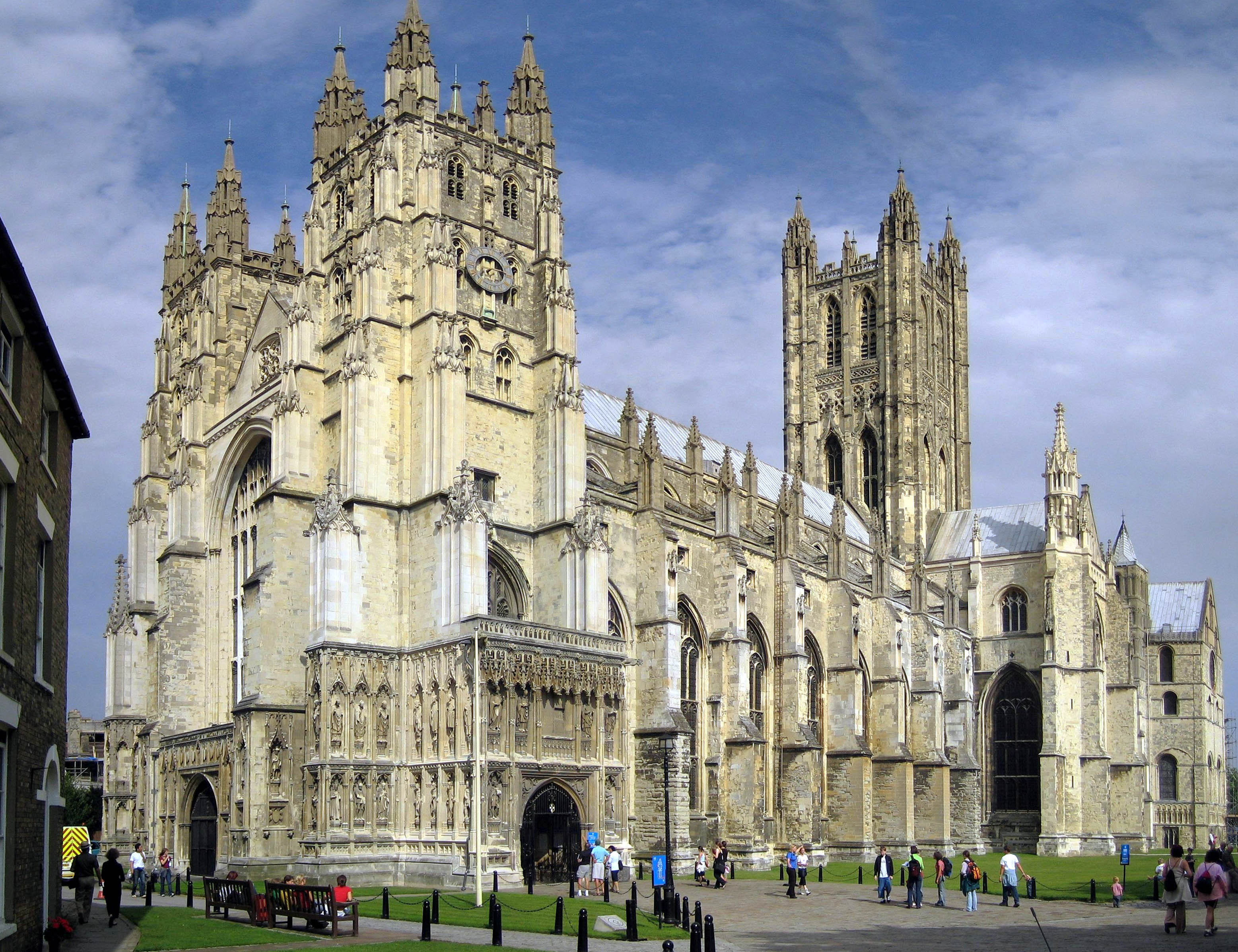
Catedral de Canterbury, la primera gran obra gótica en el país rematada en gótico perpendicular

## Contexto histórico
- Eduardo el Confesor fomentó el monacato y fundó la abadía de Westminster (1055-1060).
- 1066 y siguientes: Dinastía angevina, construcción de castillos.
- Estructura social bien organizada. Las limitaciones en la propiedad de la tierra de los nobles mantuvo la fuerza del poder del rey. Se establecieron leyes escritas para que el sistema pudiera mantenerse cuando el rey estaba ausente en Francia.
- 1154-1189: Henry II, a través de su esposa Leonor de Aquitania, se convirtió en gobernante de la mitad de Francia.
- 1277-1283: Conquista de Gales que conllevó la construcción de más castillos.
- Fundación de universidades.
- siglos XIV y XV: gran demanda de la lana inglesa.
- 1477: Caxton introdujo la impresión en Inglaterra, impulsando la educación y la fundación de colegios universitarios y escuelas.
- 1485: Henry VII fomentó la educación y la profesión legal.
- 1515-1530: en el gobierno de Enrique VIII, el lord Chancellor cardenal Wolsey fomentó las artes y construyó palacios y fundó colegios.

## Denominaciones estilísticas
La denominación de los estilos en la arquitectura gótica inglesa sigue las etiquetas convencionales que les dio el anticuario Thomas Rickman, quien acuñó los términos en su libro Attempt to Discriminate the Style of Architecture in England [Intento de discriminar el estilo de la arquitectura en Inglaterra] (1812-1815). Los historiadores a veces se refieren a los estilos como «períodos»; por ejemplo, «período Perpendicular» se utiliza de la misma manera que una época histórica puede ser denominada como «período Tudor». Los diferentes estilos se ven en su mayor desarrollo en las catedrales, abadías y edificios universitarios. Es, sin embargo, una característica distintiva de las catedrales de Inglaterra que todas menos una de ellas, la catedral de Salisbury, muestran una gran diversidad estilística y tienen fechas de construcción que normalmente abarcan más de 400 años. 
- c. 1180-1275: Gótico inglés temprano (Early English Gothic);
- c. 1275-1380: Gótico decorado (Decorated Gothic);
- c. 1380–1520: Gótico perpendicular (Decorated Gothic);

## Gótico inglés temprano

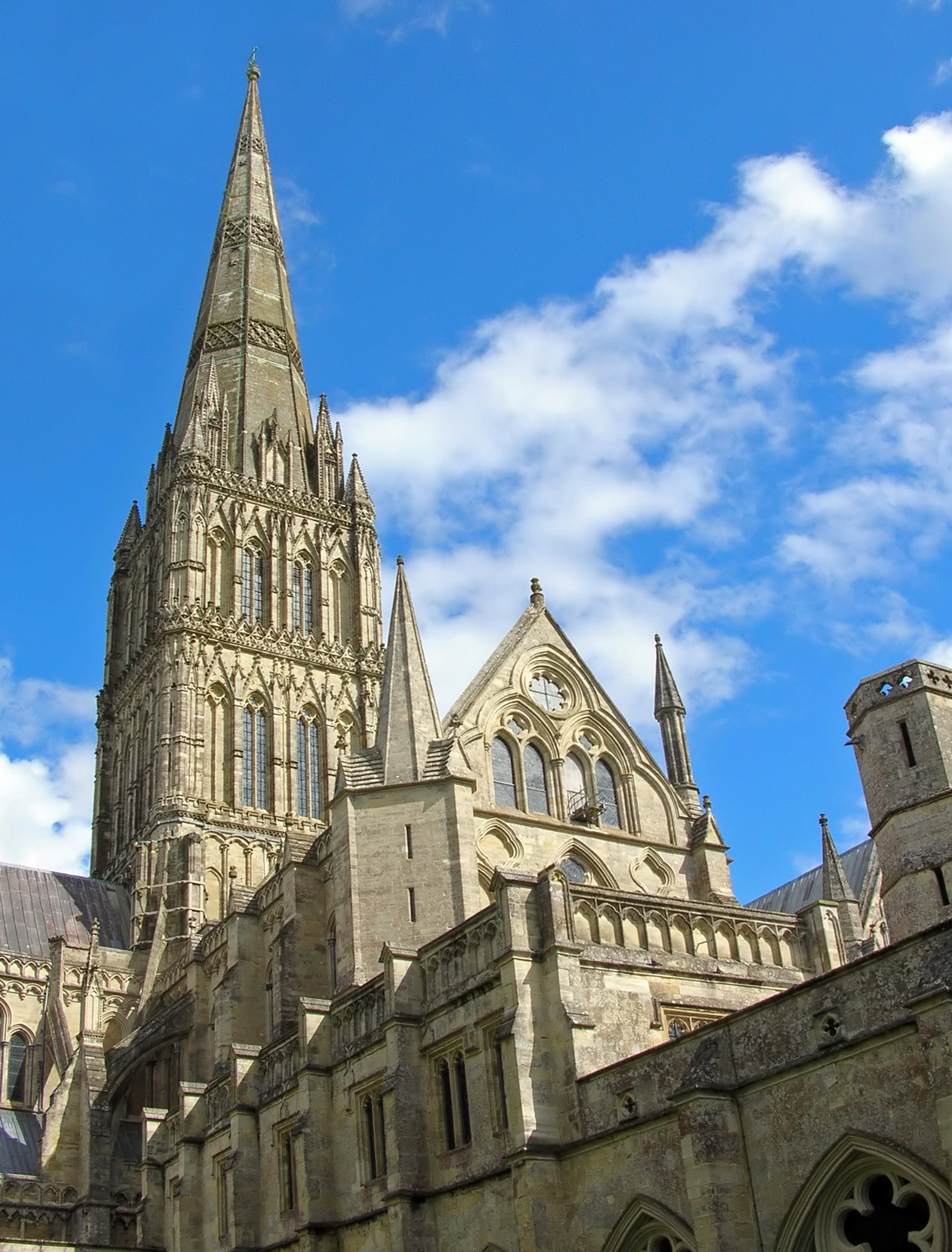
La totalidad de la catedral de Salisbury (con exclusión de la torre y la aguja) es de estilo temprano inglés. Se usan para todo ventanas lanceoladas, y una imagen "pura" está subrayada por la relativa falta de embellecemiento como se encontrabaó en los edificios románicos, y tracería menos detallada que la que se utiliza en edificios posteriores.

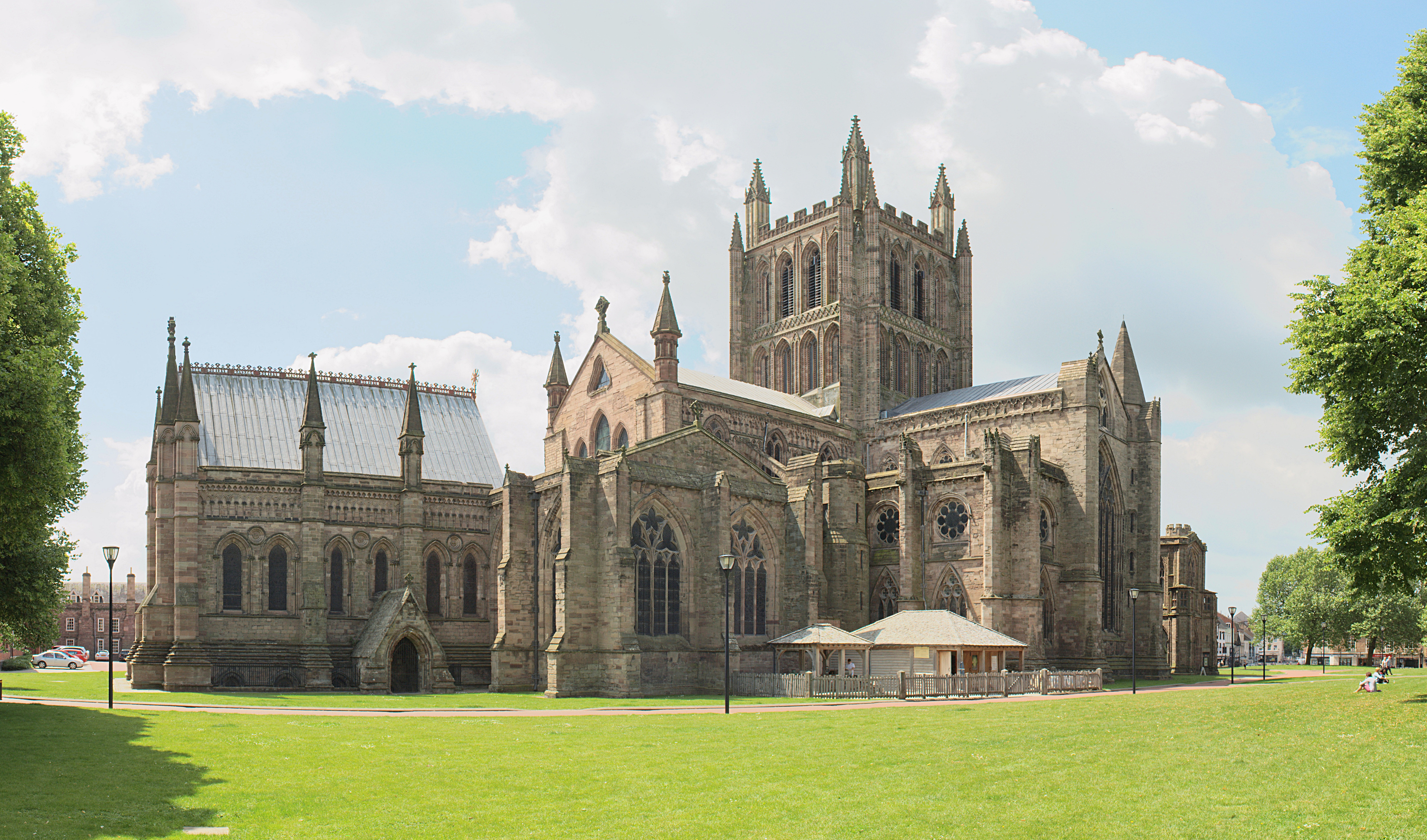
Catedral de Hereford (1079-1140)

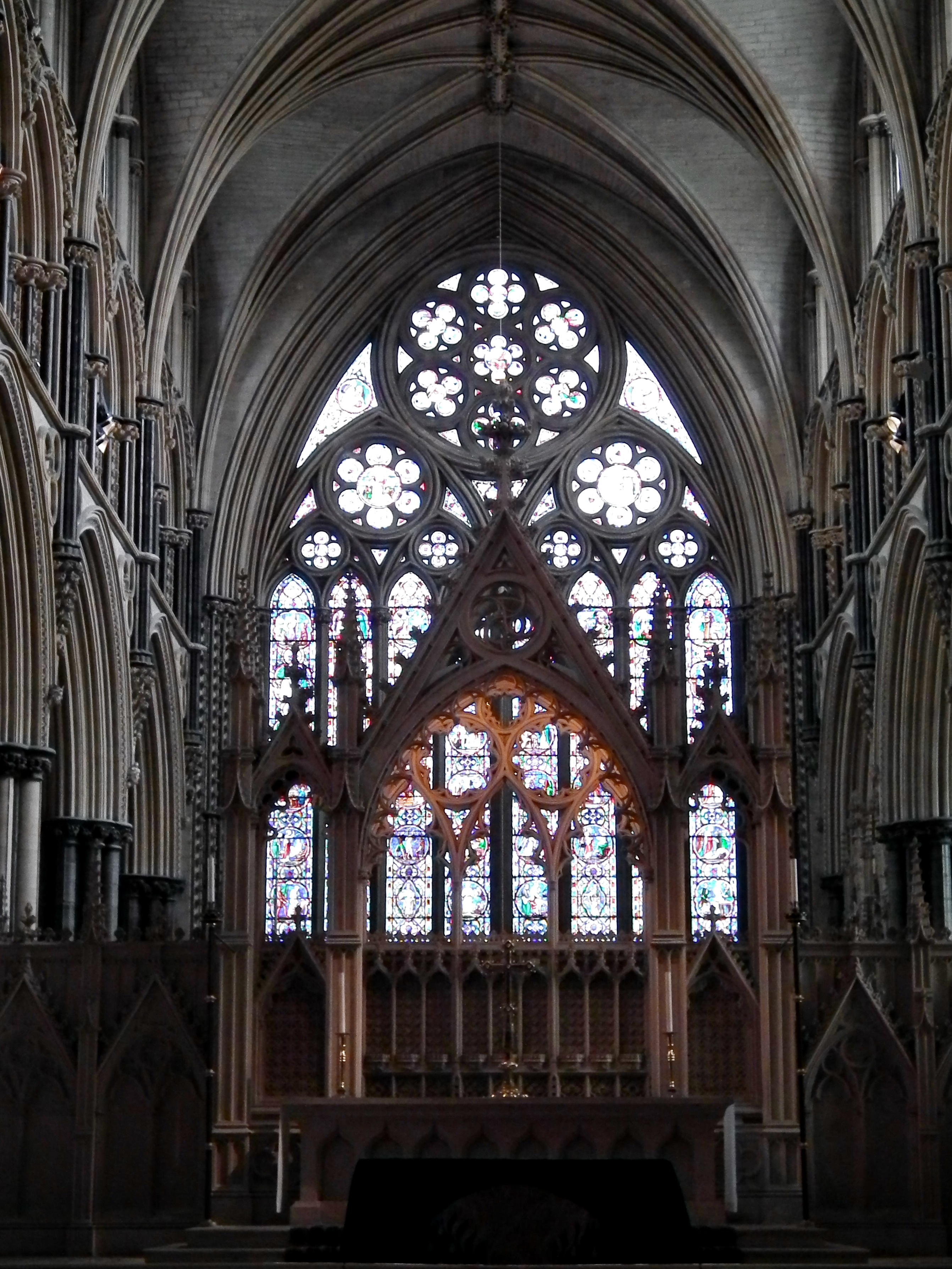
Rosetón de la catedral de Lincoln (1220)

El «período inglés temprano» (Early English Period) del gótico inglés duró desde finales del siglo XII hasta mediados del siglo XIII, de acuerdo con la mayoría de los estudiosos modernos, como Nikolaus Pevsner. Según el creador del término en 1817, Thomas Rickman, el período corría desde 1189 a 1307; Rickman basó sus fechas delimitadoras a los reinados de ciertos monarcas ingleses.
A finales del siglo XII, el estilo gótico inglés temprano reemplazó al estilo románico o normando (como es más conocido en Inglaterra, por su asociación con la conquista normanda). A finales del siglo XIII, se convirtió en el estilo gótico decorado, que duró hasta mediados del siglo XIV. Con todos estos estilos arquitectónicos primeros, hay una superposición gradual entre los períodos. A medida que cambiaban las modas, se utilizaban a menudo nuevos elementos junto con los antiguos, especialmente en edificios grandes como iglesias y catedrales, que fueron construidas (y ampliadas) durante largos períodos de tiempo. Es costumbre, por lo tanto, reconocer una fase de transición entre el románico y el inglés temprano desde mediados del siglo XII. 
Aunque habitualmente conocido como inglés temprano, este nuevo estilo gótico se había originado en la región de los alrededores de París, antes de extenderse hacia Inglaterra, donde era conocido como «estilo francés». Fue utilizado por primera vez en el coro o "mano de papel" de la iglesia abacial de Saint-Denis, dedicada en junio de 1144. Aunque antes de eso, algunas características góticas ya se habían incorporado en la catedral de Durham, un edificio que muestra una combinación de estilos románico y protogótico.
En 1175, con la finalización del coro de la catedral de Canterbury de William de Sens el estilo quedó firmemente establecido en Inglaterra.

### Características del gótico inglés temprano
La novedad más importante y característica del período inglés temprano fue el arco apuntado conocido como lanceta. Los arcos apuntados fueron utilizados casi universalmente, no solo en arcos de gran luz como las arcadas de la nave, sino también para puertas y ventanas lancetadas.
Los constructores románicos generalmente utilizaron arcos de medio punto, a pesar de que habían empleado ocasionalmente arcos ligeramente apuntados, especialmente en la catedral de Durham, donde se utilizaron con fines estructurales en las naves laterales. En comparación con el estilo románico redondeado, el arco apuntado del gótico inglés temprano parece más refinado; y lo más importante, es más eficiente en la distribución de las cargas de la mampostería de piedra situada por encima, por lo que es posible salvar luces más altas y mayores utilizando estrechas columnas. También permite una variación mucho mayor en las proporciones, ya que el comportamiento estructural de los arcos de medio punto depende de la forma semicircular.
Mediante el uso del arco apuntado, los arquitectos pudieronn diseñar muros de menor espesor, y por tanto de menos masa y cantidad de material, y propiciar la apertura de ventanas más grandes que también se podían agrupar al ser los intercolumnios menores, logrando edificios más abiertos, aireados y elegantes. Los altos muros y los techos abovedados de piedra a menudo se estabilizaban con arbotantes: los arcos transmitían el empuje hacia el exterior de la superestructura de soportes o contrafuertes, siendo a menudo visibles en el exterior del edificio. Las características bóvedas de cañón y la de arista del edificio románico se sustituyeron por bóvedas de crucería, lo que hizo posible una gama más amplia de proporciones entre la altura, anchura y longitud de los espacios cubiertos.
Las ventanas de arco solían ser estrechas en comparación con su altura y no tenían tracerías. Por esta razón, el gótico inglés temprano es a veces conocido como el «estilo lanceta» (Lancet style). Aunque se emplearon frecuentemente arcos de proporción equilátera, los arcos lancetados usados tienen proporciones muy agudas, característicos del estilo. Un ejemplo notable de lancetas muy puntiagudas utilizadas estructuralmente es la arcada del ábside de la abadía de Westminster. Las aberturas lancetadas y las arcadas decorativas se agrupan muchas veces en grupos de dos o de tres. Esta característica se observa en toda la catedral de Salisbury, con grupos de dos ventanas lancetadas en la nave y grupos de tres en el claristorio. En York Minster el transepto norte tiene un grupo de cinco ventanas lancetadas conocidas como las Cinco Hermanas: cada una tiene más de 15 m de altura y todavía conservan antiguos vidrios.
En lugar de disponer pilares sólidos y macizos, se usan columnas compuestas por grupos de esbeltas pilastras independientes (a menudo de mármol oscuro pulido, de Purbeck) que rodean un núcleo central, o pilar, al que están unidas por anillos de molduras circulares. Característica del gótico temprano es también la gran profundidad de los huecos de las piezas molduradas, con alternancia de filetes y rollos, y con una decoración de los huecos con el ornamento de «dientes de perro» y con ábacos circulares en los capiteles.
Los arcos de las arcadas decorativas de los muros y de las galerías son a veces lobulados. Se incorporan círculos con tréboles, cuadrifolios, etc., en la tracería de las galerías y de los grandes rosetones en los transeptos o en las naves, como en la catedral de Lincoln (1220). El follaje convencional de la decoración de los capiteles es de gran belleza y variedad, y se extiende a enjutas, claves, etc. En las enjutas de los arcos de la nave, transepto o arcadas del coro, se encuentra ocasionalmente obras de pañal (diaper works), como en el crucero de la abadía de Westminster, que es uno de los mejores ejemplos del período.
En su estado más puro, el estilo temprano fue simple y austero, haciendo hincapié en la altura del edificio, como si aspirasen al cielo.

### Otros ejemplos notables del gótico inglés temprano

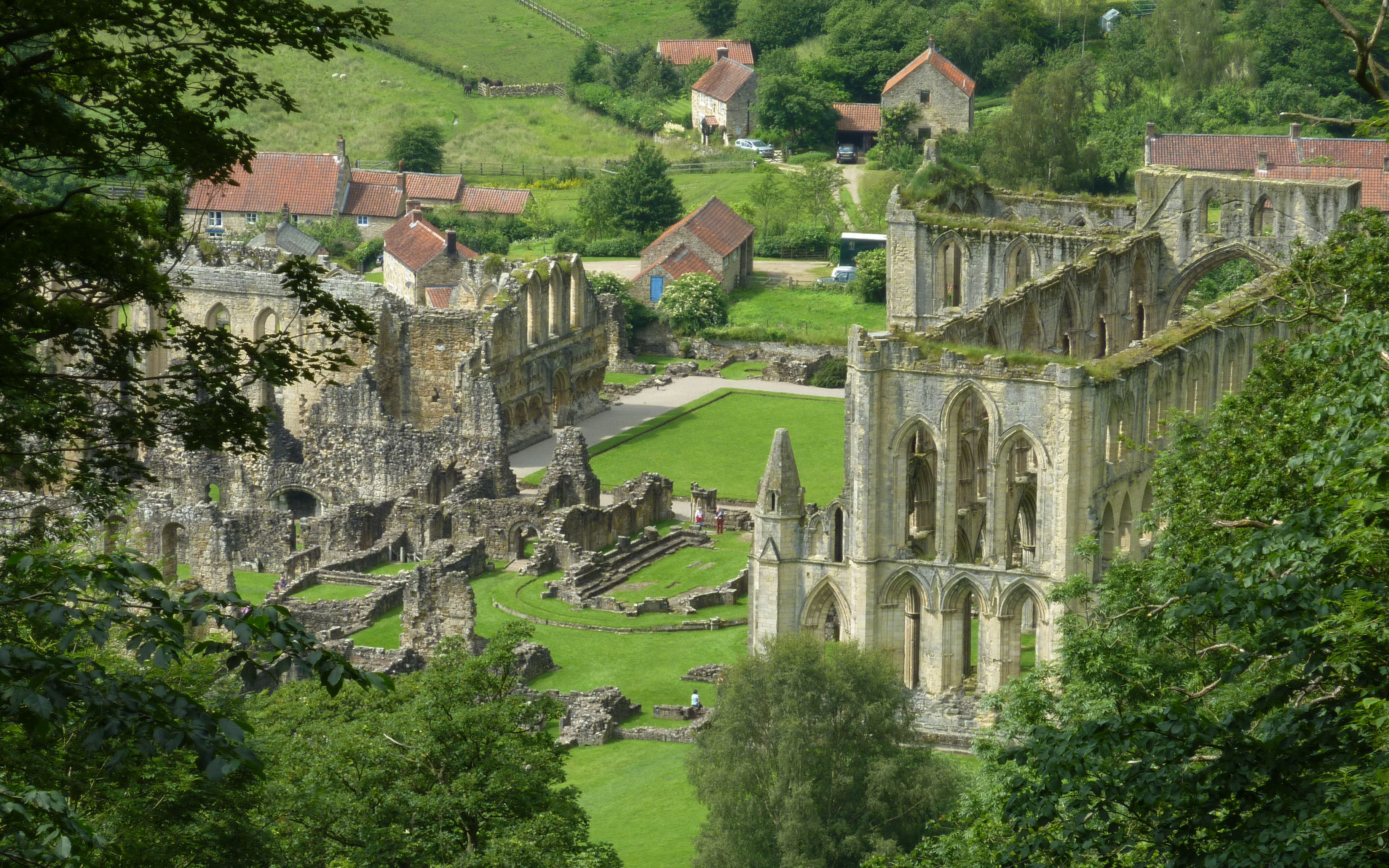
Abadía de Rievaulx

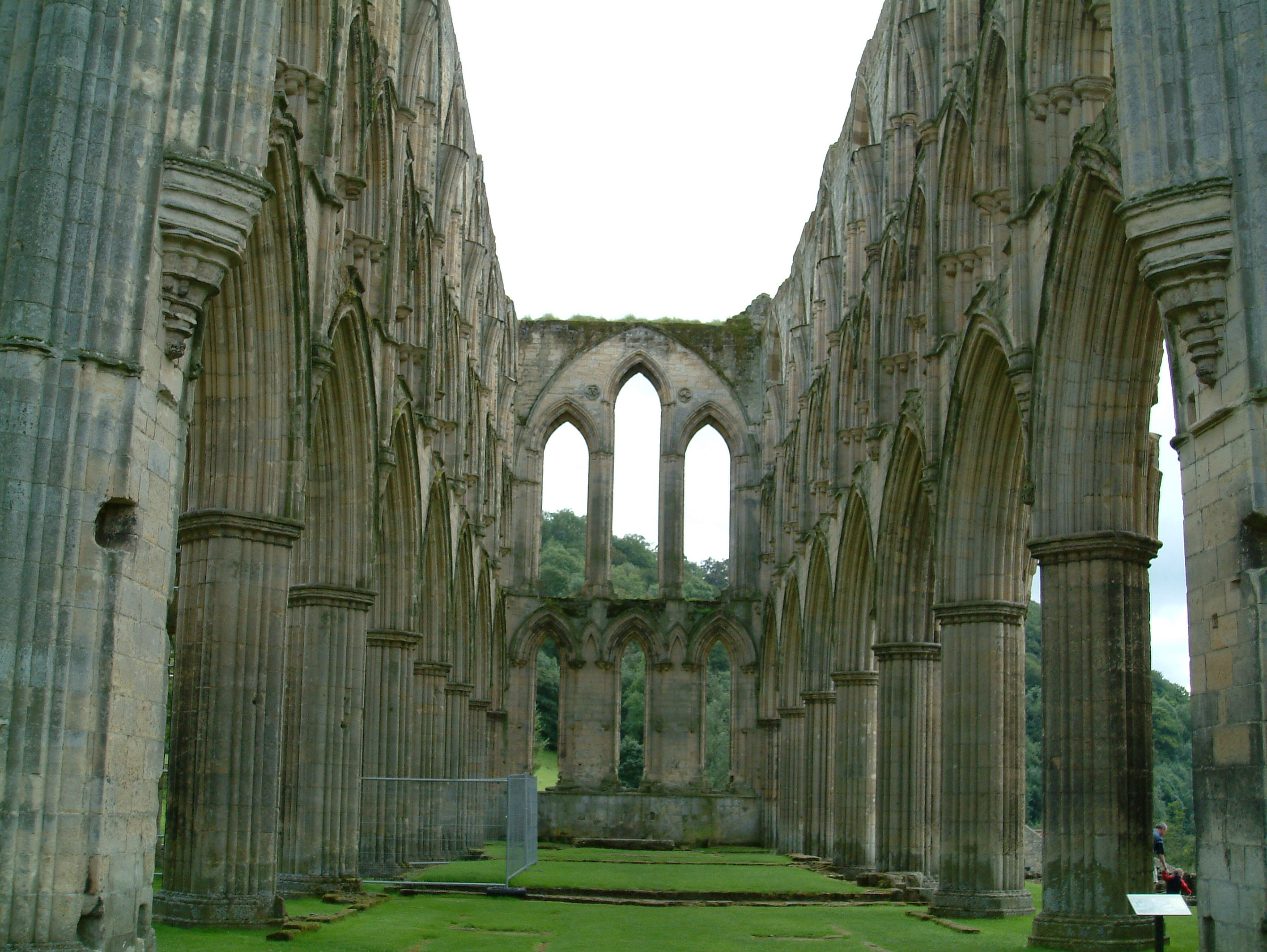
Iglesia abacial en Rievaulx

La arquitectura gótica temprana es típica de muchas abadías cistercienses (tanto en el actual Reino Unido como en Francia), como la abadía de Whitby y la abadía de Rievaulx, en Yorkshire. La catedral de Salisbury es un magnífico ejemplo del estilo, ya que fue construida en un período relativamente corto (el cuerpo principal entre 1220 y 1258), y aparece relativamente homogénea, sin mezclas de otros estilos (a excepción de su fachada y la famosa torre y aguja, que datan del siglo XIV). Otros buenos ejemplos son el pórtico Galilea de la catedral de Ely; la nave central y el transepto de la catedral de Wells (1225-1240); la fachada occidental de la catedral de Peterborough; y Beverley Minster y el brazo sur del transepto en la York Minster. El estilo también fue utilizado en edificios académicos, como la antigua biblioteca del Merton College, en Oxford, que constituye una parte de la denominada "Mob Quad."

Ejemplos de gótico inglés temprano
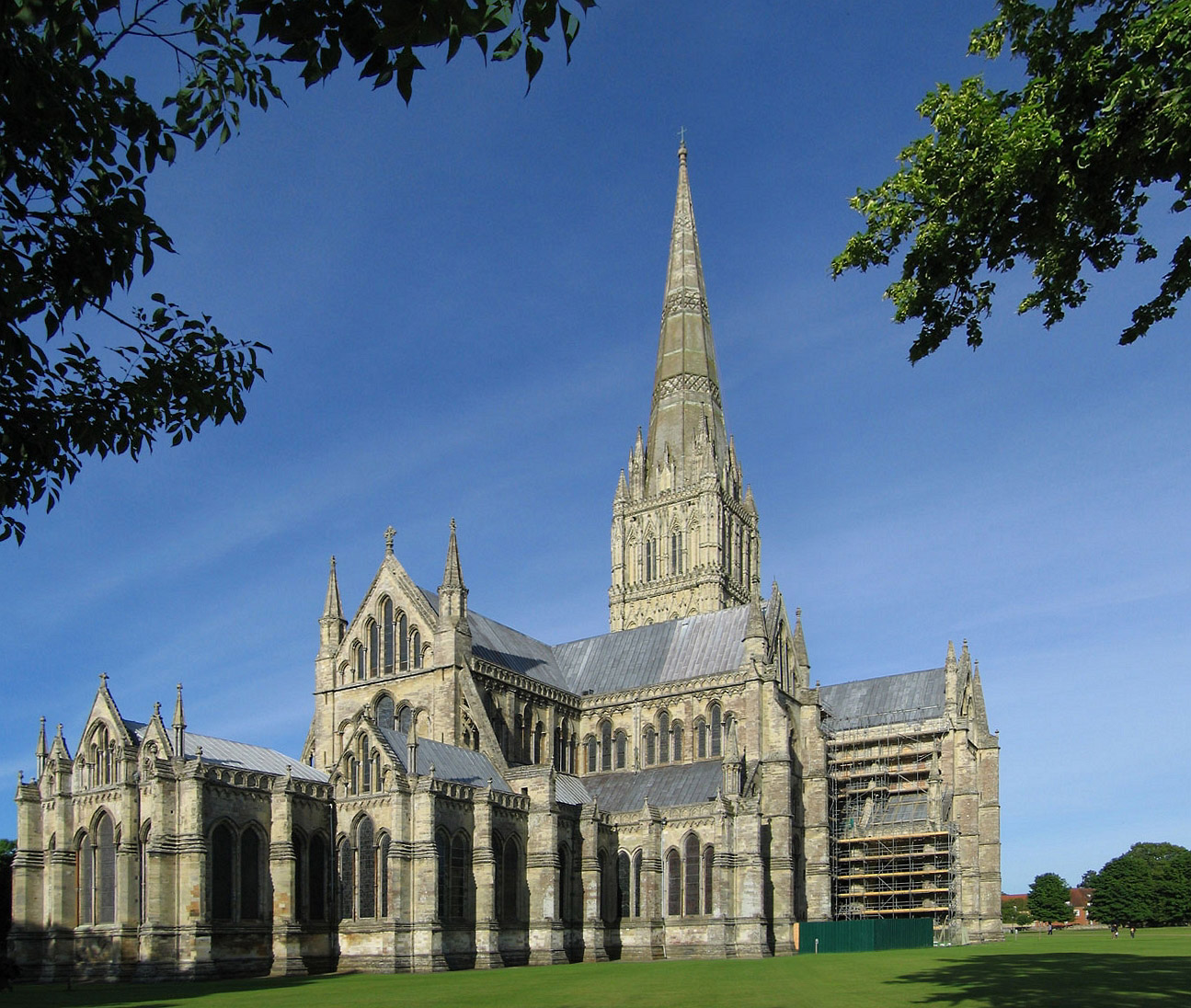
Catedral de Salisbury, construida en 1200-1275, es un magnífico ejemplo de la arquitectura gótica temprana (aparte de su torre y aguja del siglo XIV)
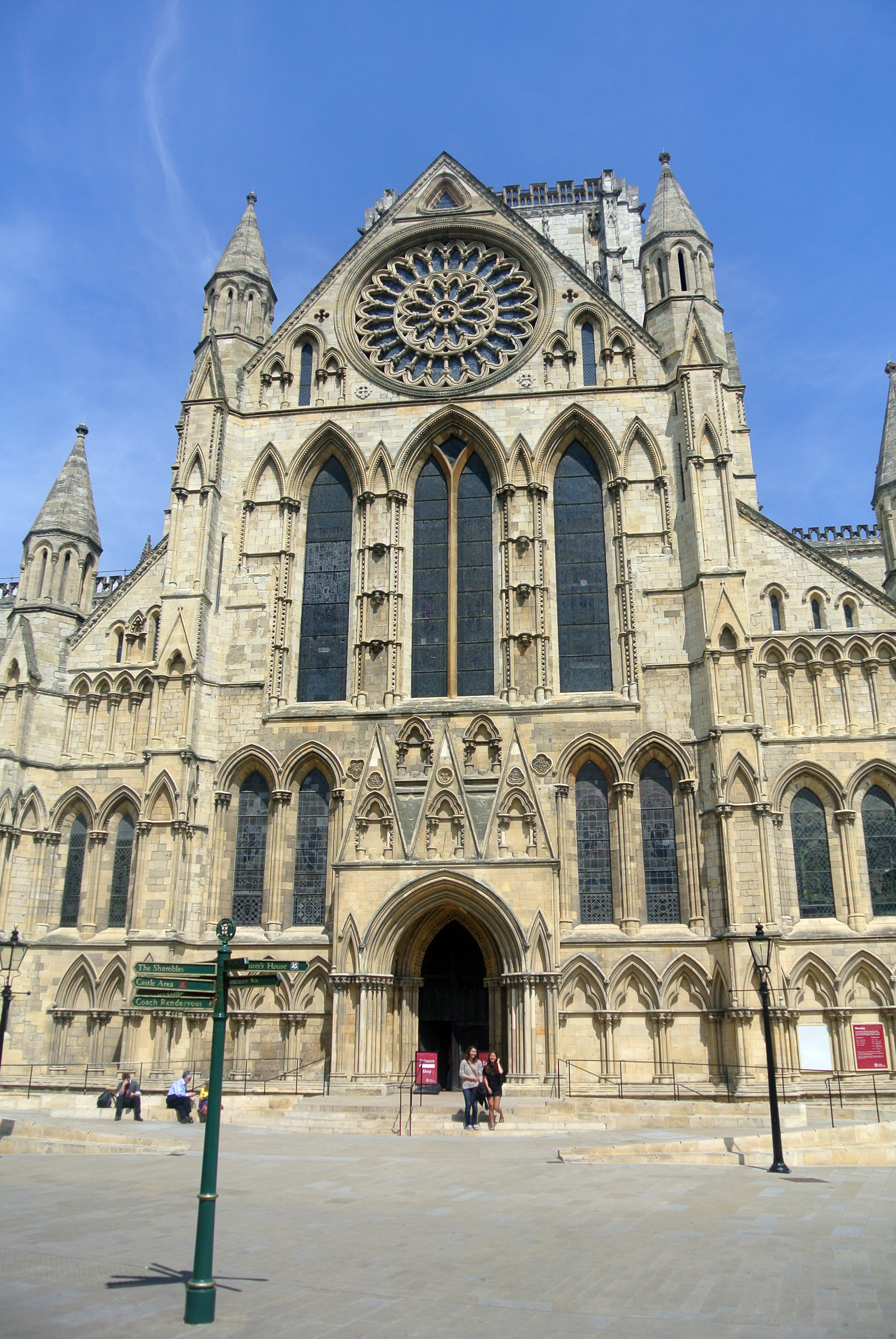
Fachada del transepto sur de la York Minster
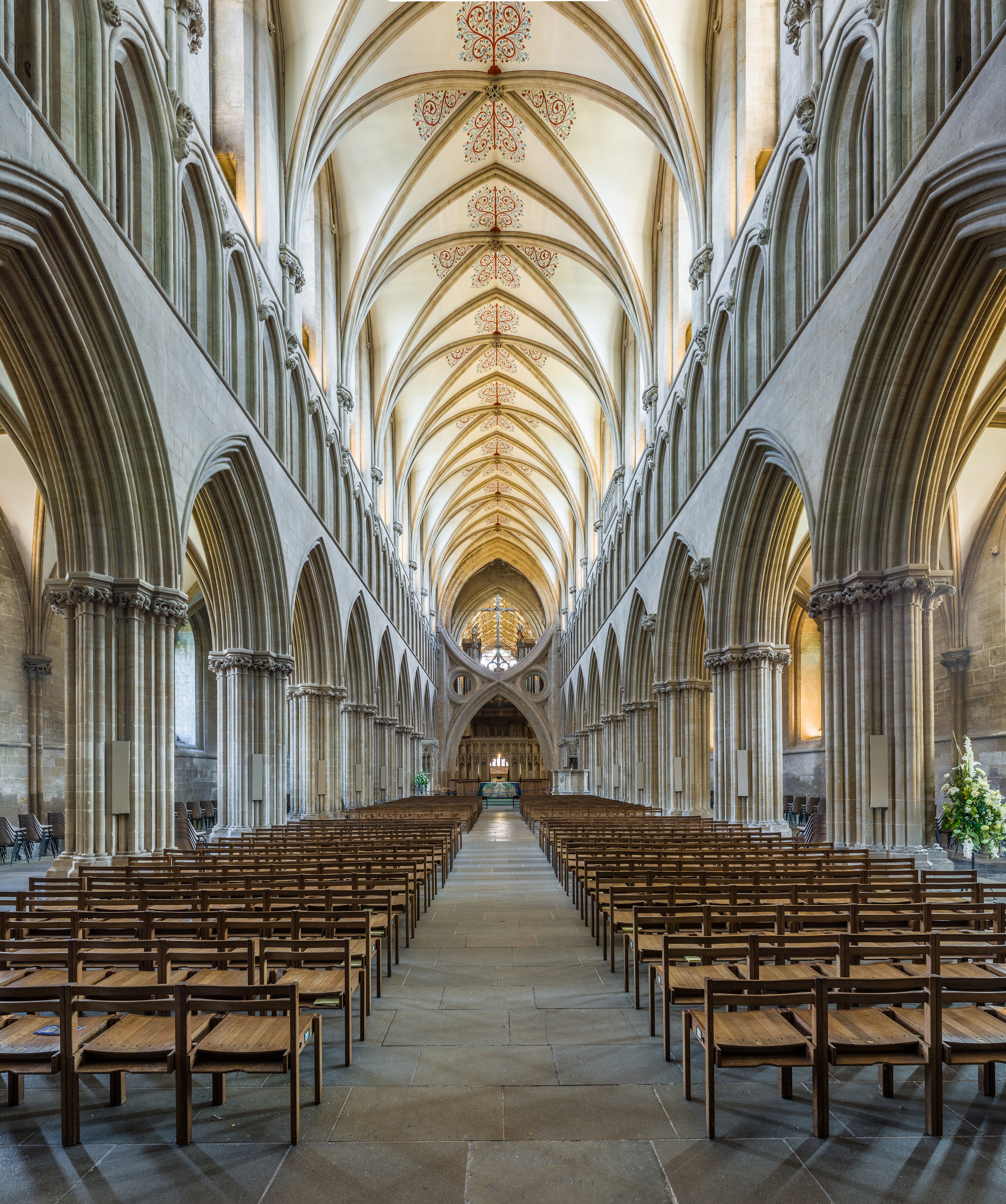
Nave central de la catedral de Wells
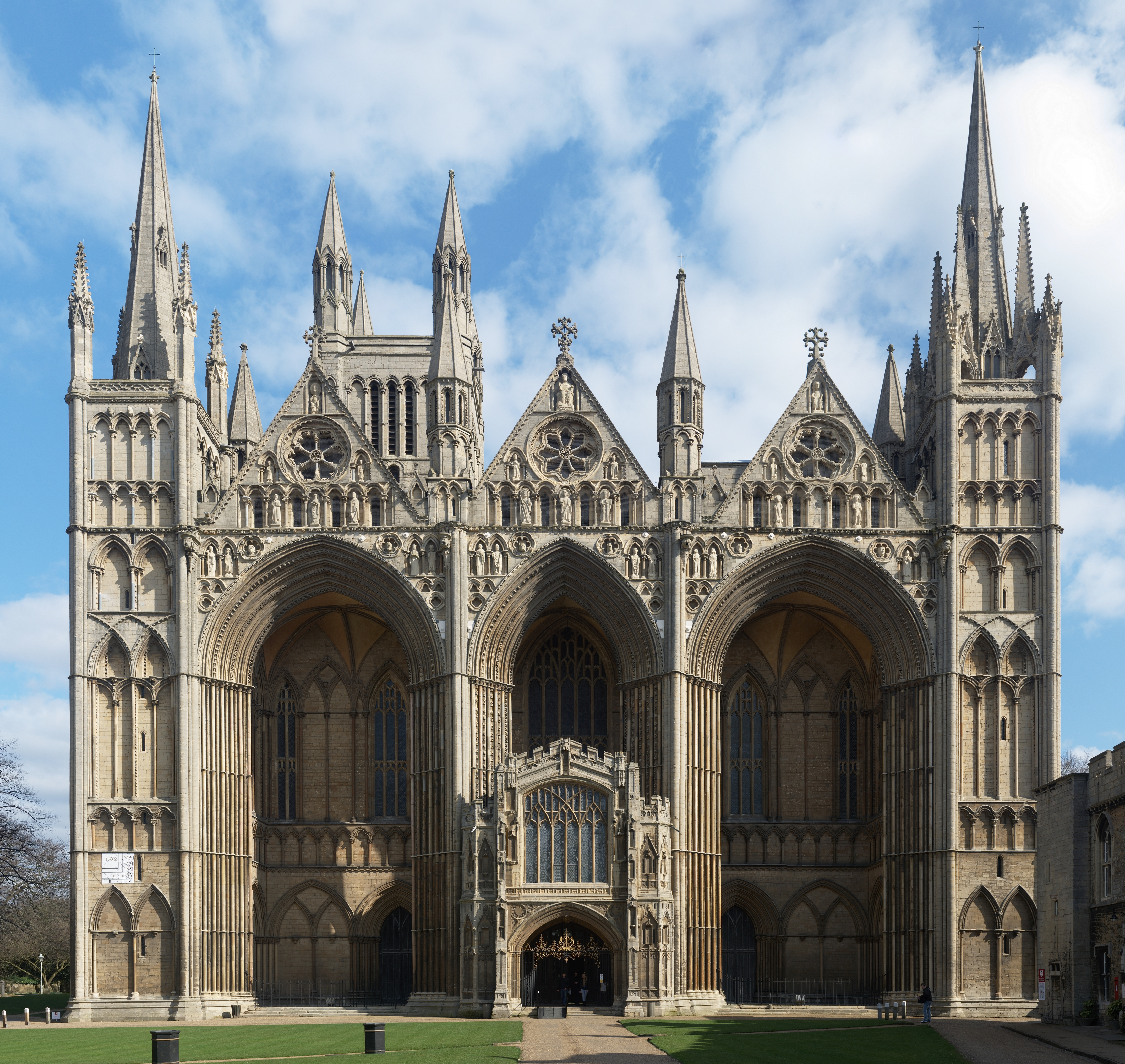
Fachada occidental de la catedral de Peterborough

## Gótico decorado

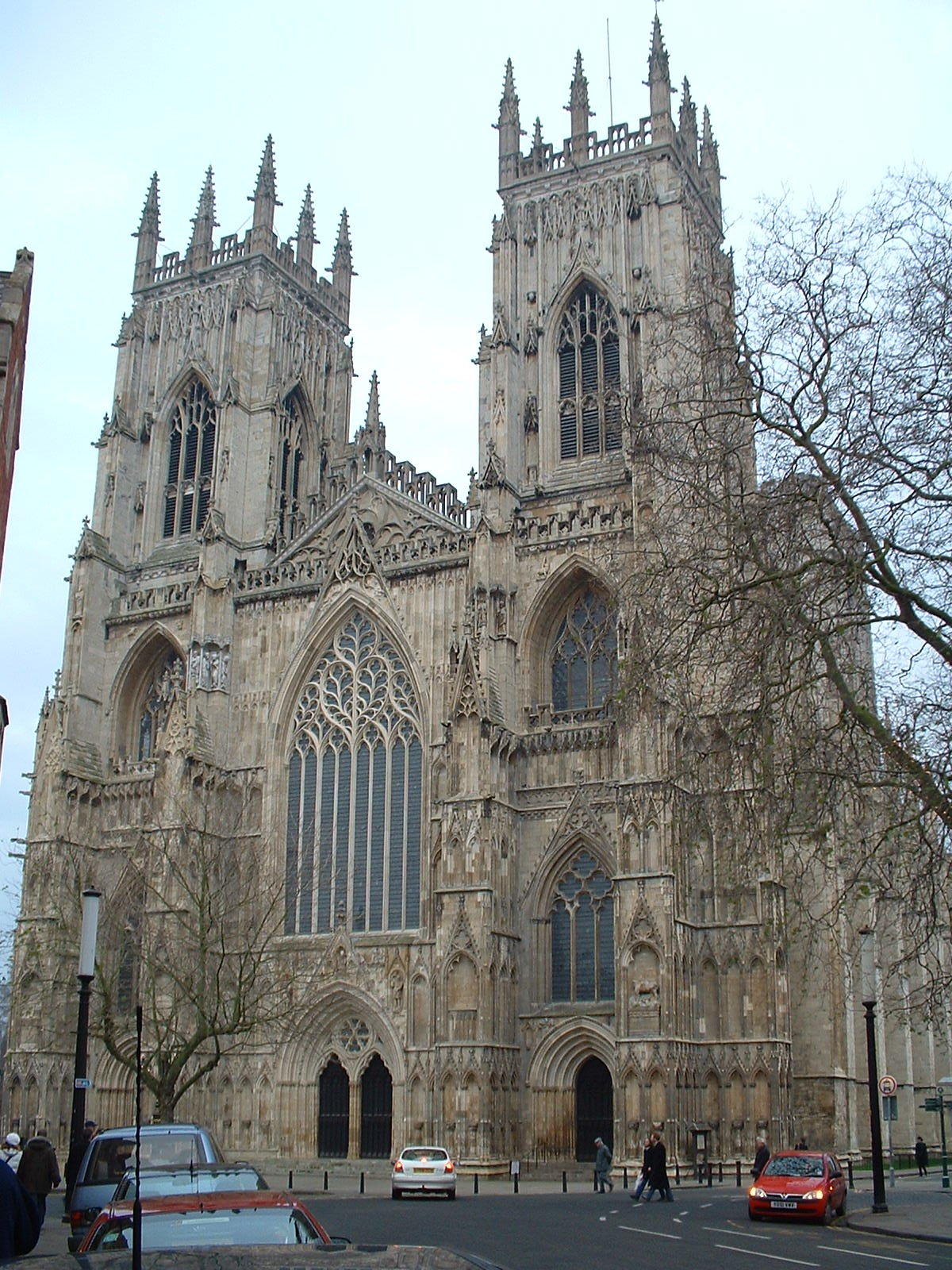
La fachada occidental de la York Minster es un buen ejemplo de arquitectura decorada, en particular, la tracería elaborada de la ventana principal. Este período vio como la talla detallada alcanzaba su auge, con elaboradas ventanas y capiteles tallados, a menudo con motivos florales.

En arquitectura, el «periodo decorado» (Decorated Period) (también conocido como el «gótico decorado», o simplemente «decorado») es un nombre dado a una división específica de la arquitectura gótica inglesa. Tradicionalmente, este período se divide en dos subperíodos: el «estilo geométrico» ("Geometric style") (1250-1290) y el «estilo curvilíneo» ("Curvilinear style") (1290-1350).

### Elementos del gótico decorado

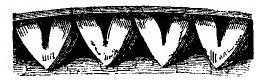
Motivo de diente de perro

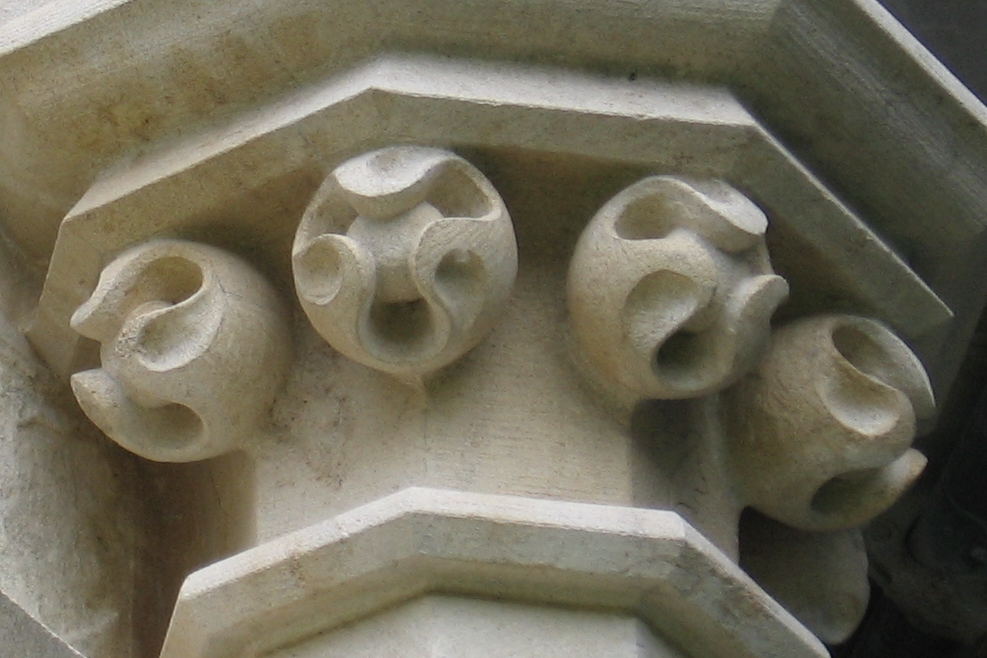
Botones en un capitel

La arquitectura decorada se caracteriza por sus ventanas de tracería. Son ventanas elaboradas que se subdividen por parteluces (montantes verticales de piedra), paralelos, estrechamente espaciados, que alcanzan por lo general hasta el nivel en el que comienza la parte superior arqueada de la ventana. Los parteluces luego se ramifican y se cruzan, entrecruzándose hasta llenar la parte superior de la ventana con una malla de elaborados patrones, la llamada tracería, que habitualmente incluye tréboles y cuadrifolios. El estilo fue geométrico al principio y fluyó en el período posterior, debido a la omisión de los círculos en la tracería de la ventana. Esta tracería fluyente o extravagante se introdujo en el primer cuarto del siglo XIV y duró cerca de cincuenta años. Esta evolución de la tracería adornada a menudo se utiliza para subdividir el período en un primer periodo «geométrico» y más tarde «curvilíneo».
Los interiores de este período cuentan a menudo con altas columnas más esbeltas y elegantes que en períodos anteriores. Los abovedados se hicieron cada vez más elaborados, con mayor número de costillas, inicialmente por razones estructurales y luego solo por razones estéticas. Los arcos eran generalmente equiláteros, y las molduras más audaces que en el período inglés temprano, con menos profundidad en los huecos y con el uso extendido del filete (una banda estrecha plana). El botón y un adorno de flor de cuatro hojas toman el lugar del anterior diente de perro. El follaje en los capiteles es menos convencional que en el inglés temprano y más fluido, y los patrones de pañales en laos muros son más variados.

### Ejemplos notables del gótico decorado
Ejemplos del estilo decorado se pueden encontrar en muchas iglesias y catedrales inglesas, y algunas británicas. Ejemplos principales son los extremos orientales de la catedral de Lincoln y de la catedral de Carlisle y los frentes occidentales de la catedral de York y de la catedral de Lichfield. Gran parte de la catedral de Exeter está construida en este estilo, como también lo está el crucero de la catedral de Ely (incluyendo la famosa linterna octogonal, construida entre 1322 y 1328 para sustituir a la torre central caída), tres tramos occidentales del coro y la Lady Chapel (capilla de la Virgen). En Escocia, la abadía de Melrose era un ejemplo digno de mención, aunque gran parte está ahora en ruinas.

Ejemplos de gótico decorado
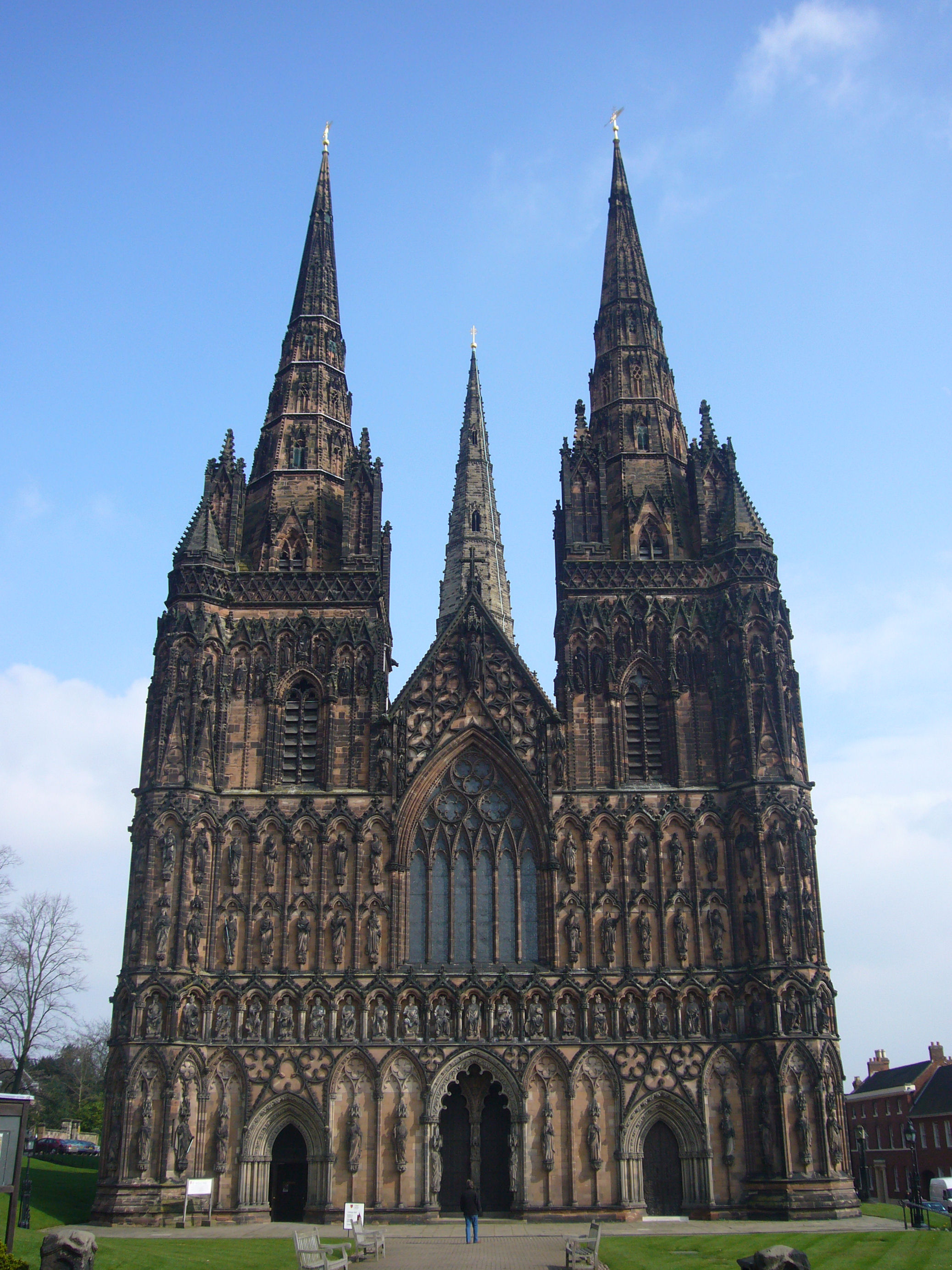
Fachada occidental de la catedral de Lichfield
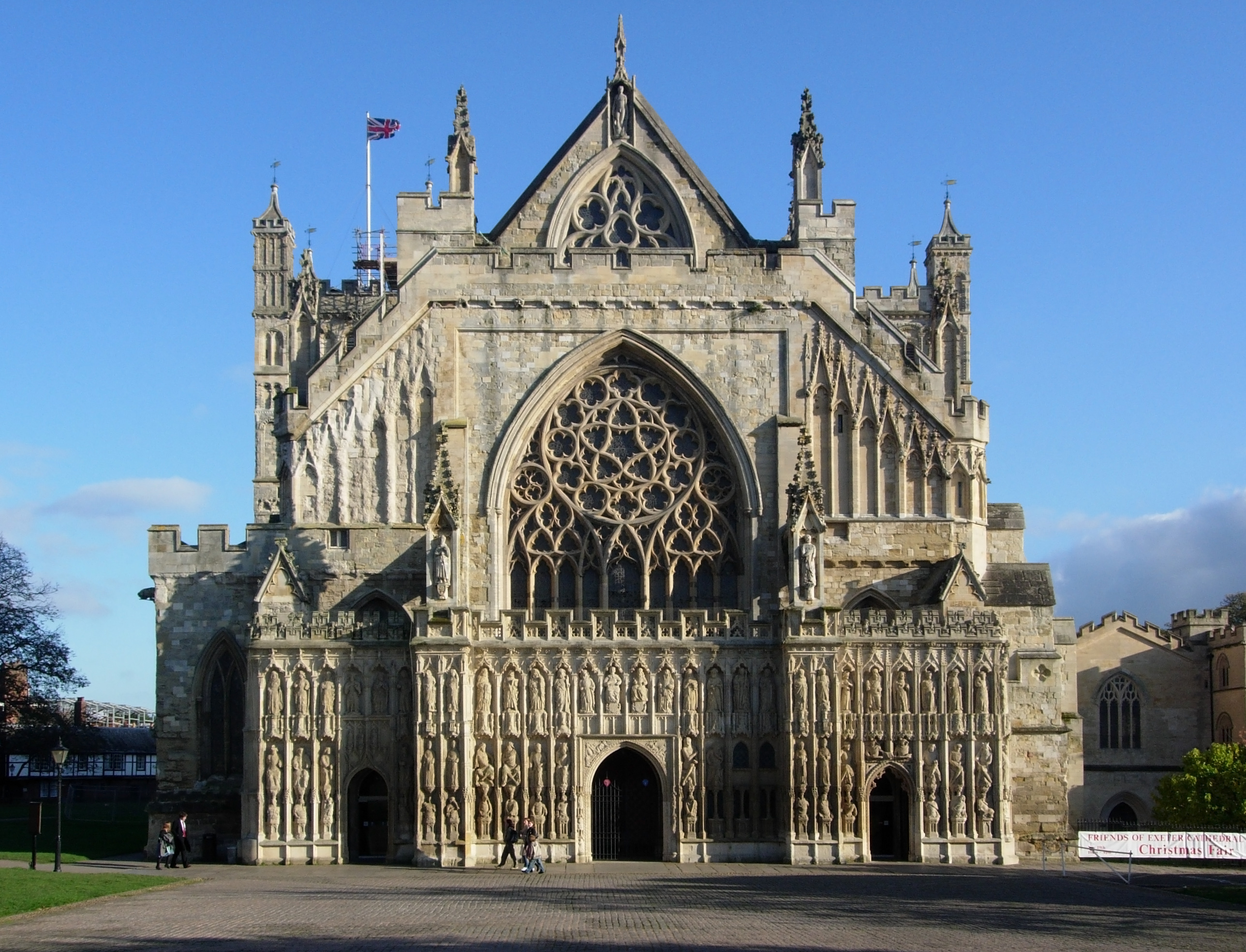
Fachada occidental de la catedral de Exeter
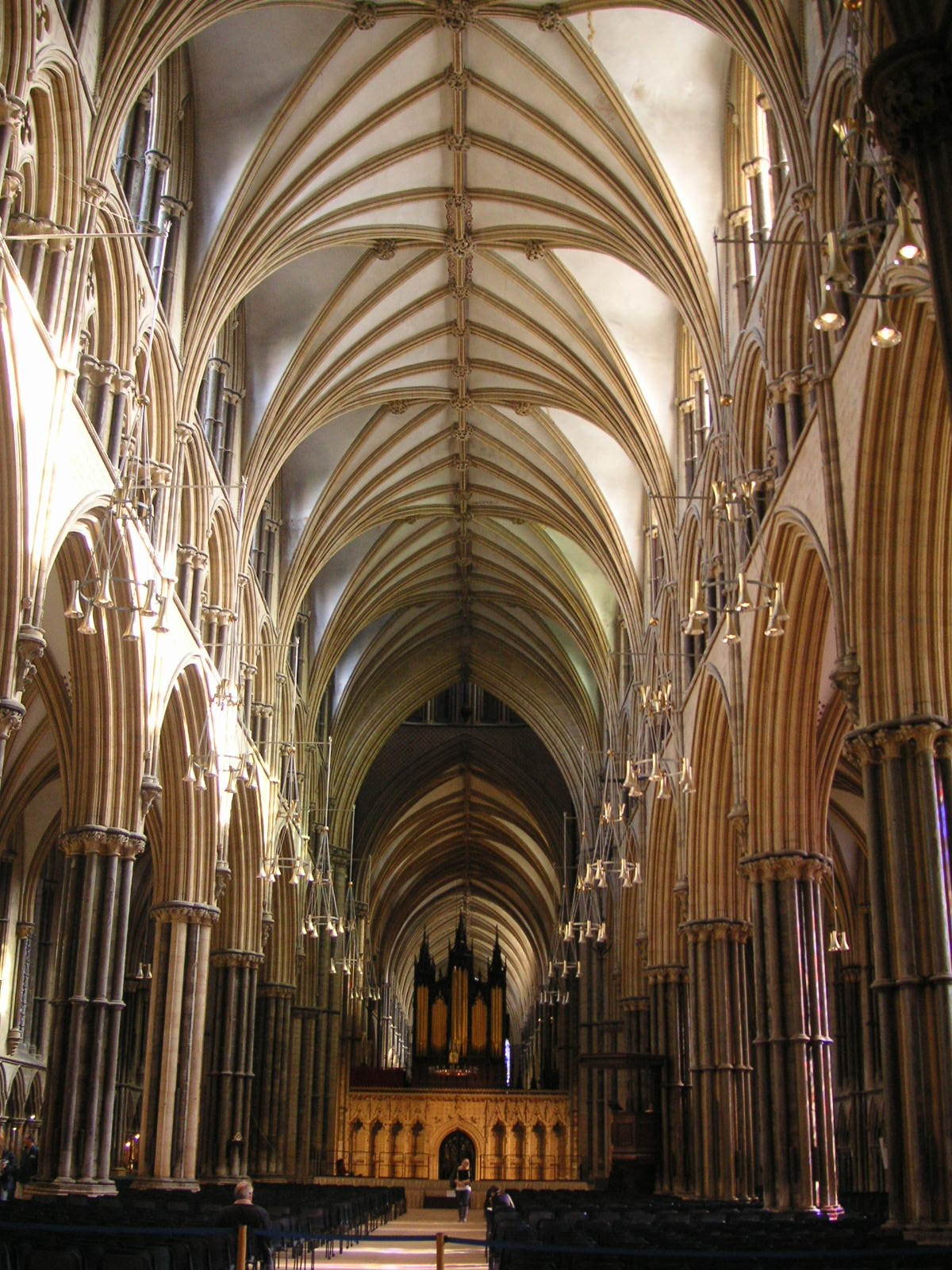
Interior de la catedral de Lincoln
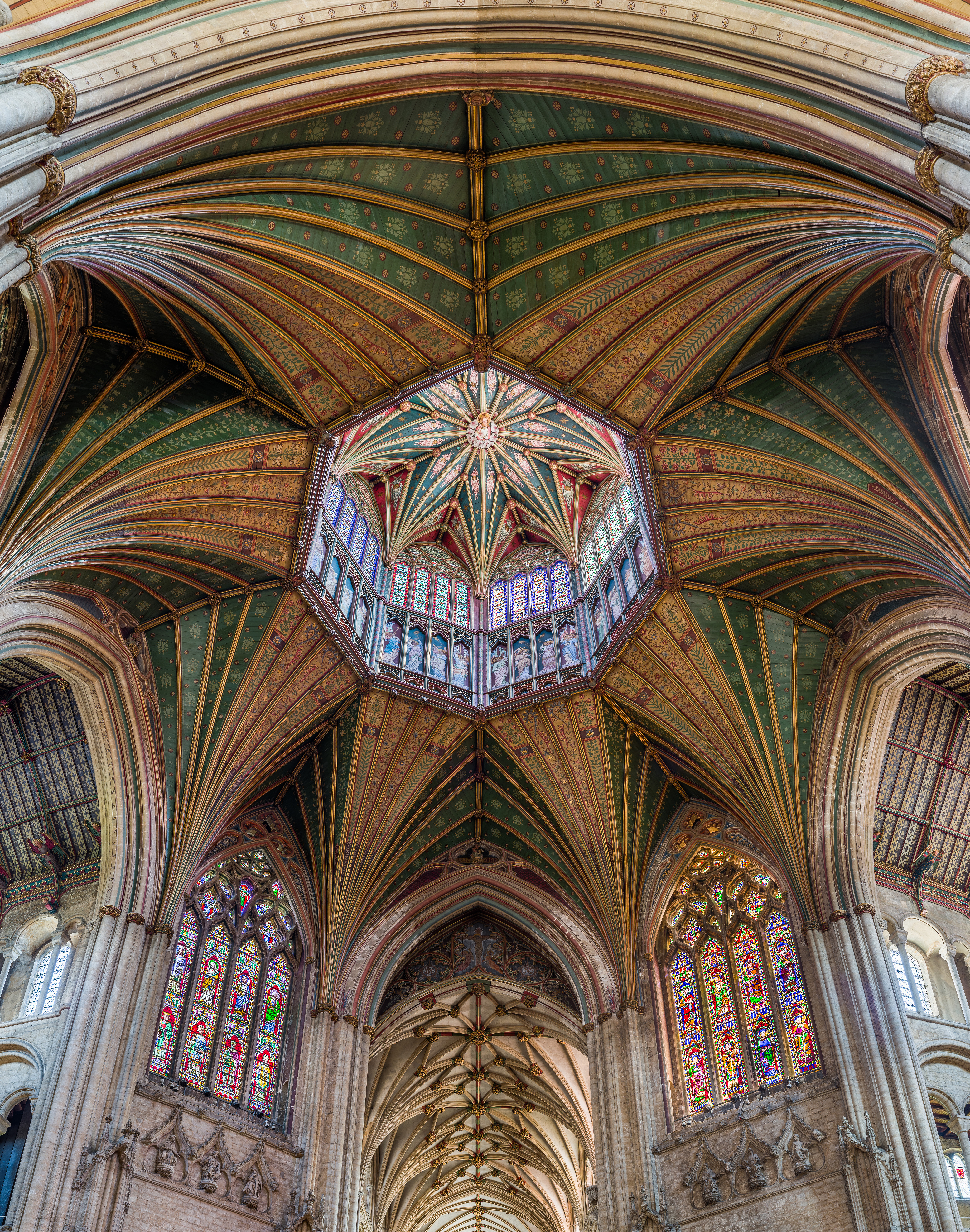
Linterna octogonal de la catedral de Ely (1322-1328)

## Gótico perpendicular

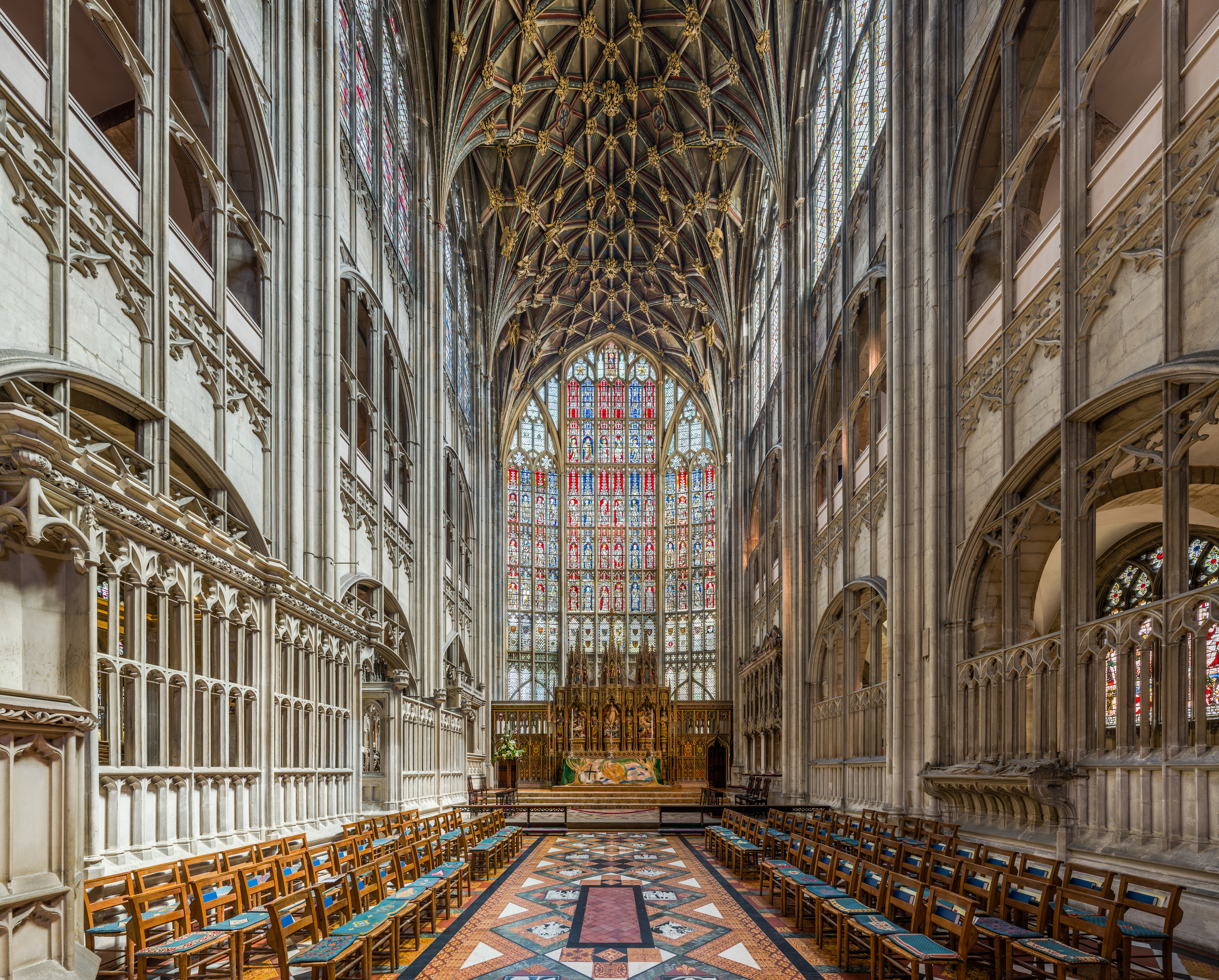
El interior de la catedral de Gloucester tansmite una impresión de una "jaula" de piedra y vidrio, típica de la arquitectura perpendicular. El elaborado estilo decorado en la tracería ya no está a la vista, y las líneas tanto en muros y ventanas se han vuelto más nítidas y menos extravagantes.

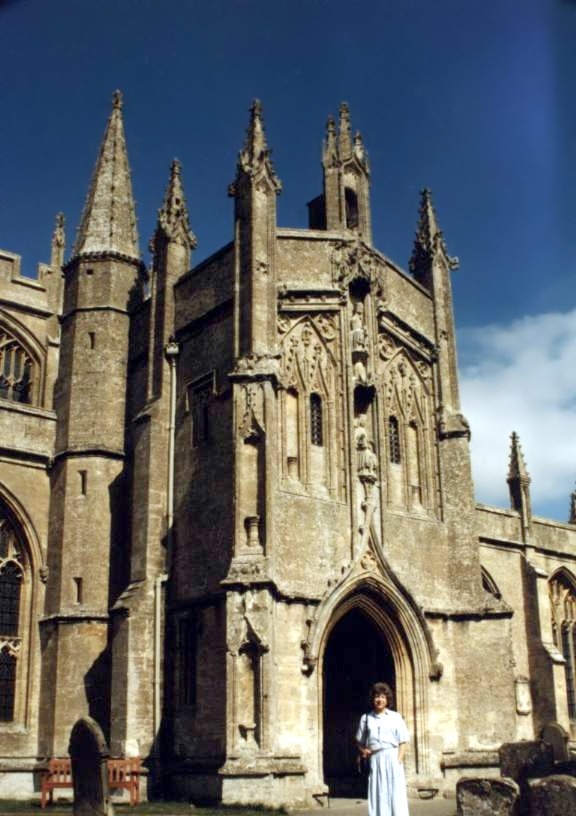
Pórtico sur de dos pisos en estilo perpendicular en Northleach, Gloucestershire (1480).

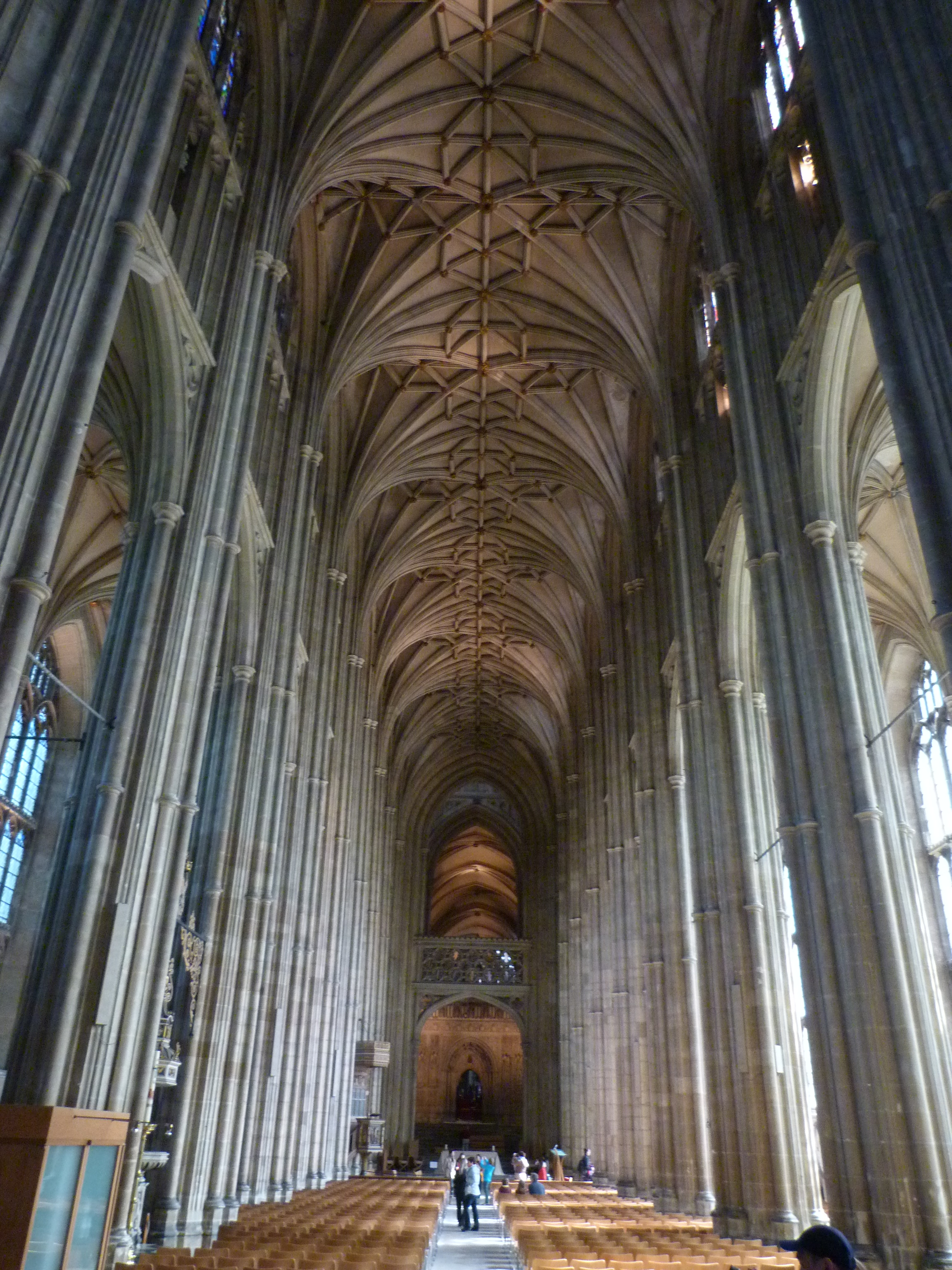
Nave de la catedral de Canterbury

El período gótico perpendicular (o simplemente perpendicular) es la tercera división histórica de la arquitectura gótica inglesa, y se llama así porque se caracteriza por un énfasis en las líneas verticales. Un nombre alternativo, el rectilíneo (Rectilinear), fue sugerido por Edmund Sharpe, y es preferido por algunos como más preciso, aunque nunca ha sido de uso general.
El estilo perpendicular comenzó a surgir hacia 1350. Harvey (1978) pone como ejemplo más antiguo de estilo perpendicular totalmente formado la sala capitular de la Antigua Catedral de San Pablo, construida por William Ramsey en 1332. Se desarrolló a partir del estilo decorado de finales del siglo XIII y principios del siglo XIV, y se prolongó hasta la mitad del siglo XVI. Comenzó bajo los arquitectos reales William Ramsey y John Sponlee, y ya estaba completamente desarrollado en los prolíficos trabajos de Henry Yevele y William Wynford.
En los ejemplos tardíos del período decorado la omisión de los círculos en las tracerías de las ventanas había conducido al empleo de curvas de doble curvatura, que se convirtieron en la tracería flamígera: la introducción de las líneas perpendiculares fue una reacción en la dirección contraria. El estilo surgió de la sombra de la muerte Negra en la que murieron cerca de un tercio de la población inglesa en 18 meses, entre junio de 1348 y diciembre de 1349, y que regresó en 1361–1362, matando a otra quinta parte. Esto tuvo un gran efecto en las artes y la cultura, que tomó una dirección decididamente mórbida y pesimista. Se puede argumentar que la arquitectura perpendicular es reflejo del ánimo de una población afectada por un shock y un dolor insoportables, centrándose en la muerte y la desesperación, y que ya no era capaz de justificar la exuberancia anterior o el júbilo presente en el estilo decorado. El estilo también se vio afectado por la escasez de mano de obra causada por la plaga y por ello los arquitectos diseñaron edificios menos elaborados para hacer frente a esa carencia.

### Características del gótico perpendicular
Esta linealidad perpendicular es particularmente evidente en el diseño de las ventanas, que llegaron a ser muy grandes, a veces inmensas, con parteluces de piedra más delgados que en períodos anteriores, lo que permitió una mayor superficie para los artesanos de vitrales. Los parteluces de subían verticalmentehasta las molduras de los arcos de las ventanas, y la parte superior estaba dividida por montantes adicionales (supermullions) y travesaños, formando compartimentos rectangulares, conocidos como tracería de panel. Los contrafuertes y las superficies de los muros están igualmente divididos en paneles verticales. El desarrollo tecnológico y la elaboración artística de la bóveda alcanzó su cima, produciendo intrincadas bóvedas multipartitas nervadas y culminando en la bóveda de abanico.
Las puertas están encerradas con frecuencia dentro de una cabeza cuadrada sobre las molduras del arco, las enjutas están llenas de cuadrifolios o tracería. Los arcos apuntados todavía se utilizan en todo el período, pero también se introdujeron el arco conopial y el arco Tudor de cuatro centros.
En el interior de las iglesias el triforio desaparece, o su lugar está lleno de paneles, y se le da mayor importancia a las ventanas del claristorio, que son a menudo las mejores características de las iglesias de este periodo. Las molduras son más planas que las de los períodos anteriores, y una de las características principales es la introducción de grandes huecos elípticos.
Algunas de las mejores realizaciones de este período son los magníficos techos de madera; aparecieron por primera vez techos hammerbeam, como los de Westminster Hall (1395), Christ Church, Oxford, y Crosby Hall. En las zonas del sur de Inglaterra que utilizan la arquitectura de sílex, se utilizó una elaborada decoración flushwork (mezcalndo en el mismo plano sílex y sillares), sobre todo en las iglesias de lana de East Anglia.

### Ejemplos notables del gótico perpendicular

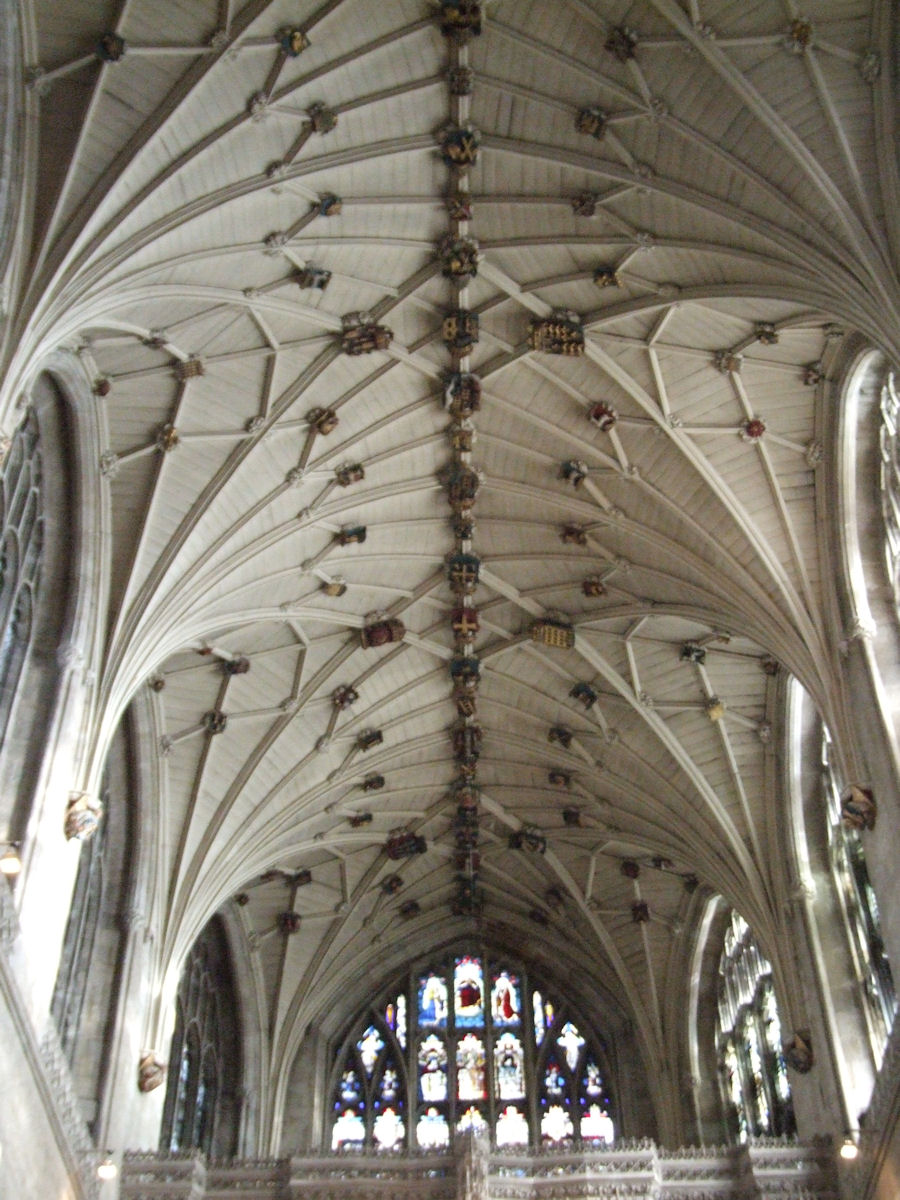
Bóveda de abanico de la catedral de Winchester

Algunos de los ejemplos más tempranos del período perpendicular, que datan de 1360, se encuentran en la catedral de Gloucester, donde los albañiles de la catedral parecían estar muy por delante de los de otros pueblos; las bóvedas en abanico en los claustros son particularmente destacadas. Ampliaciones y reparaciones perpendiculares se pueden encontrar en pequeñas iglesias y capillas por toda Inglaterra, de un bajo requerimiento de capacidad técnica, que carecían de la decoración de canterías anteriore en esos lugares, por lo que se pueden utilizar en investigaciones académicas en busca de evidencias de los efectos sociales de las plagas.
Entre otros edificios y elementos notables destacan:
- 1378-1411: nave, transeptos occidentales y torre del crucero de la catedral de Canterbury;
- 1380-1386: torre de finales del siglo XV, New College, Oxford (Henry Yevele);
- 1381-1391: Beauchamp Chapel, Warwick;
- 1389-1407: Quire y torre de la York Minster;
- 1399-1419: remodelación de la nave central y naves laterales de la catedral de Winchester;
- 1424-1450: transepto y torre del Merton College, Oxford;
- catedral de Mánchester (1422);
- 1427-1483: Divinity School, Oxford;
- 1446-1515: capilla del King's College, Cambridge;
- 1448-1482: capilla del Eton College, Eton;
- 1454-1457: torre central de la catedral de Gloucester;
- 1475-1480: torre central del Magdalen College, Oxford;
- 1475-c. 1580: coro de la abadía de Sherborne;[12]
- ca. 1490-1500: iglesia colegiata de la Santísima Trinidad, Tattershall, Lincolnshire;[13]
- Charterhouse School, Surrey, edificio principal y capilla.

Ejemplos posteriores notables son la abadía de Bath (c 1501 - c. 1537, aunque muy restaurada en la década de 1860), la Lady Chapel de Enrique VII en la abadía de Westminster (1503-1519), y las torres de la Iglesia de St Giles, Wrexham y de St María Magdalena, Taunton (1503-1508).
El estilo perpendicular se usó con menos frecuencia en el neogótico que el estilo decorado, pero son ejemplos principales el reconstruido palacio de Westminster (es decir, las Casas del Parlamento), el Wills Memorial Building de la Universidad de Bristol (1915-1925), y la catedral de St. Andrew, Sydney.

Ejemplos de gótico perpendicular
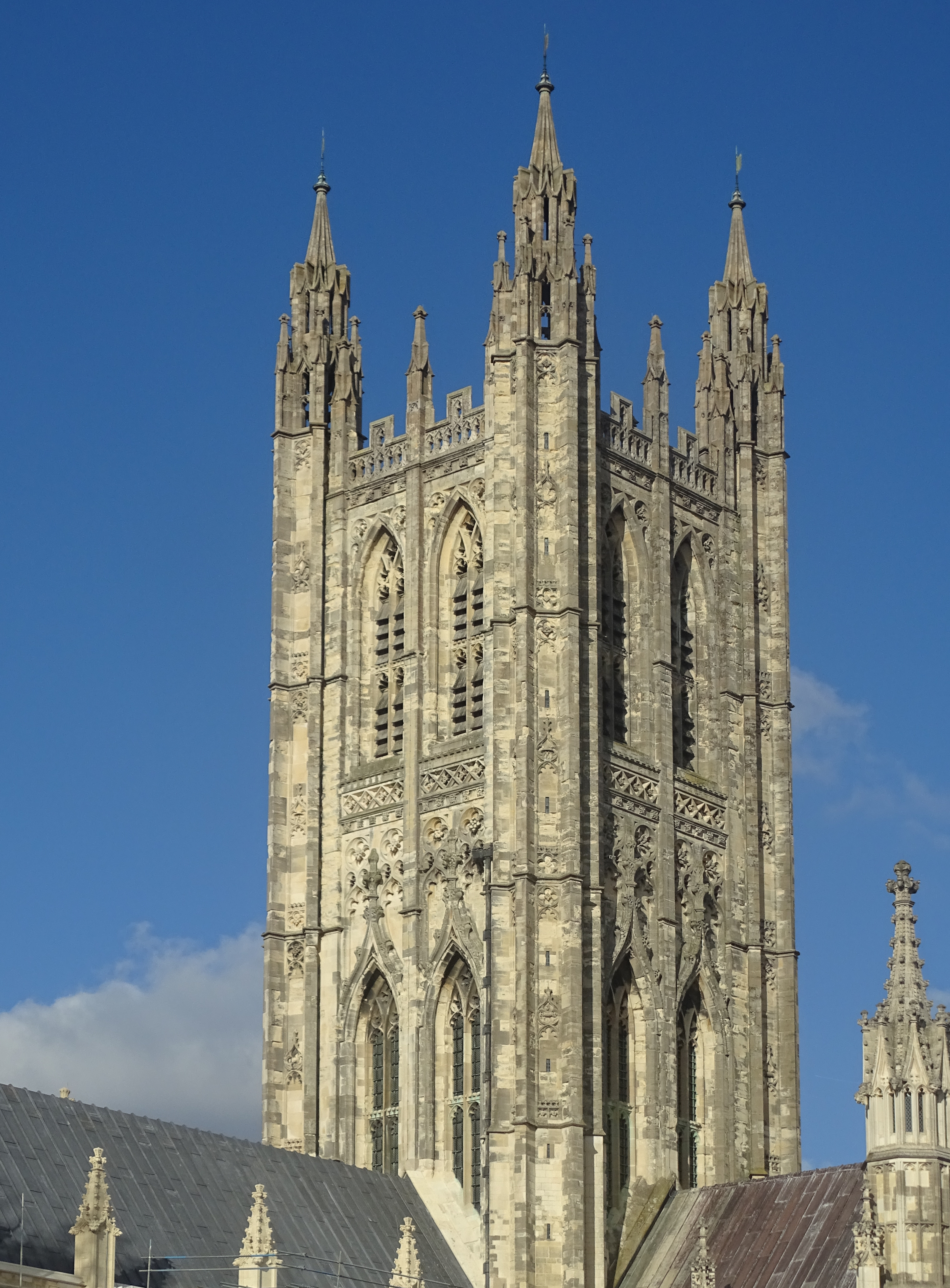
Torre del crucero de la catedral de Canterbury
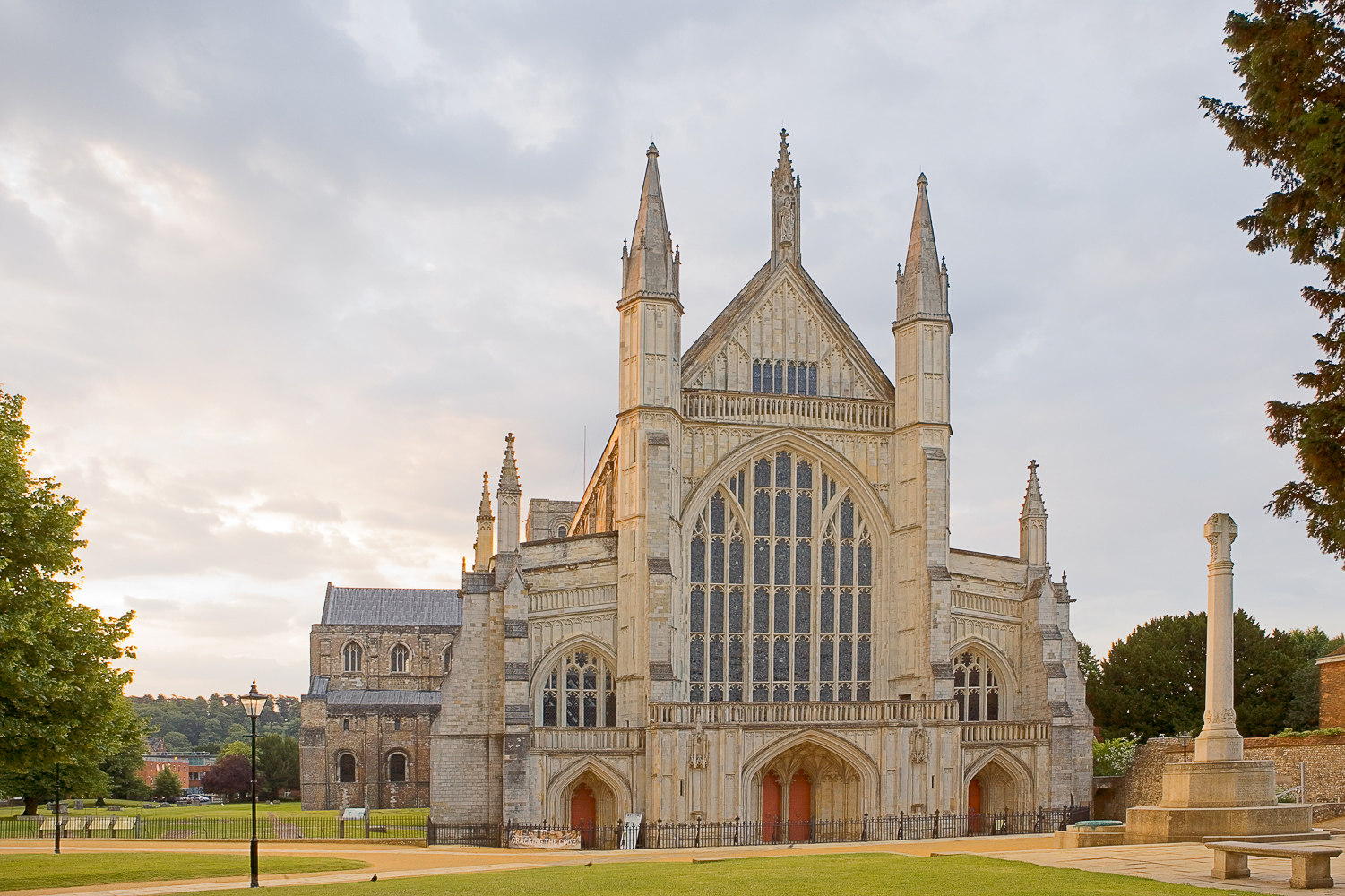
Catedral de Winchester
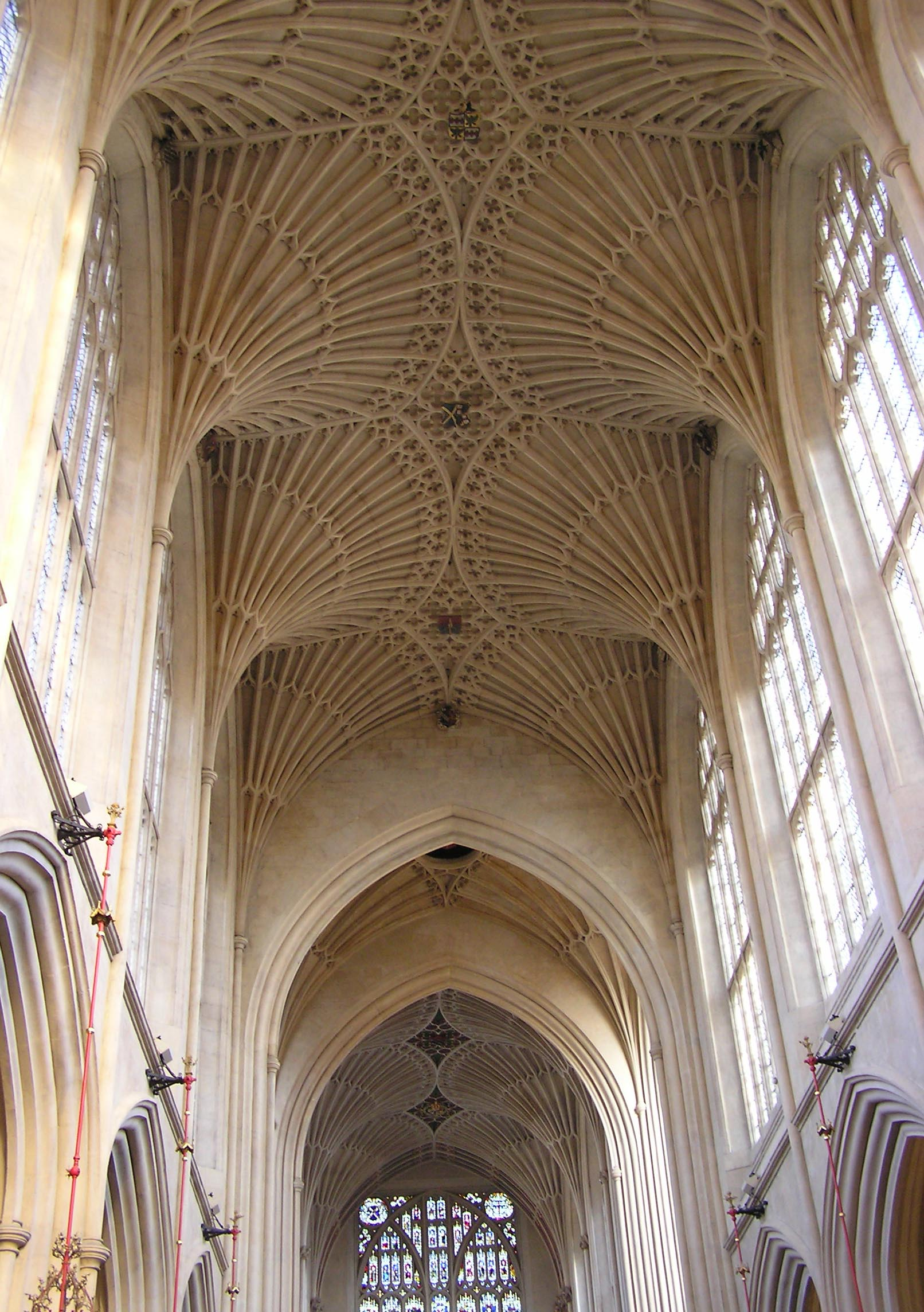
Bóvedas de abanico en la abadía de Bath
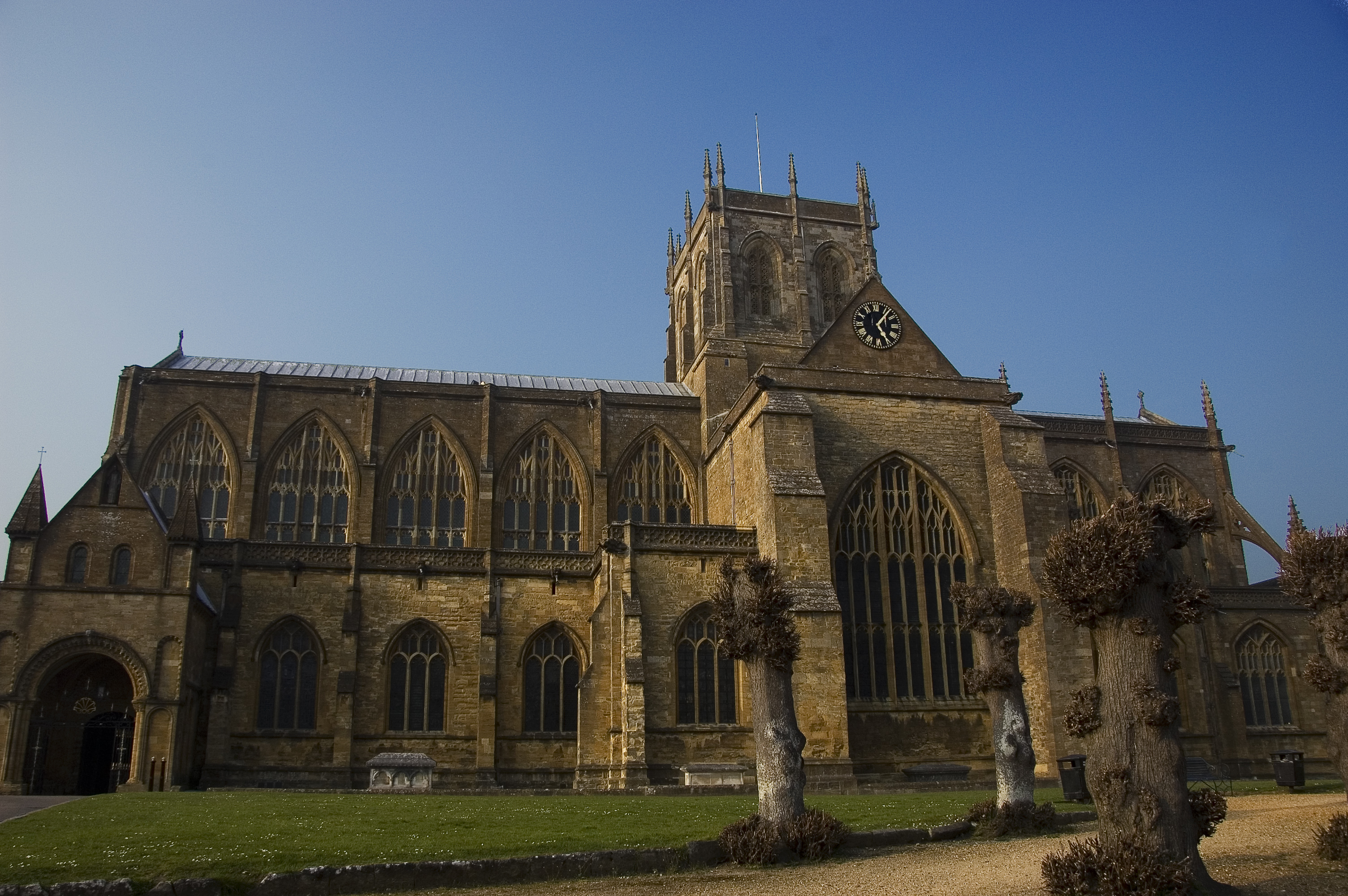
Abadía de Sherborne

## Galería de imágenes

Iglesias góticas
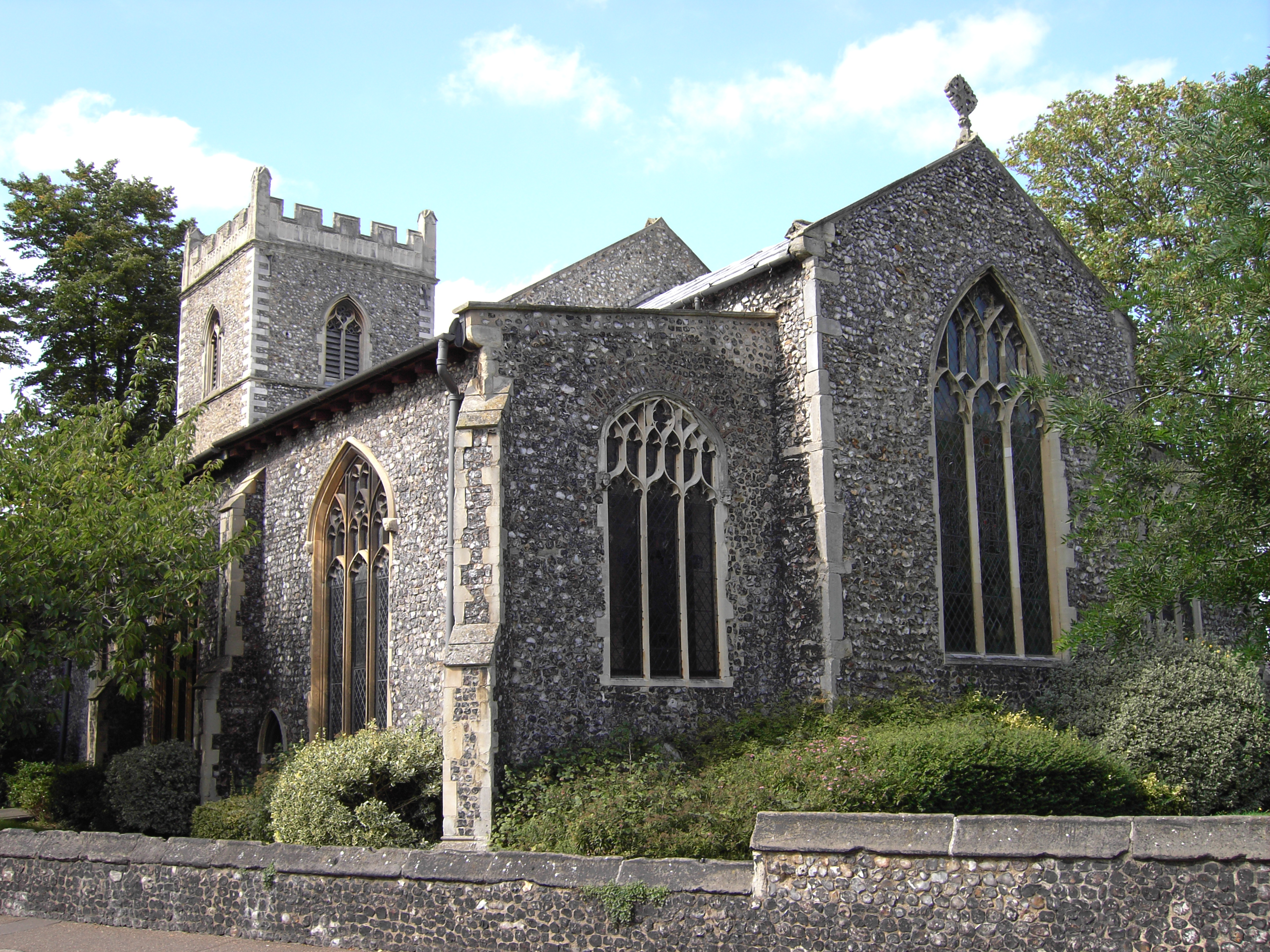
St Martin at Palace Plain, Norwich
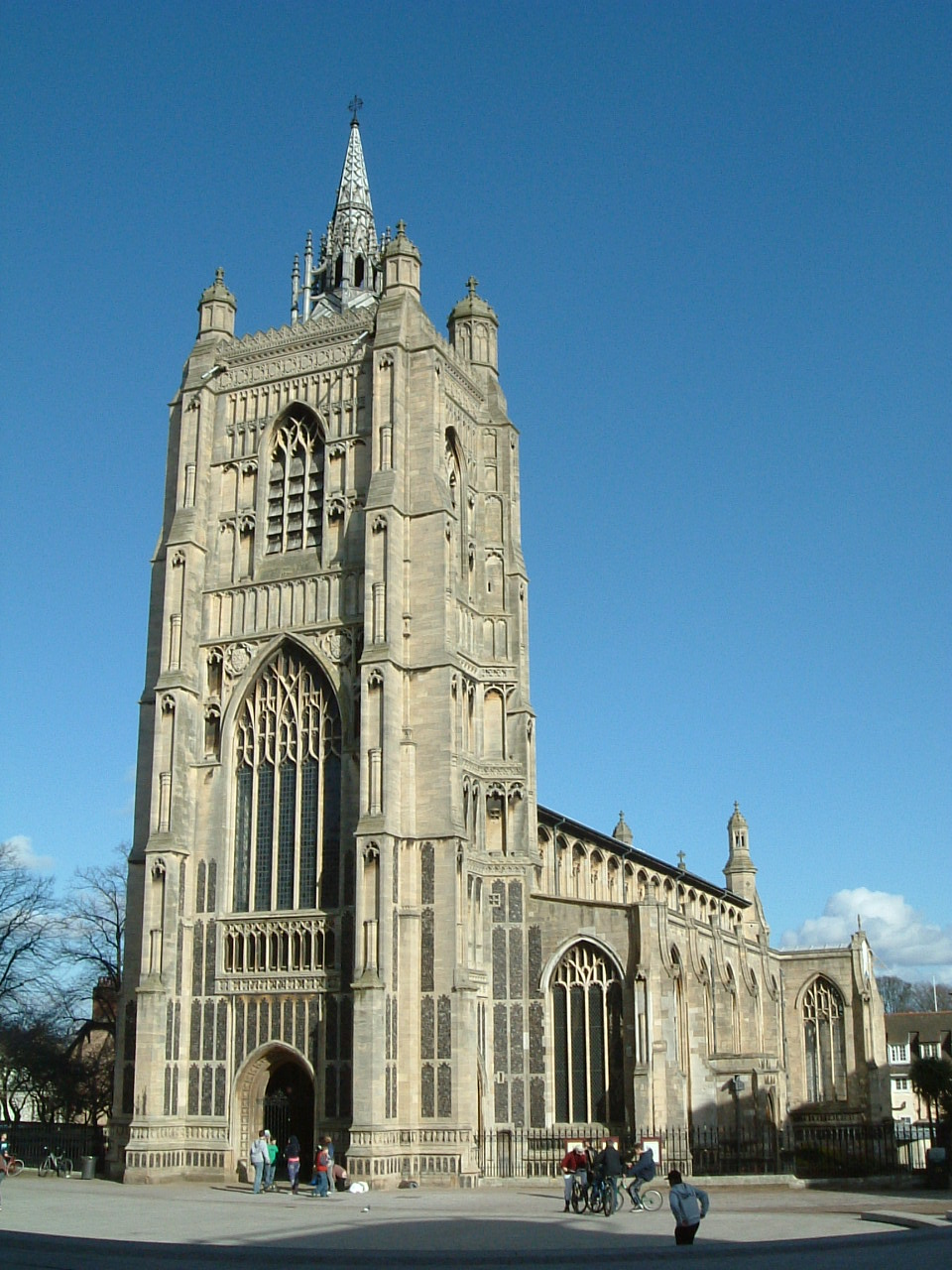
St Peter Mancroft, Norwich.
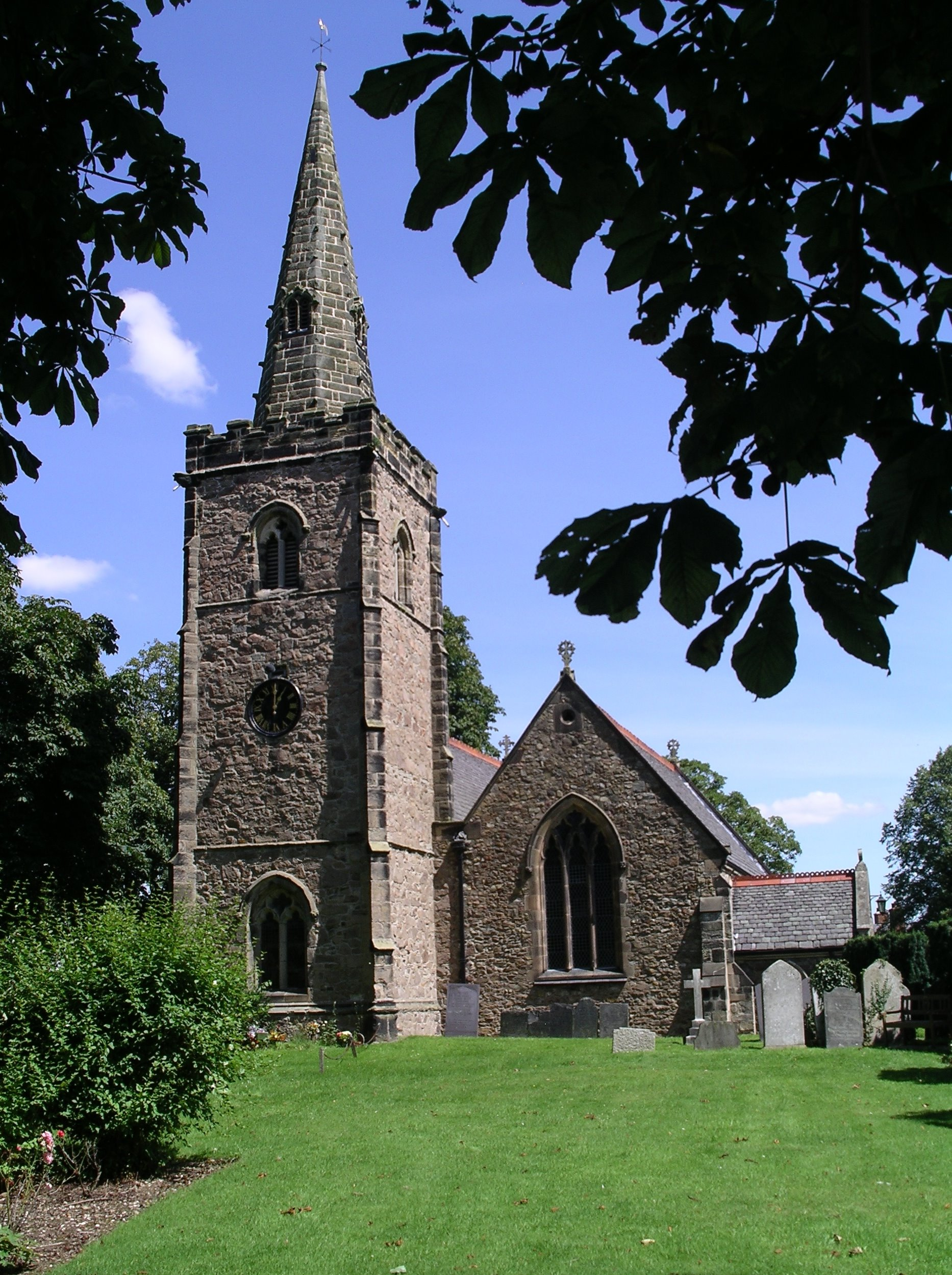
Iglesia de Saint Martin, Desford
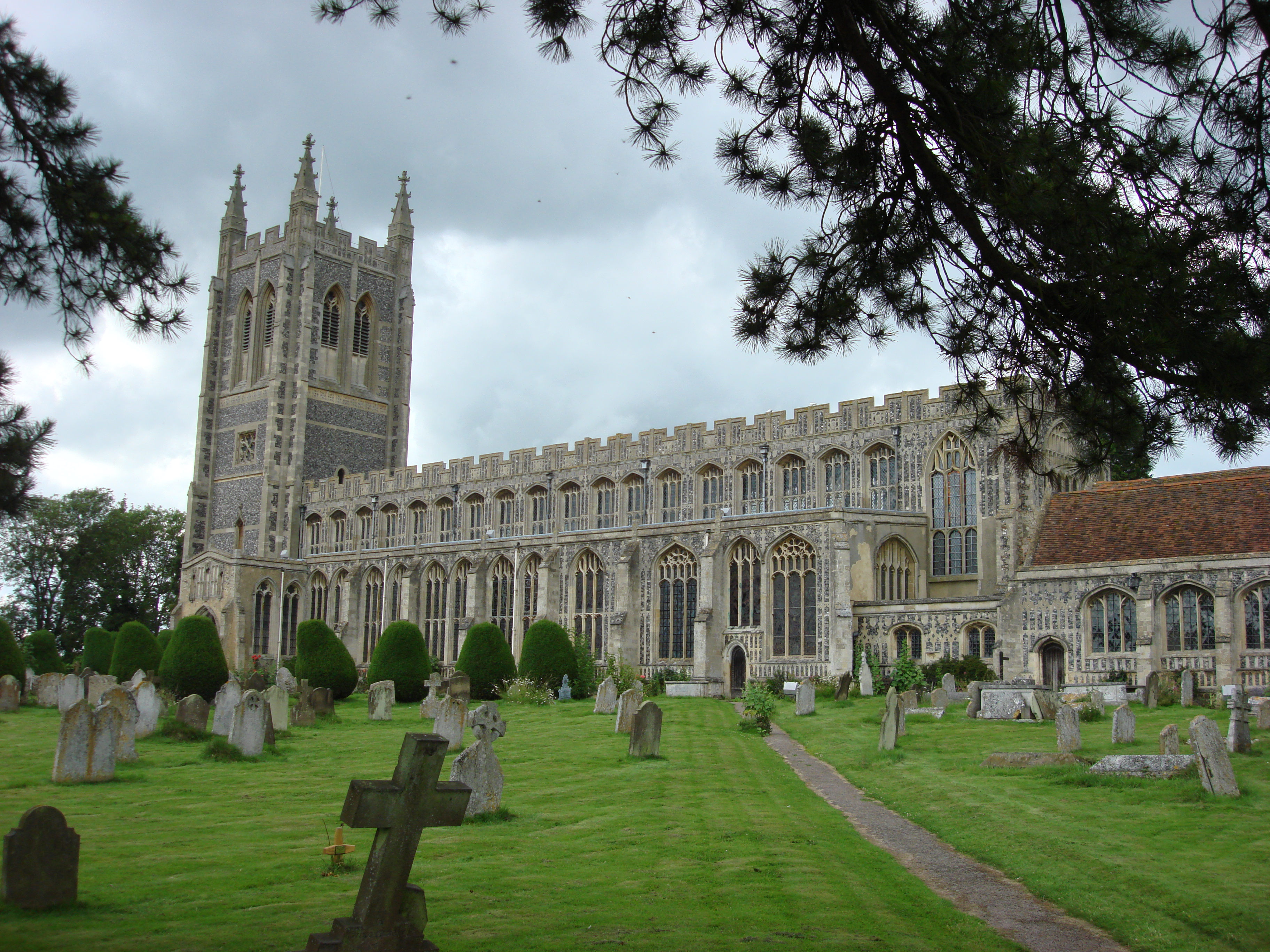
Holy Trinity Church, Long Melford, Suffolk
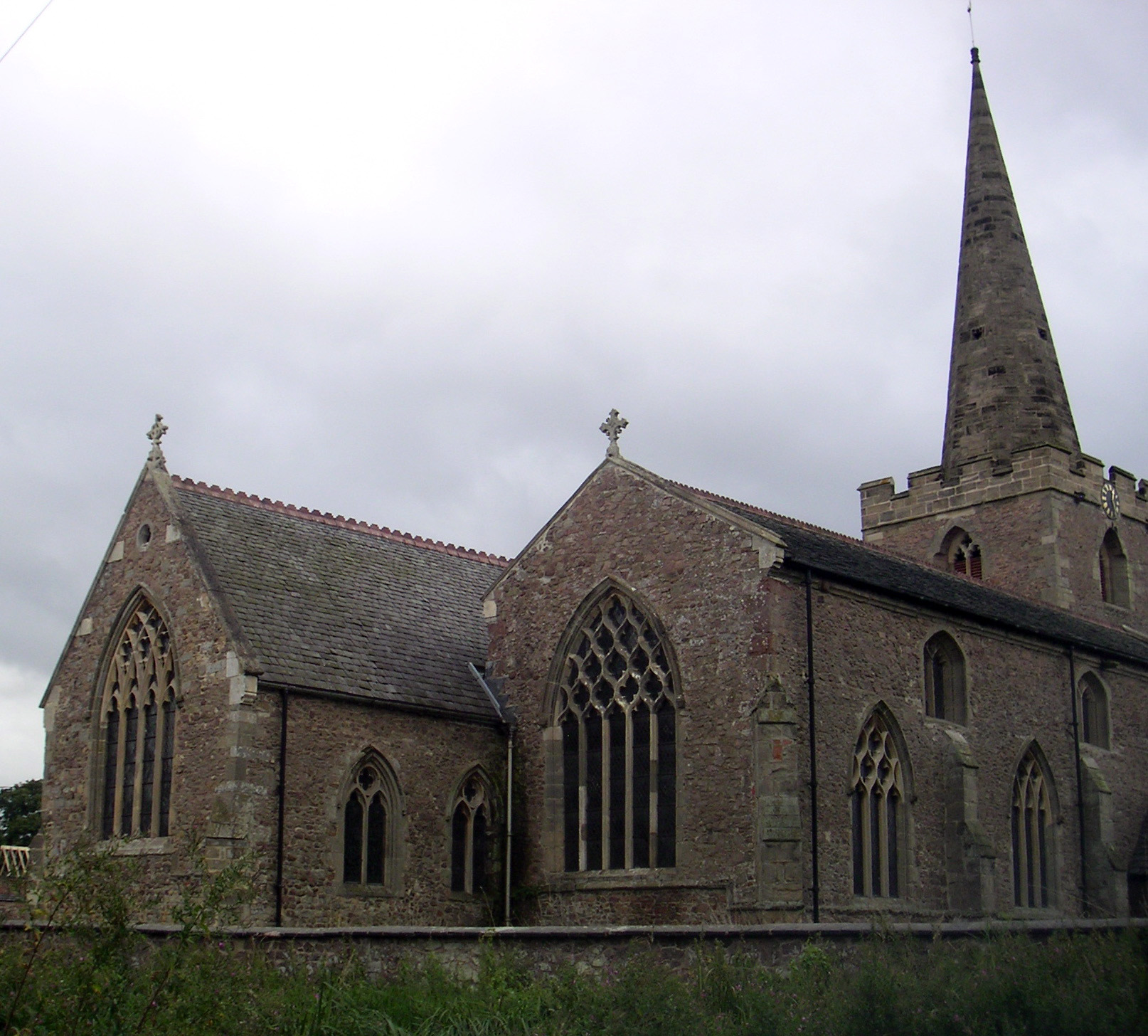
Iglesia de Saint Mary, Broughton Astley
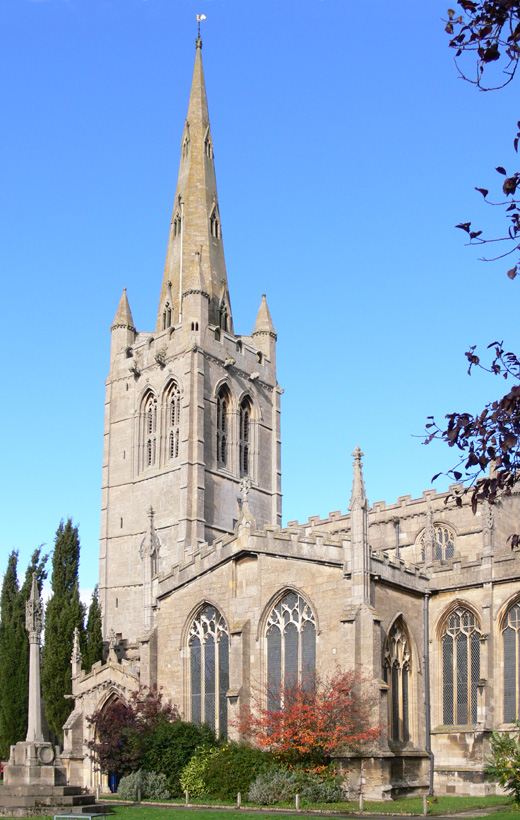
Oakham, Rutland
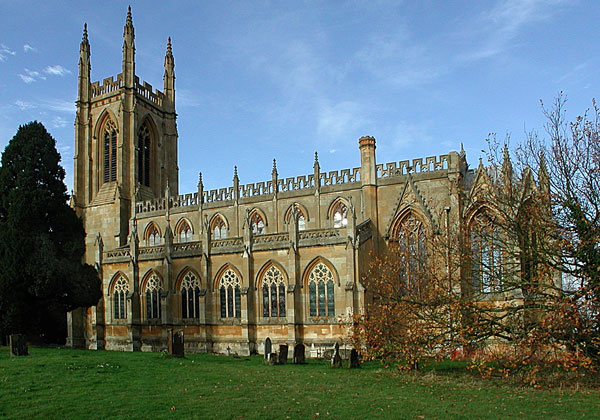
St Peter ad Vincula Hampton Lucy (Warwickshire)

Interiores de iglesias góticas
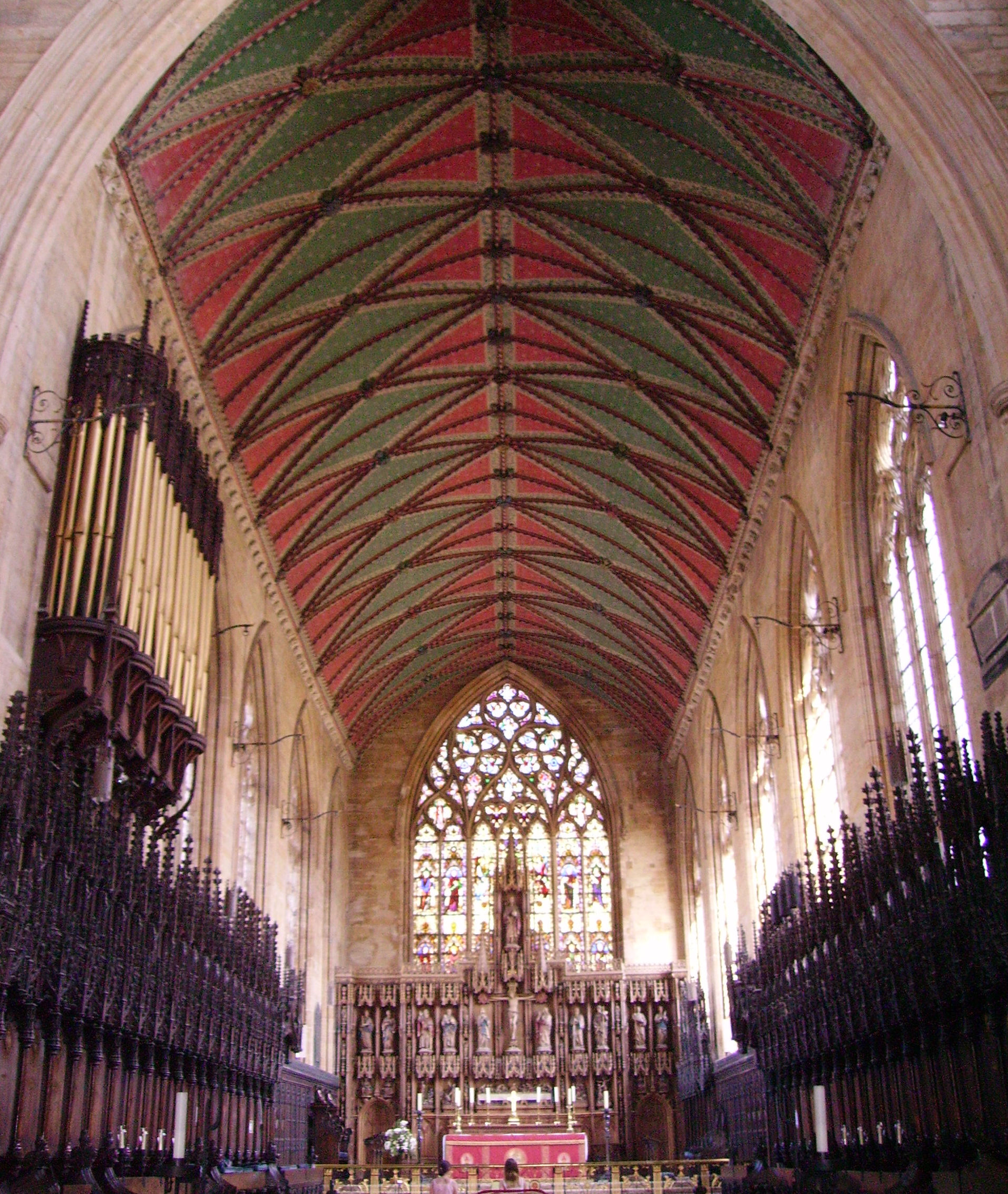
int. Bost. Linc
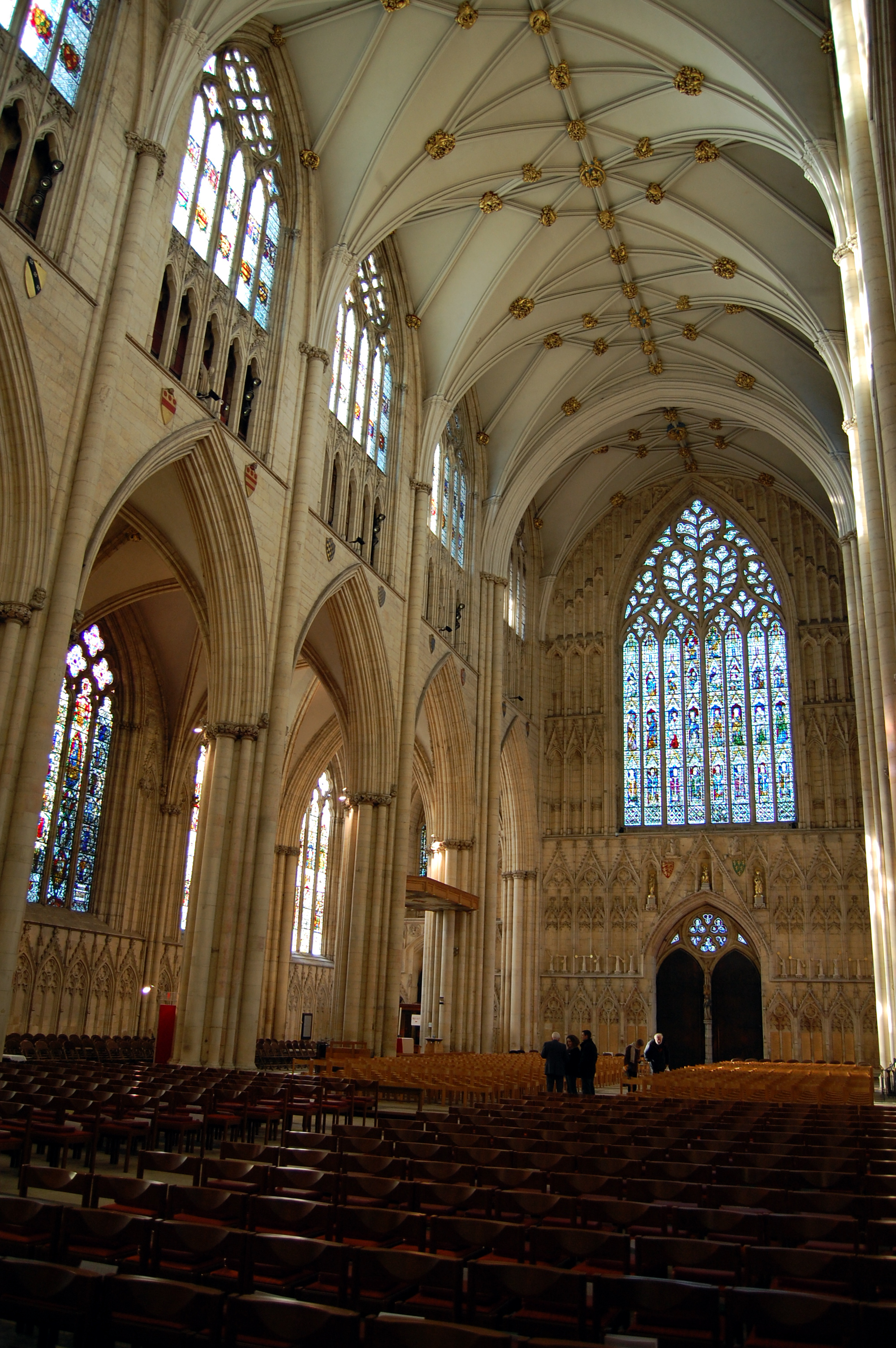
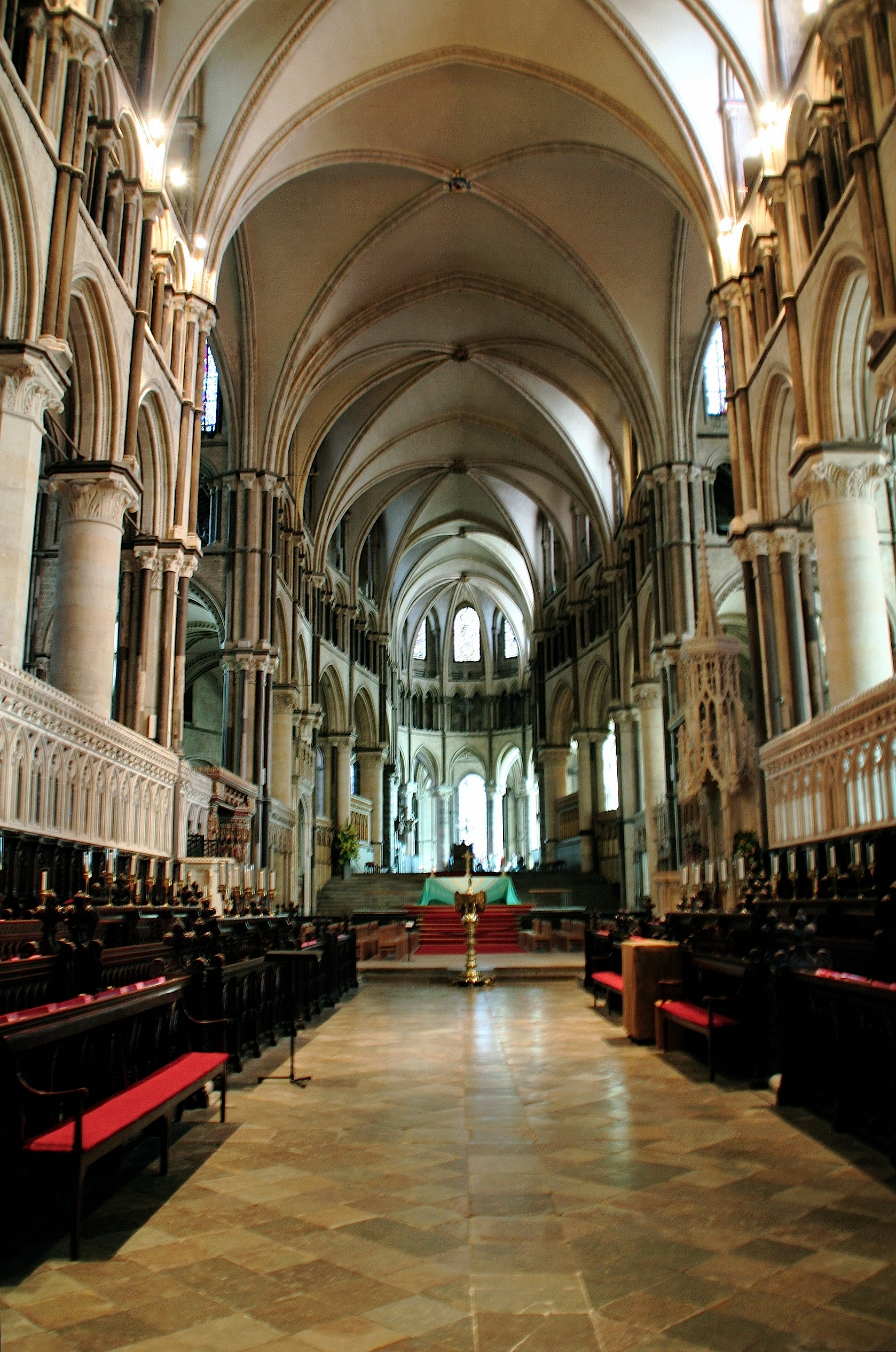
Interior de Canterbury
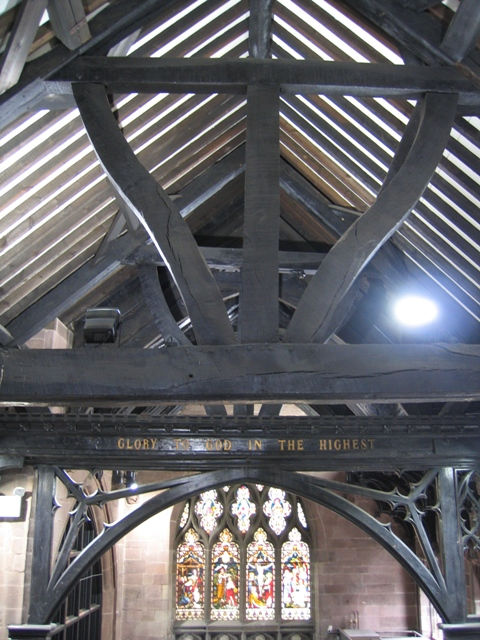
St Michael's, Chester

Detalles góticos
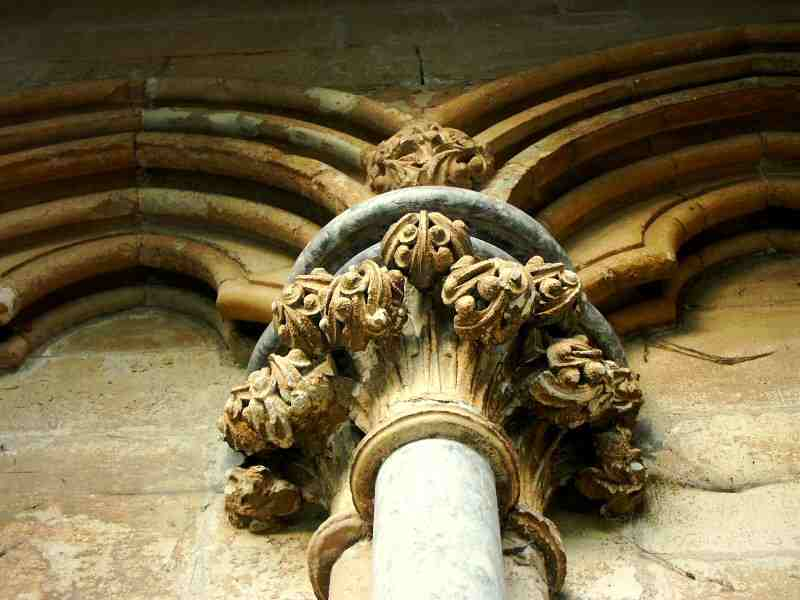
Hojas rígidas (catedral de Salisbury)
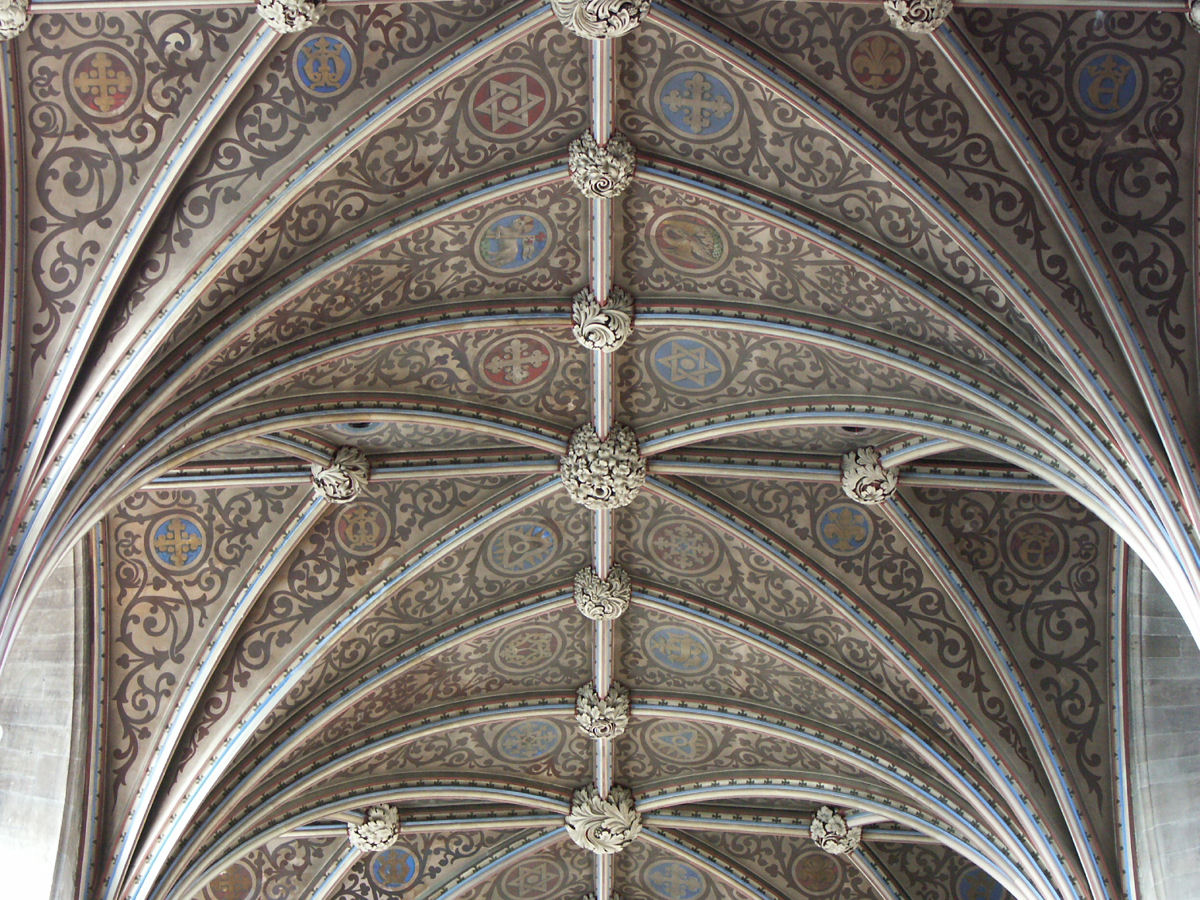
Bóvedas y claves (catedral de Hereford)
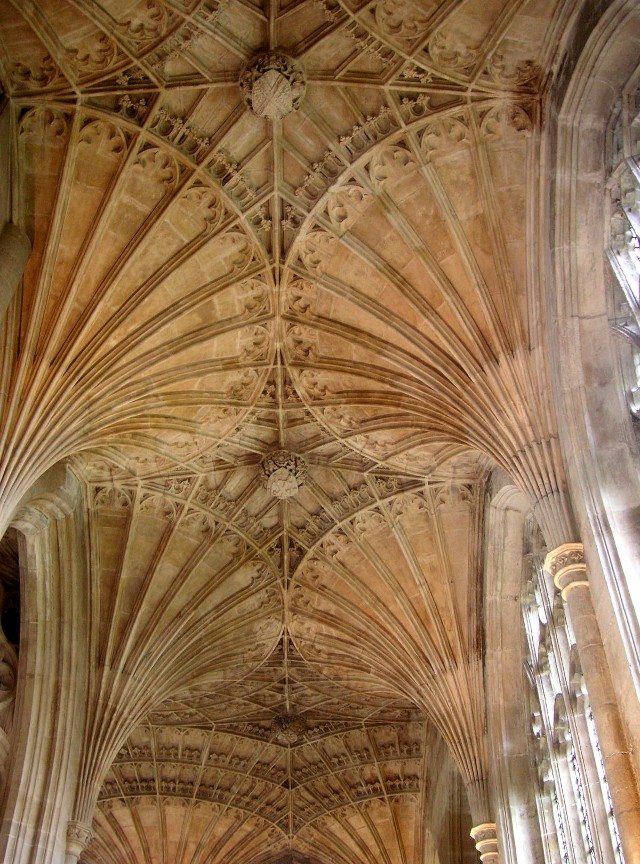
Bóveda de abanico del retrocoro (catedral de Peterborough)
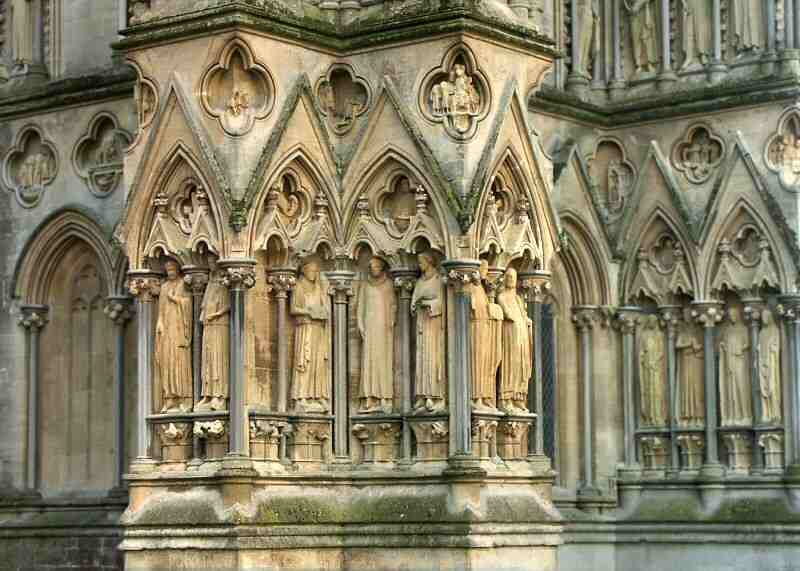
Esculturas exteriores (catedral de Wells)
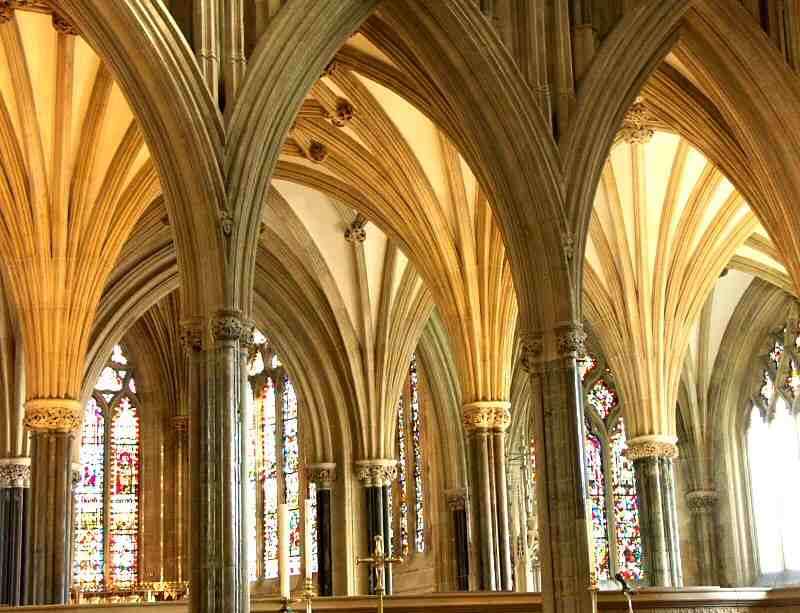
Interior (catedral de Wells)

Castillos góticos
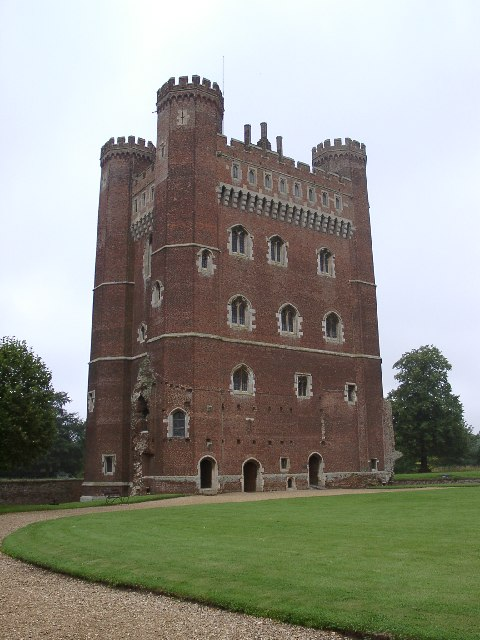
Castillo de Tattershall
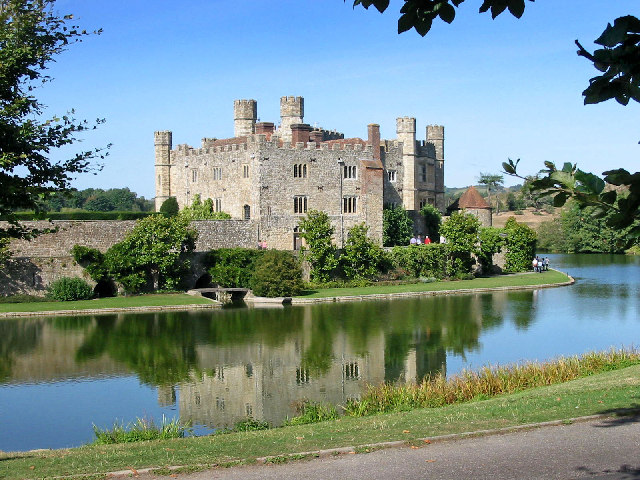
Castillo de Leeds
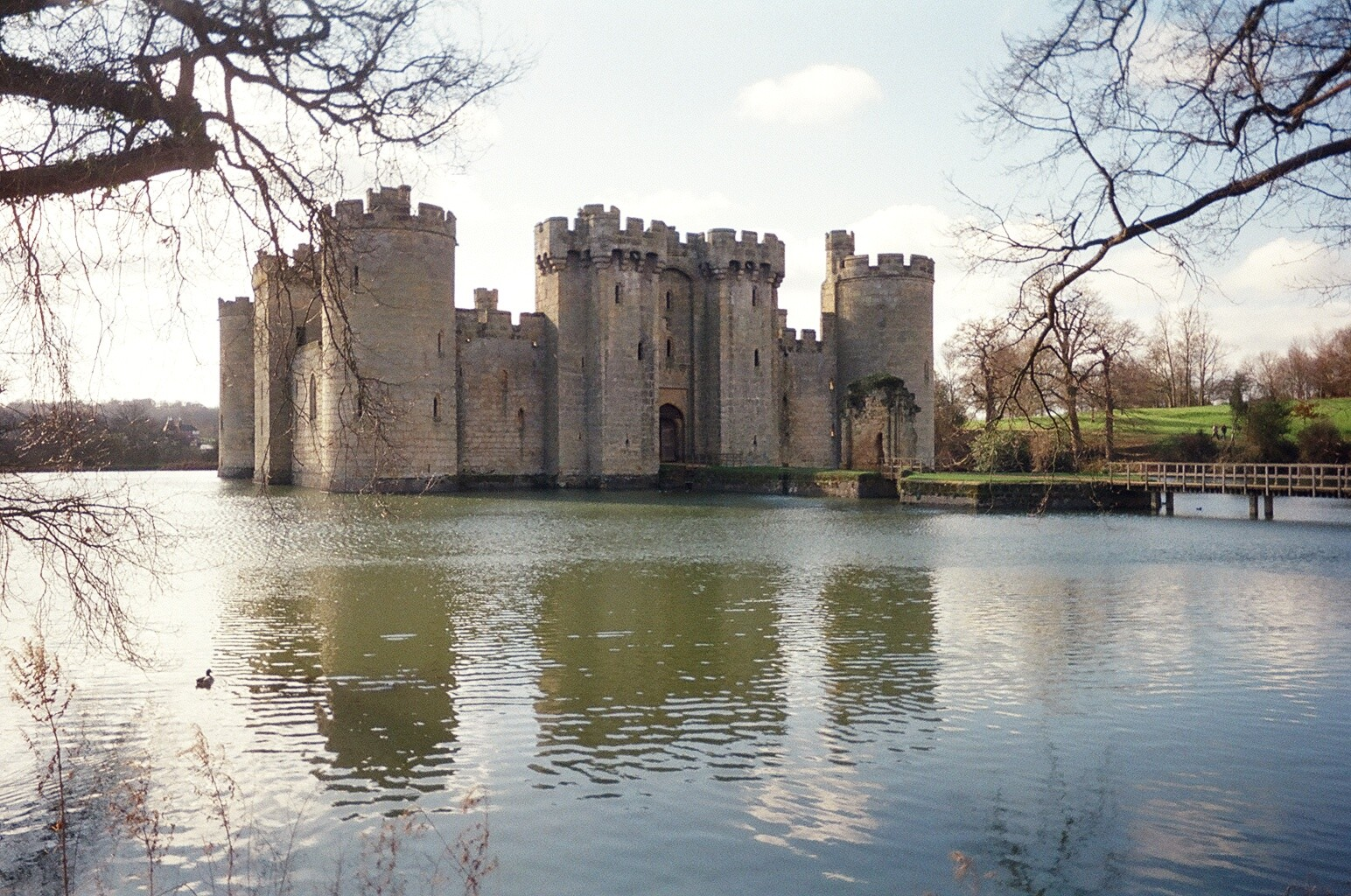
Castillo de Bodiam
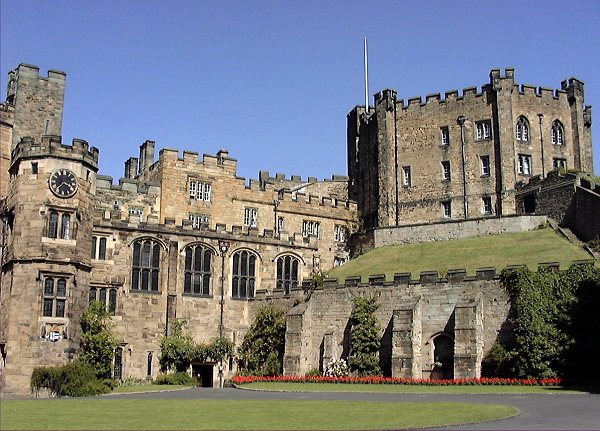
Castillo de Durham

Edificios civiles góticos
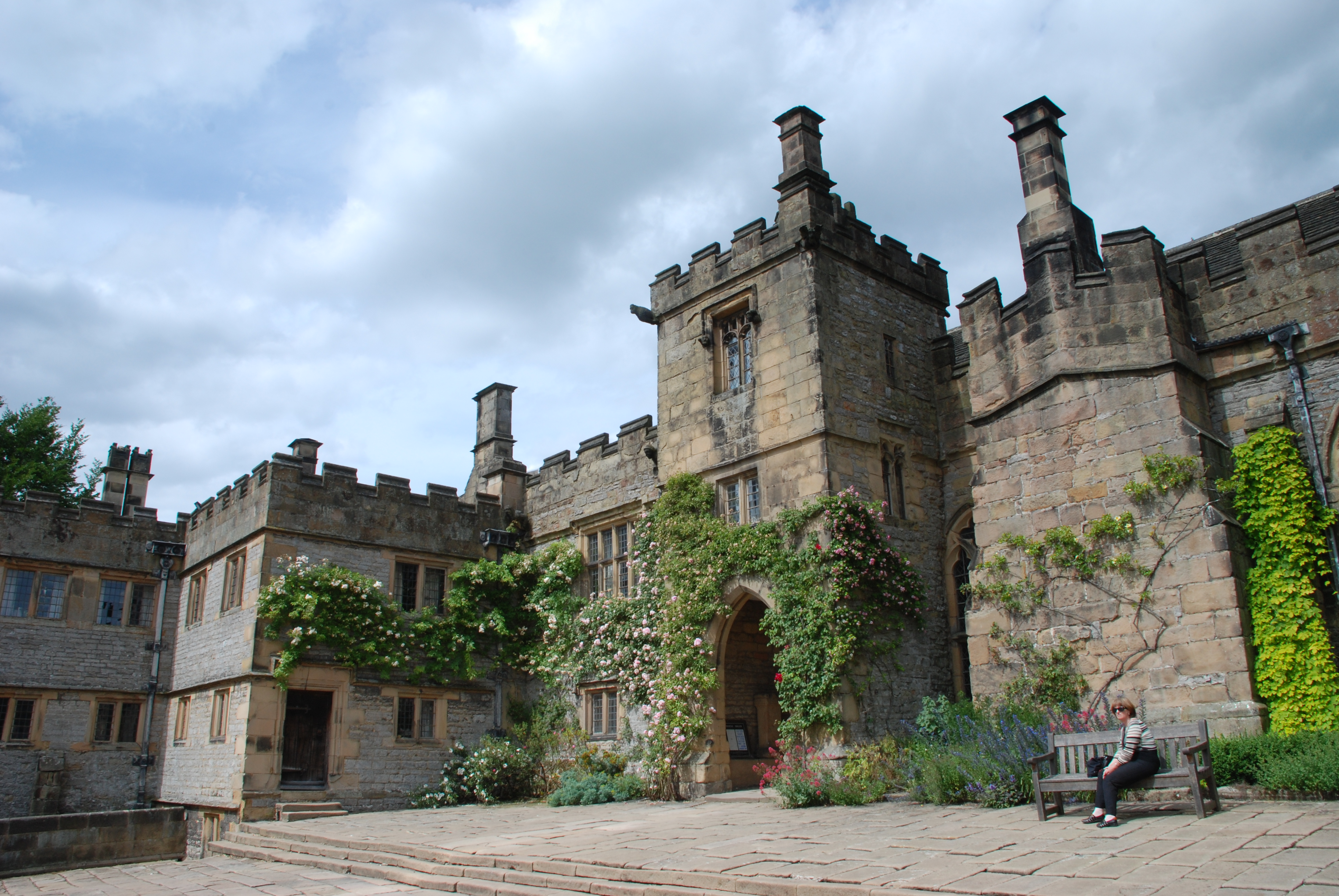
Haddon Hall Bakewell
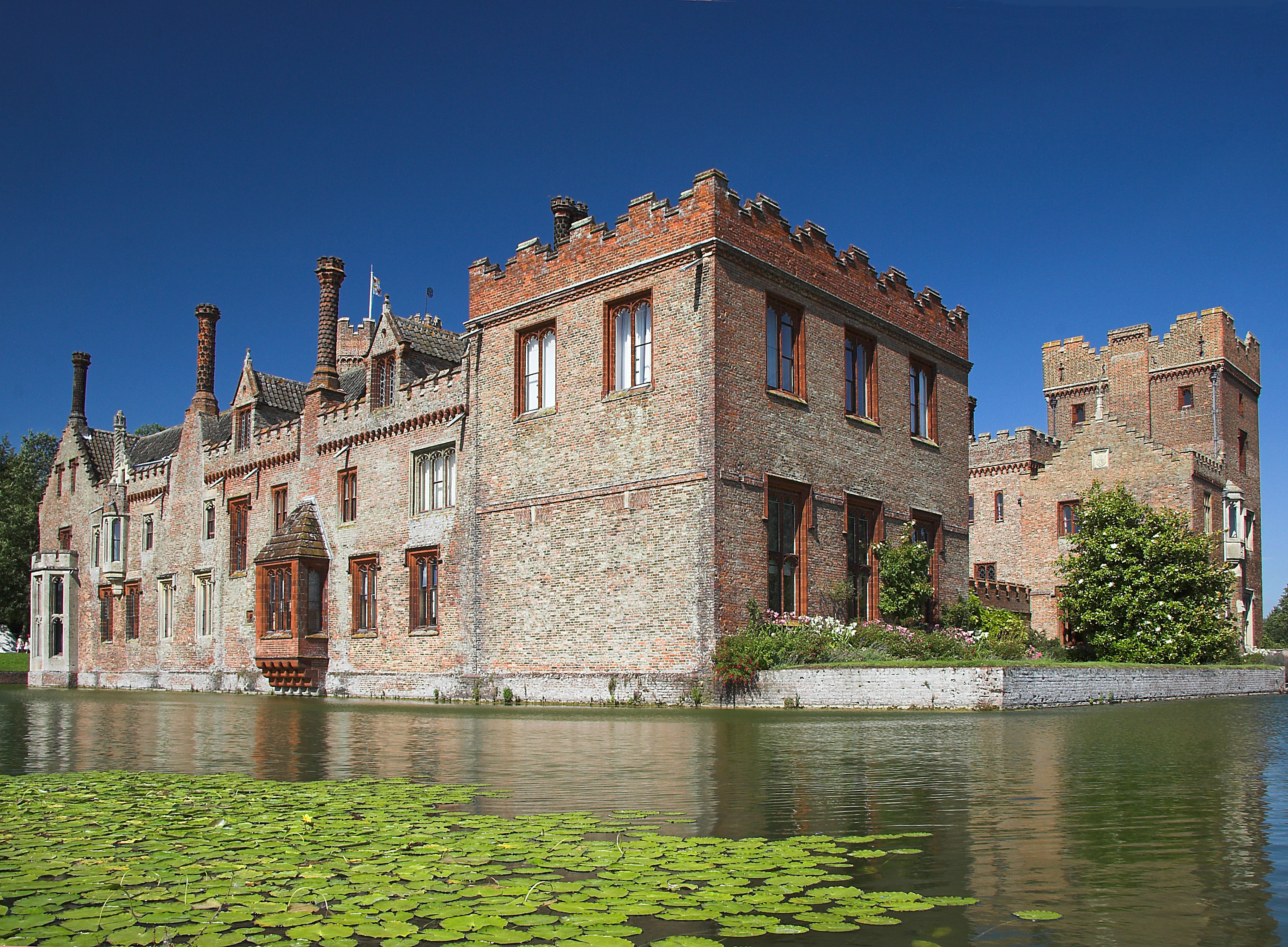
Oxburgh Hall
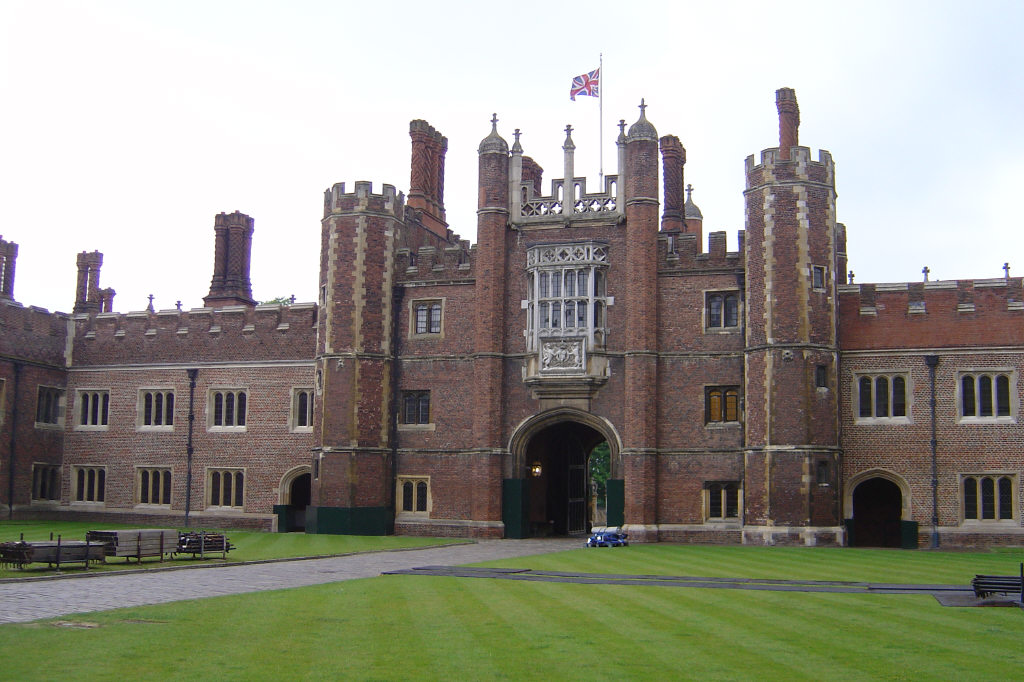
Hampton Court
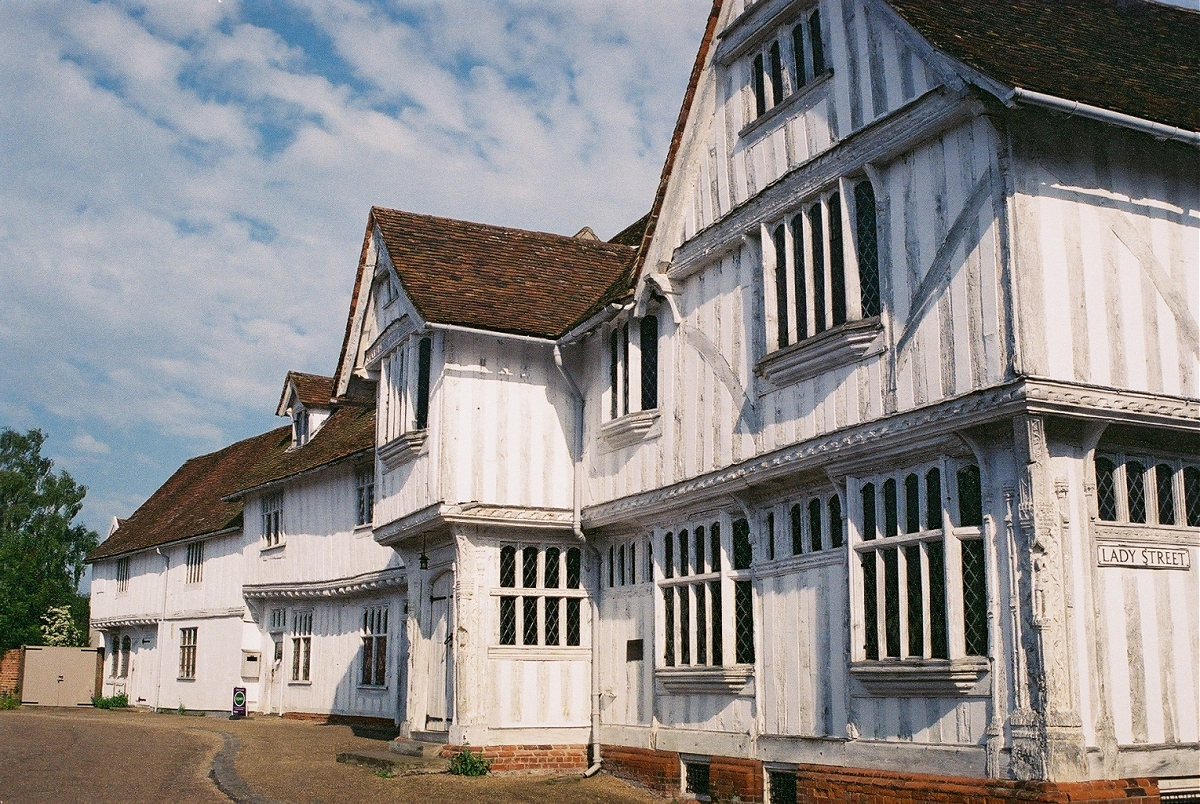
Lavenham-Guildhall
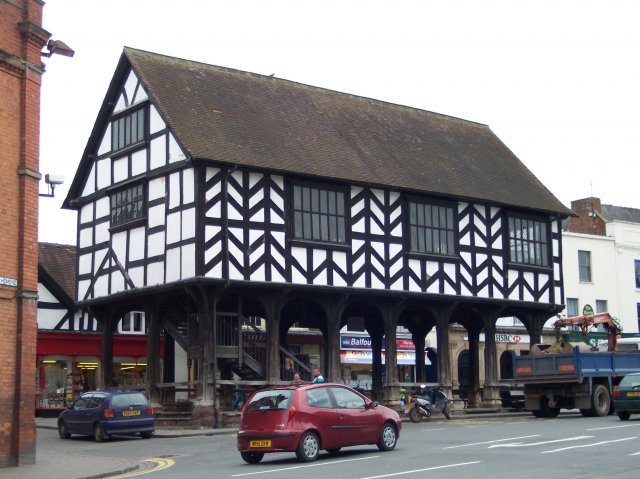
Ledbury